# Adhémar Vandroemme
Adhémar Vandroemme (Watou, 14 juli 1917 – Ieper, 25 november 2009) was onderwijzer, regent plastische kunst, aquarellist, kunstschilder, kunstsmid, radiësthesist, linograaf. Hij maakte reuzen en hij werkte mee aan de bouw van stoeten (voornamelijk de Kattenstoet in Ieper).

## Levensloop

### Jeugd
Hij werd geboren op 14 juli 1917 te Watou (nu deelgemeente van Poperinge).Vader Gaston (1888-1977) was landbouwer en gehuwd met Zoë Delanghe (1888-1920), die na de geboorte van hun zesde kind overleed. Zijn vader hertrouwde met Renilde Jonckheere (1892-1978) en ze kregen een zoon. Hij was het vierde kind uit een gezin van zeven kinderen. 
Zijn lagere school heeft hij doorlopen op de gemeenteschool van Watou. Opgemerkt door de onderwijzers en door de plaatselijke geestelijkheid werd hij als enige uit het gezin  naar het internaat van Péruwelz doorverwezen. Later zette hij zijn studies verder  in Torhout en daarna in Brussel wat resulteerde in volgende diploma's en getuigschriften:

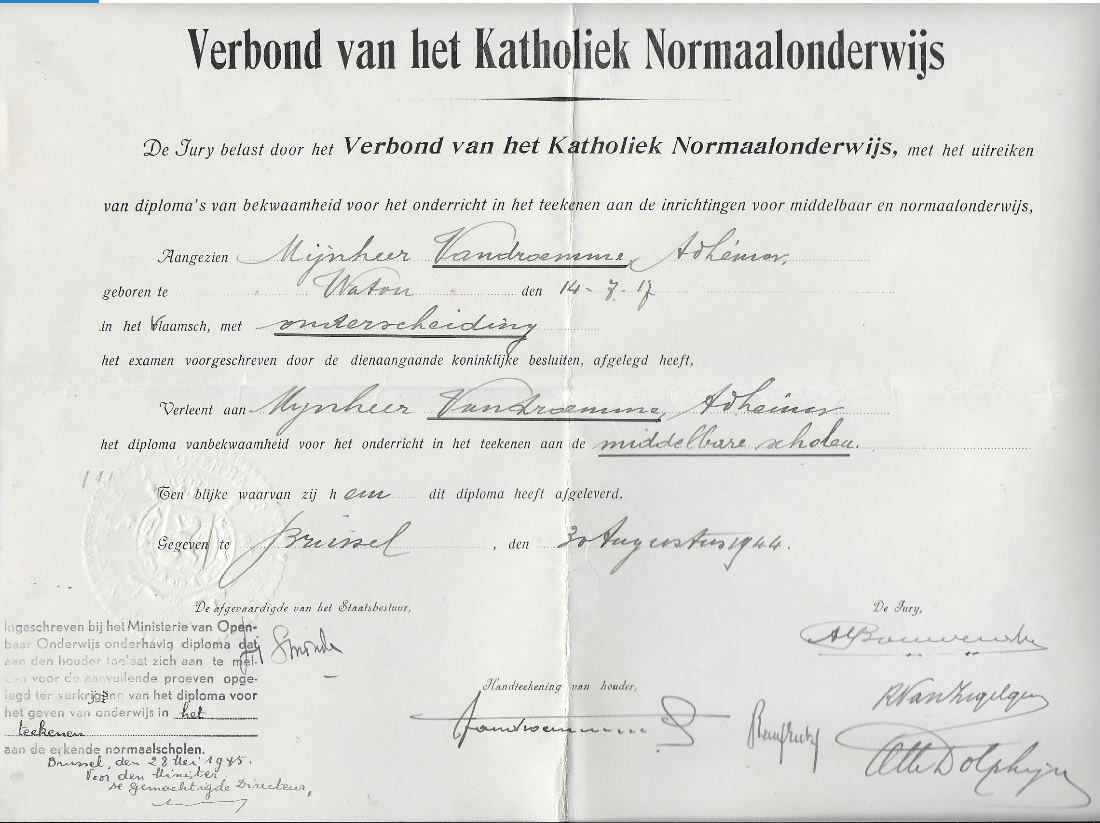
Zijn diploma als tekenleraar middelbare school

- Ministerie van Landbouw - getuigschrift naschools landbouwonderwijs - Brussel 23 mei 1937
- Erkende Normaalschool voor Onderwijzers te Brussel - diploma van lager onderwijzer uitgereikt op 30 juni 1938
- Ministerie van Landbouw - getuigschrift van bekwaamheid tot het onderwijzen der landbouwwetenschappen aan de lagere landbouwberoepsscholen - Brussel 22 november 1938
- Verbond van het Katholiek Normaalonderwijs - diploma van bekwaamheid voor het onderricht in het te(e)kenen aan de lagere normaalscholen - Brussel augustus 1944
- Verbond van het Katholiek Normaalonderwijs - diploma van bekwaamheid voor het onderricht in het te(e)kenen aan de middelbare scholen - Brussel augustus 1944
- Christen Onderwijzersverbond - bekwaamheidsdiploma voor het onderricht in de Handenarbeid aan de inrichtingen van voortgezet onderwijs (4de graad) - Torhout 27 april 1954.

### Beroepsloopbaan

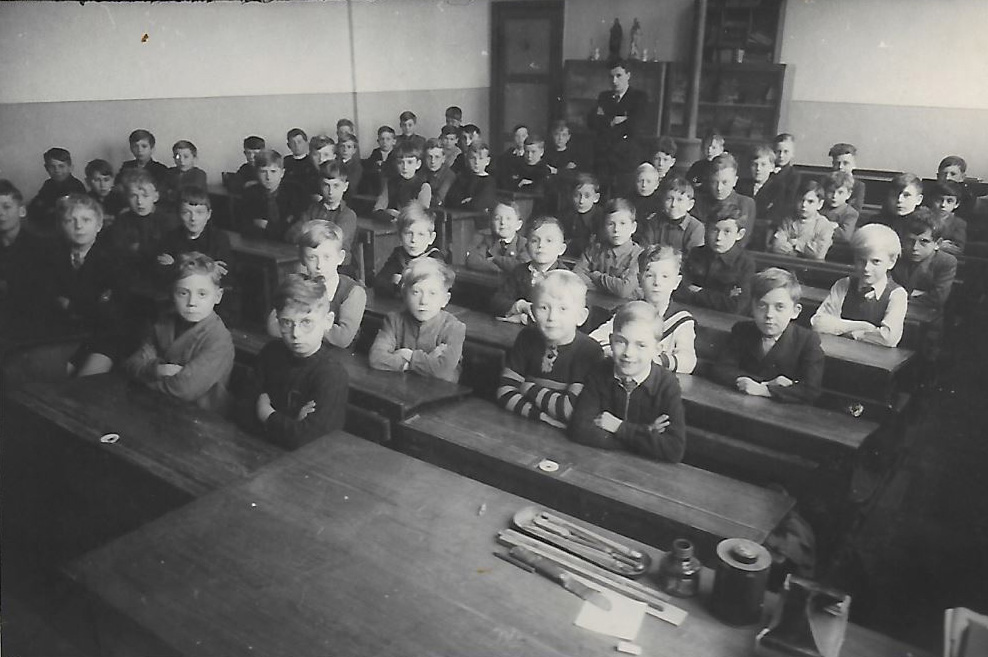
Vandroemme in zijn tweede leerjaar

Na het behalen van zijn diploma van onderwijzer kreeg hij op 1 februari 1939  een vaste benoeming aan de St Michielsschool te Ieper. Hij gaf er gedurende ongeveer 15 jaar les aan het tweede leerjaar. In 1953 kwam het toenmalig schoolhoofd, Karel Cornellie, met het idee om een "hoofdschool" op te richten. De bedoeling was leerlingen van de vierde graad (7de en 8ste leerjaar, 13 à 14 jaar oud en schoolmoe) praktische vaardigheden aan te leren, om ze klaar te stomen voor de arbeidsmarkt. Hij was er onmiddellijk voor gewonnen en behaalde het nodige diploma. Gedurende verschillende jaren heeft hij de leerlingen de basisvaardigheden van houtbewerking, elektriciteit en schilderen bijgebracht. En dit tot, in Ieper, de "Vakschool", het huidige VTI, deze taken overnam. Daarna keerde hij terug naar zijn 2de leerjaar tot aan zijn pensionering.

### Zijn gezin
In 1940 huwde hij met Bertha Depoers (1916-2005) uit Poperinge. Door zijn werk als onderwijzer in Ieper zijn ze na hun huwelijk in Ieper gaan wonen. Ze kregen drie kinderen, Frieda, Dirk en Rita. Hun eerste langdurige stek was in de Korte Meersstraat 5, waar hij beschikte over een schildersatelier. Later, rond 1960, zijn ze verhuisd naar een nieuwbouw in de Werfstraat 1 te Ieper, waar hij over een schildersatelier, een atelier voor smeedwerken en een kleine expositieruimte beschikte. Hij is er blijven wonen tot aan zijn dood in 2009.

## Onderwijzer en regent plastische kunst
Het onderwijzen was zijn beroep en zijn passie, maar daarnaast was hij ook sterk geïnteresseerd in de plastische kunst. Een eerste stap hierin was het behalen van de diploma's van tekenleraar voor de  lager normaalscholen en voor de lagere middelbare scholen. Tijdens de perioden in het 2de leerjaar was hij, naast de basisopleiding, sterk bezig met het laten openbloeien van de kinderen door, in klasverband, toneeltjes en dergelijke te organiseren. Ook stimuleerde hij hun fantasie door ze tekeningen te laten maken met wasco.

Kindertekeningen van het 2de leerjaar in Wasco
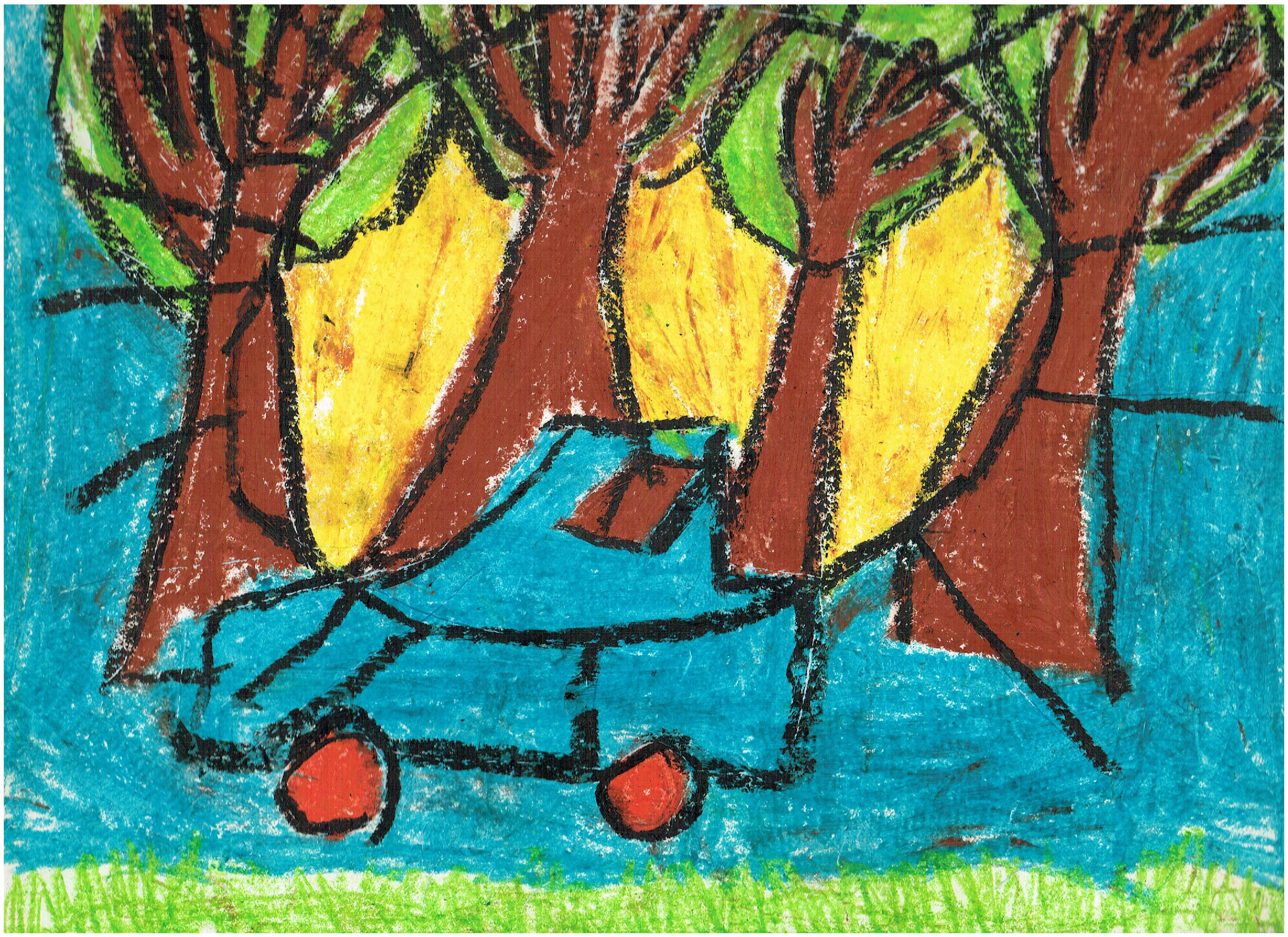
"kindertekening", archief A. Vandroemme
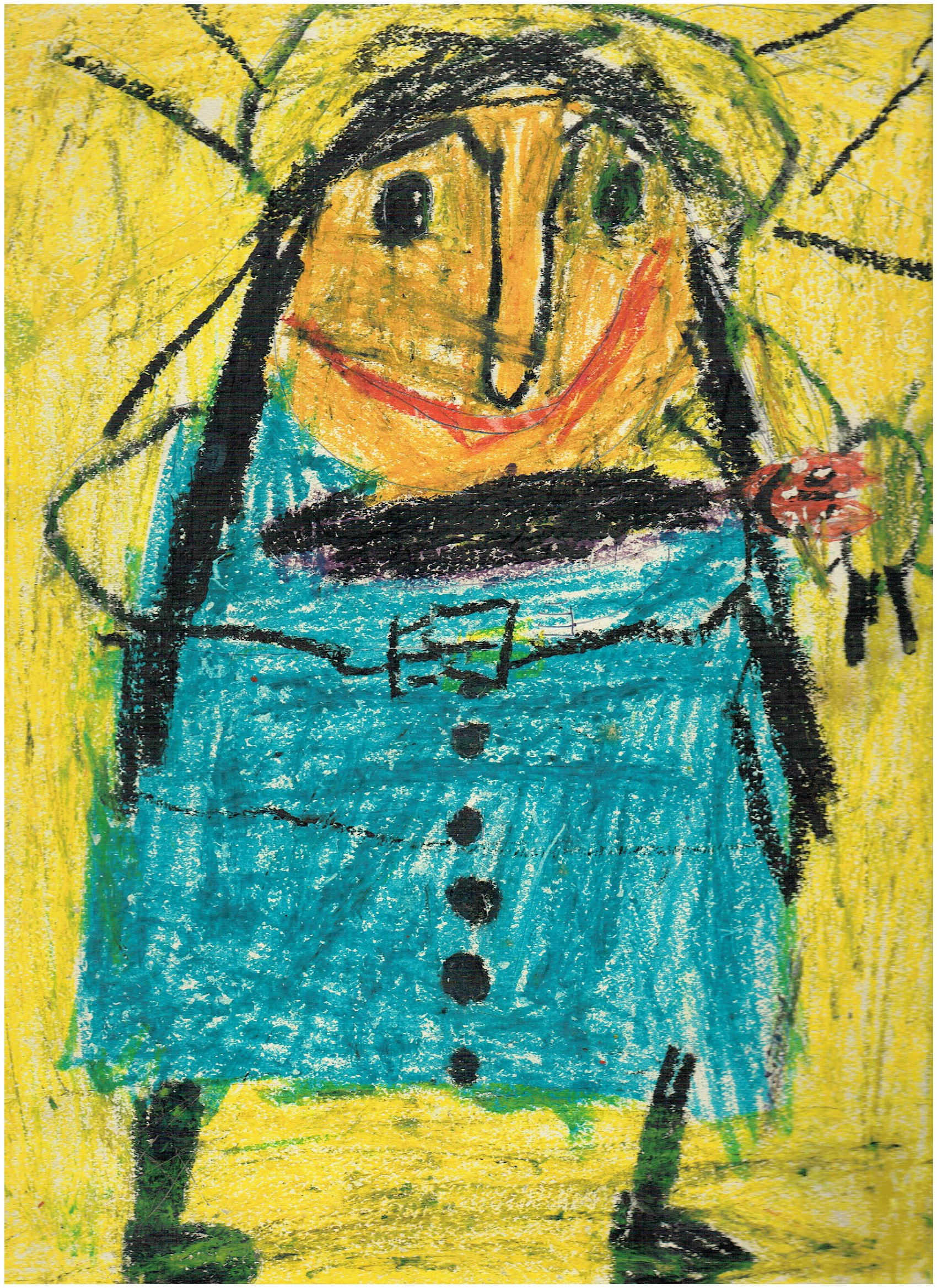
"kindertekening", archief A. Vandroemme
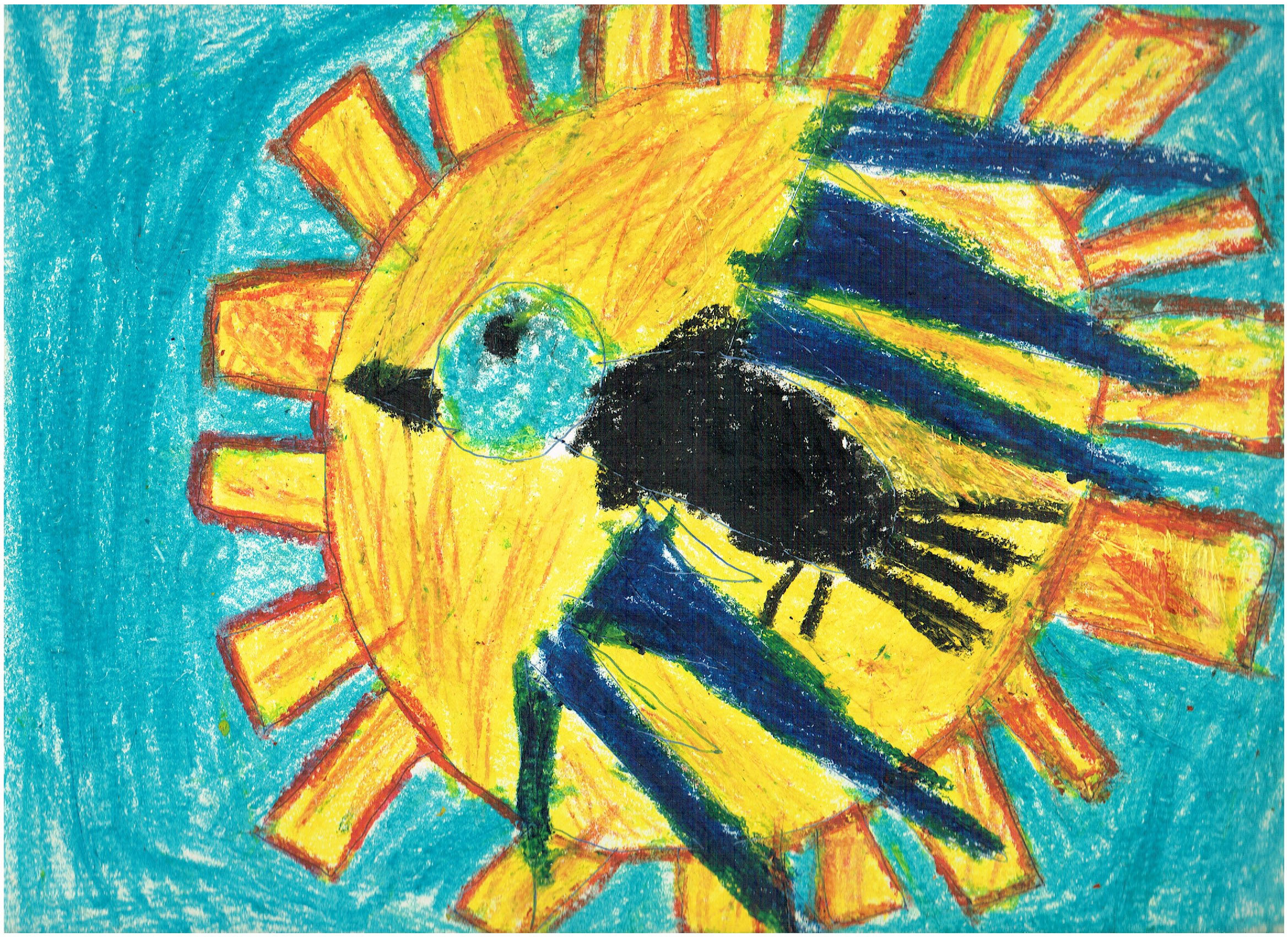
"kindertekening", archief A. Vandroemme
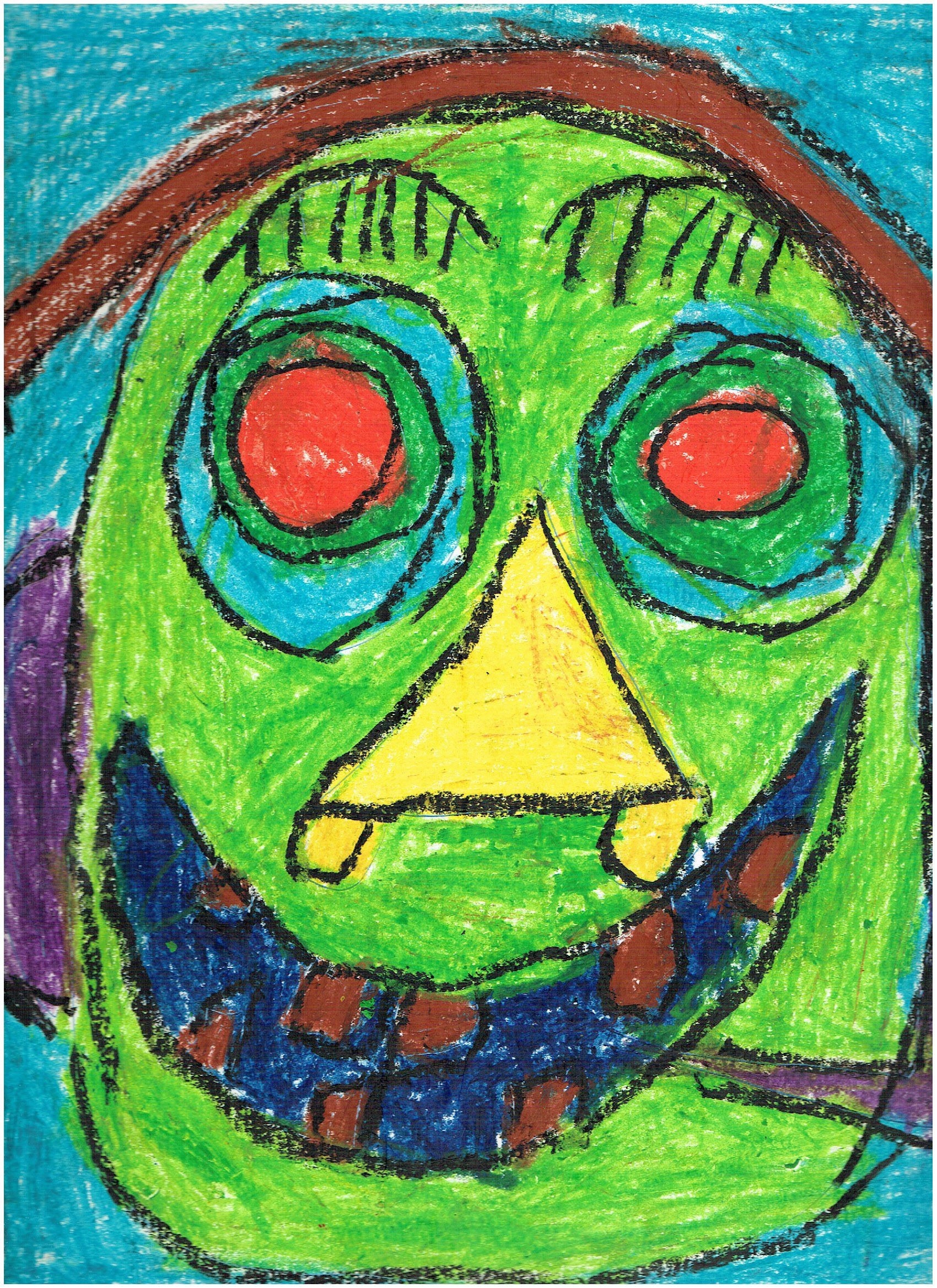
"kindertekening", archief A. Vandroemme
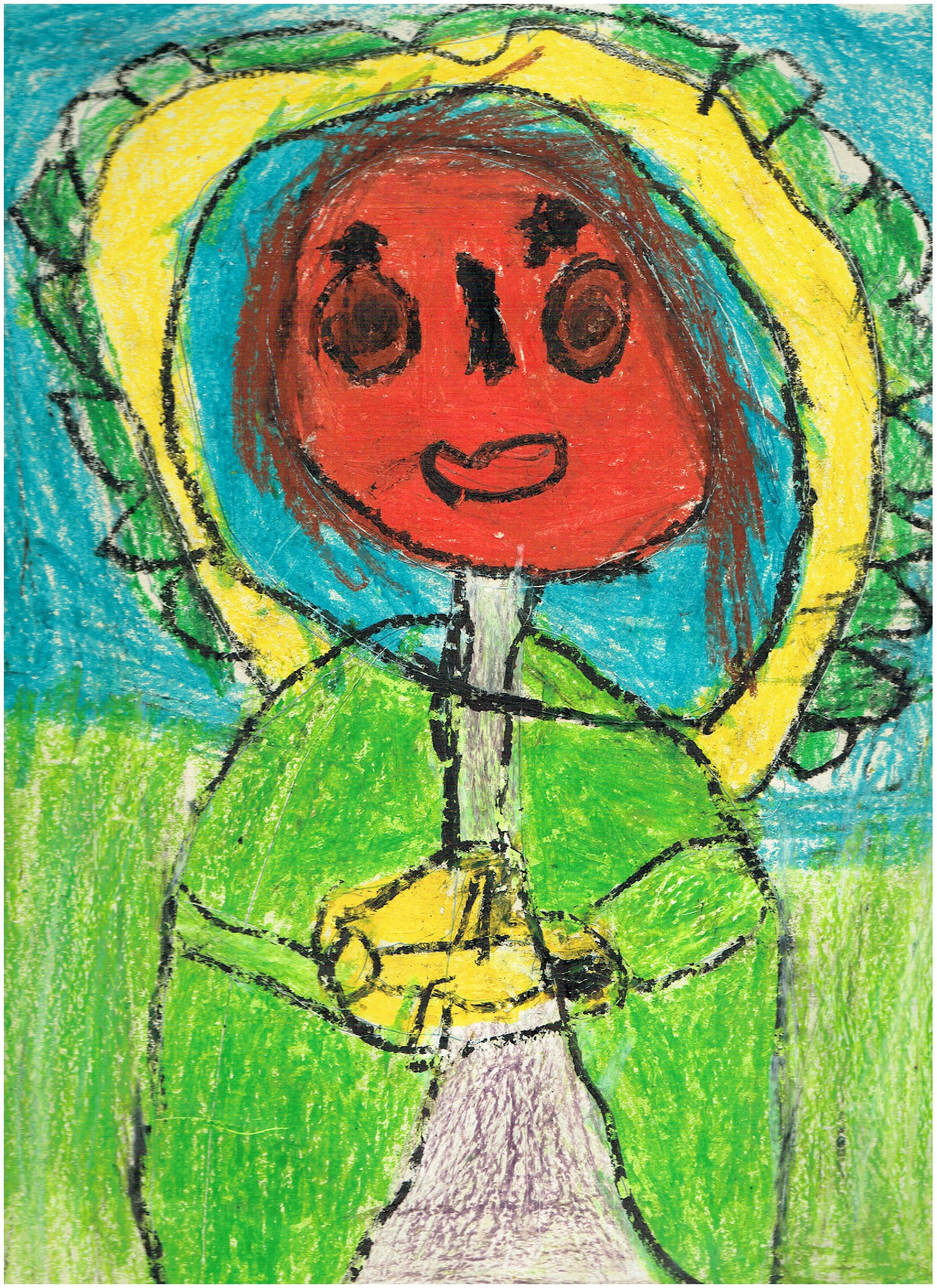
"kindertekening", archief A. Vandroemme
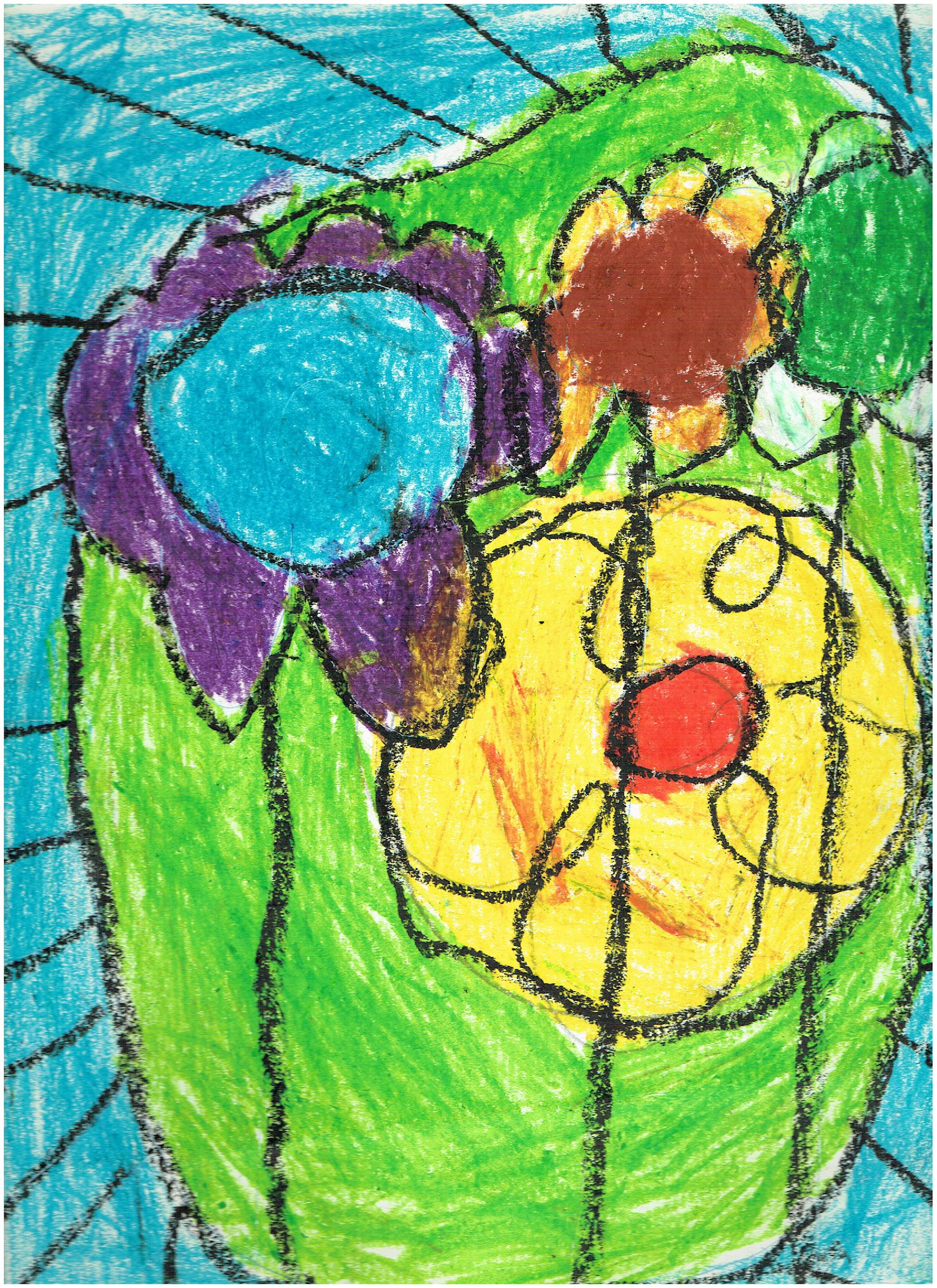
"kindertekening", archief A. Vandroemme

Gedurende zijn periode in de "Hoofdschool" kon hij kinderen van 13 à 14 jaar de basis van elektriciteit, houtbewerking en schilderen bijbrengen en ze klaarstomen voor de toenmalige arbeidsmarkt (1955-1965). Die jongens vonden hun weg bij de plaatselijke bedrijven en middenstand.
Zijn passie voor kunst en zijn streven om te onderwijzen bracht hem ertoe om, kort na WOII, in eigen beheer, het tekenboek "WIJ ZIEN" uit te brengen met de ondertitel "Handleiding bij het tekenen op de Lagere School". Het is een gids voor leraren lager onderwijs, hoe ze hun leerlingen tekenvaardigheden kunnen aanleren. Wegens interne reglementen in het katholiek onderwijs was hij verplicht zijn ambitie om plastische kunst te onderwijzen, op te geven.

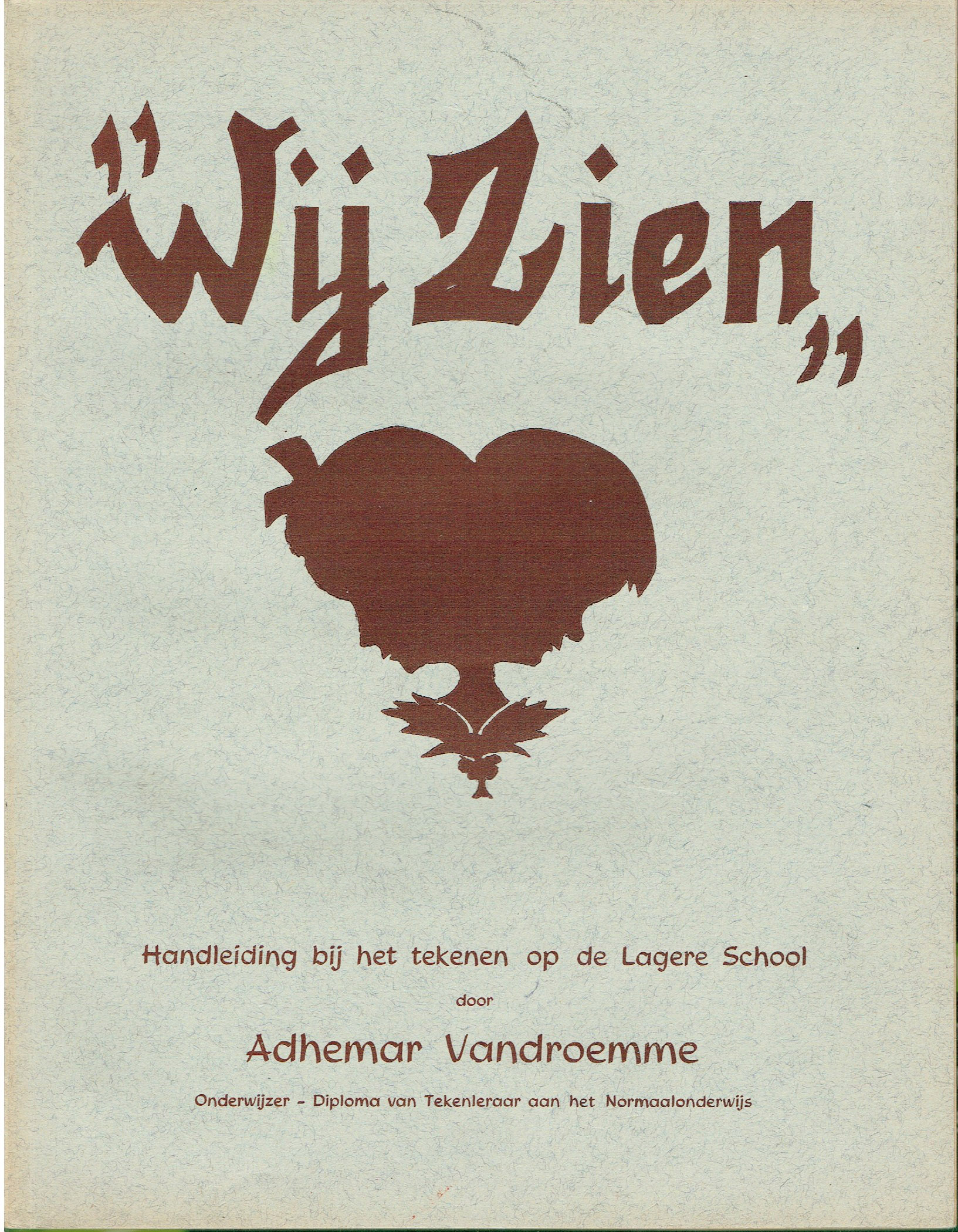
"Wij Zien": tekencursus lagere school

Enkele bladzijden uit de tekencursus Wij Zien
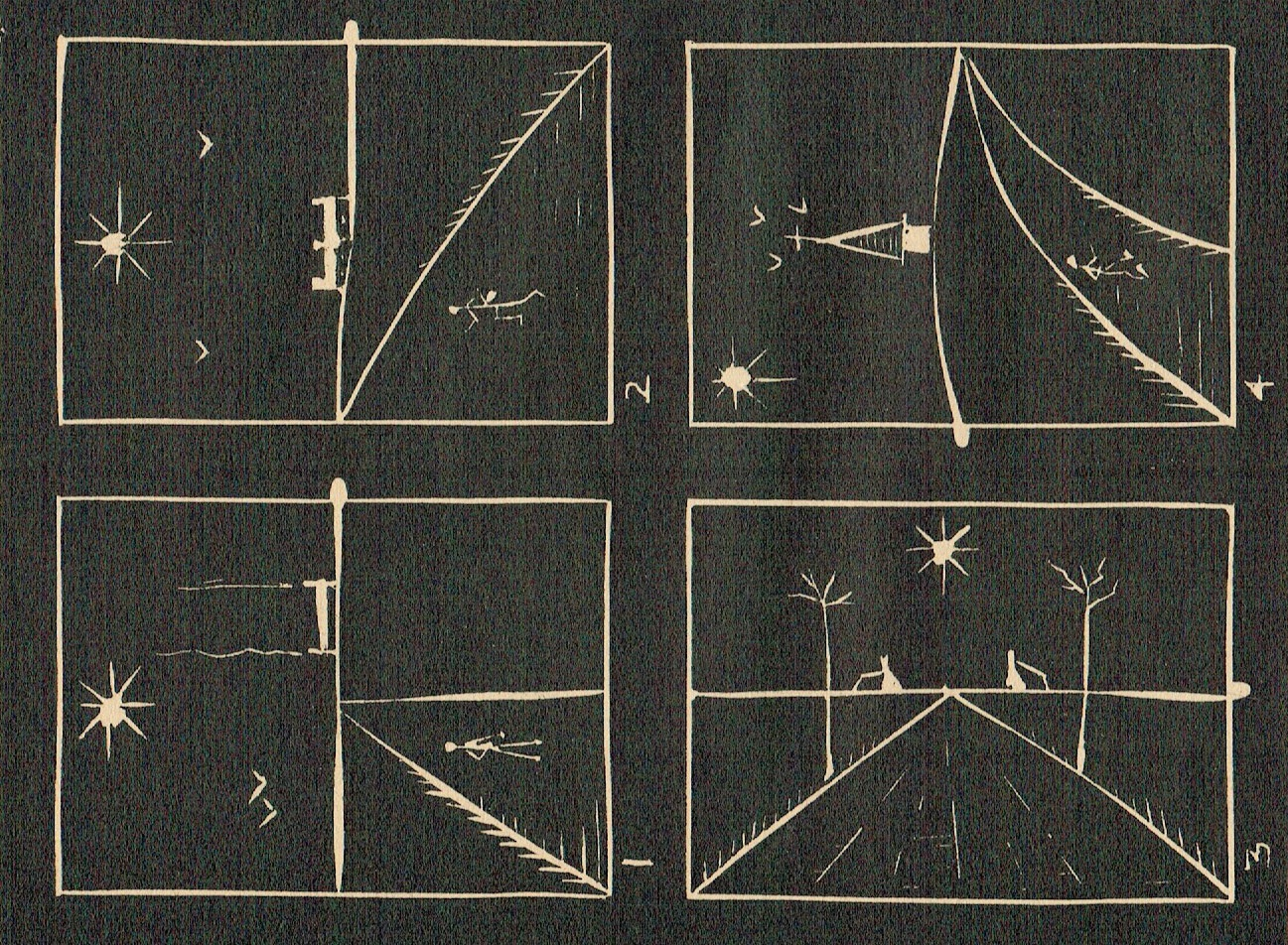
"Wij Zien 1ste leerjaar", A. Vandroemme
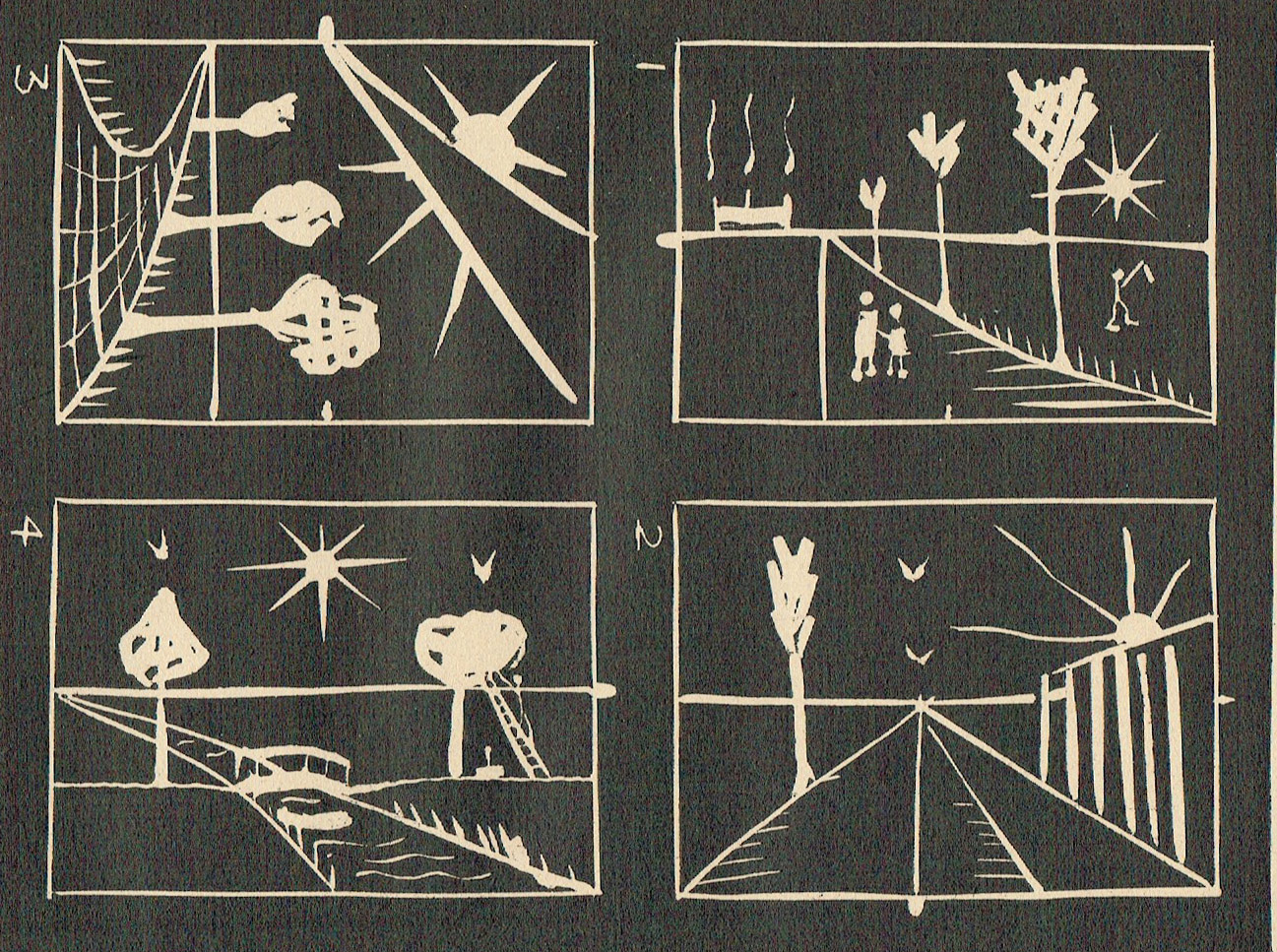
"Wij Zien 2de leerjaar", A. Vandroemme
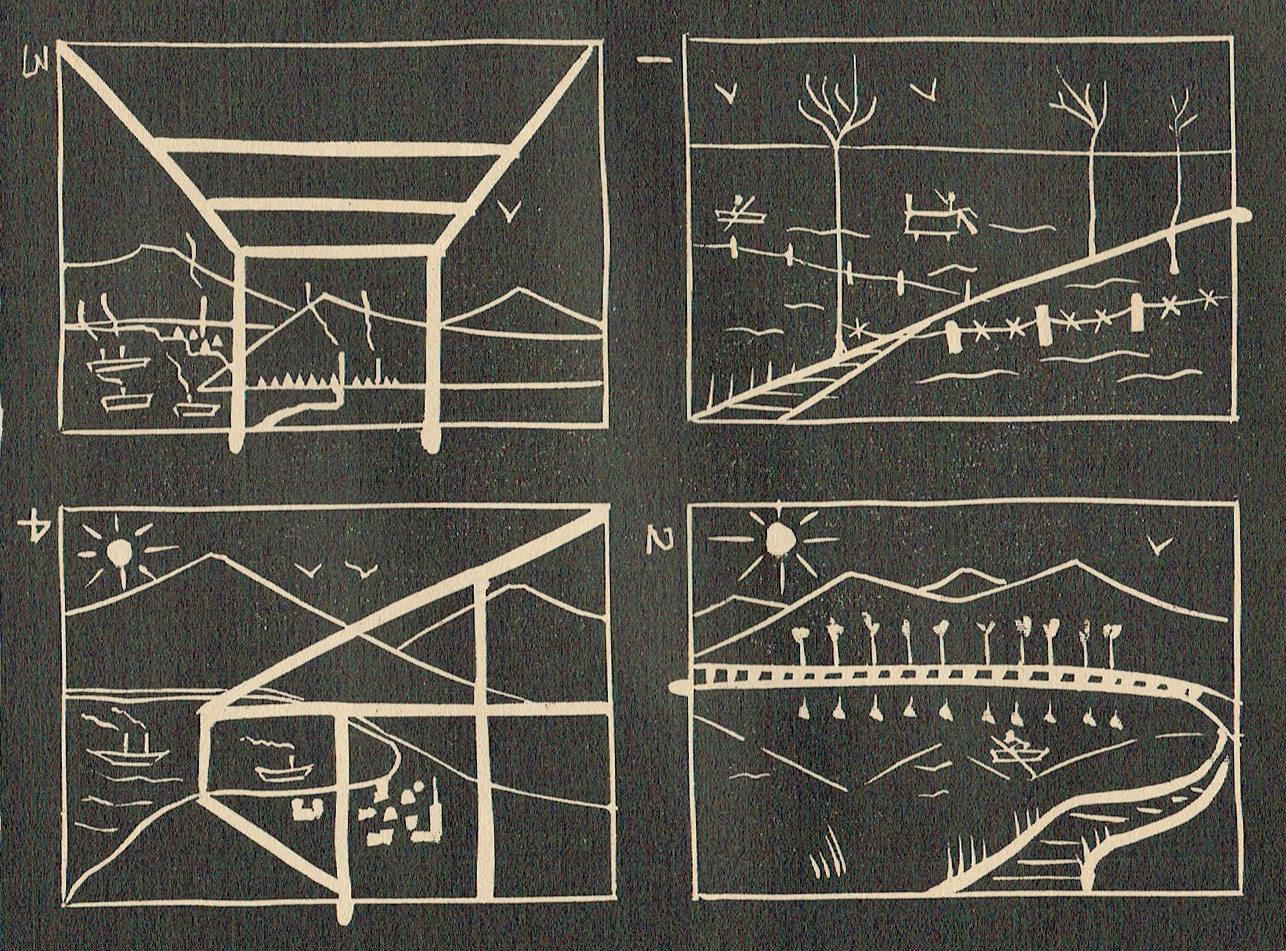
"Wij Zien 3de leerjaar", A. Vandroemme
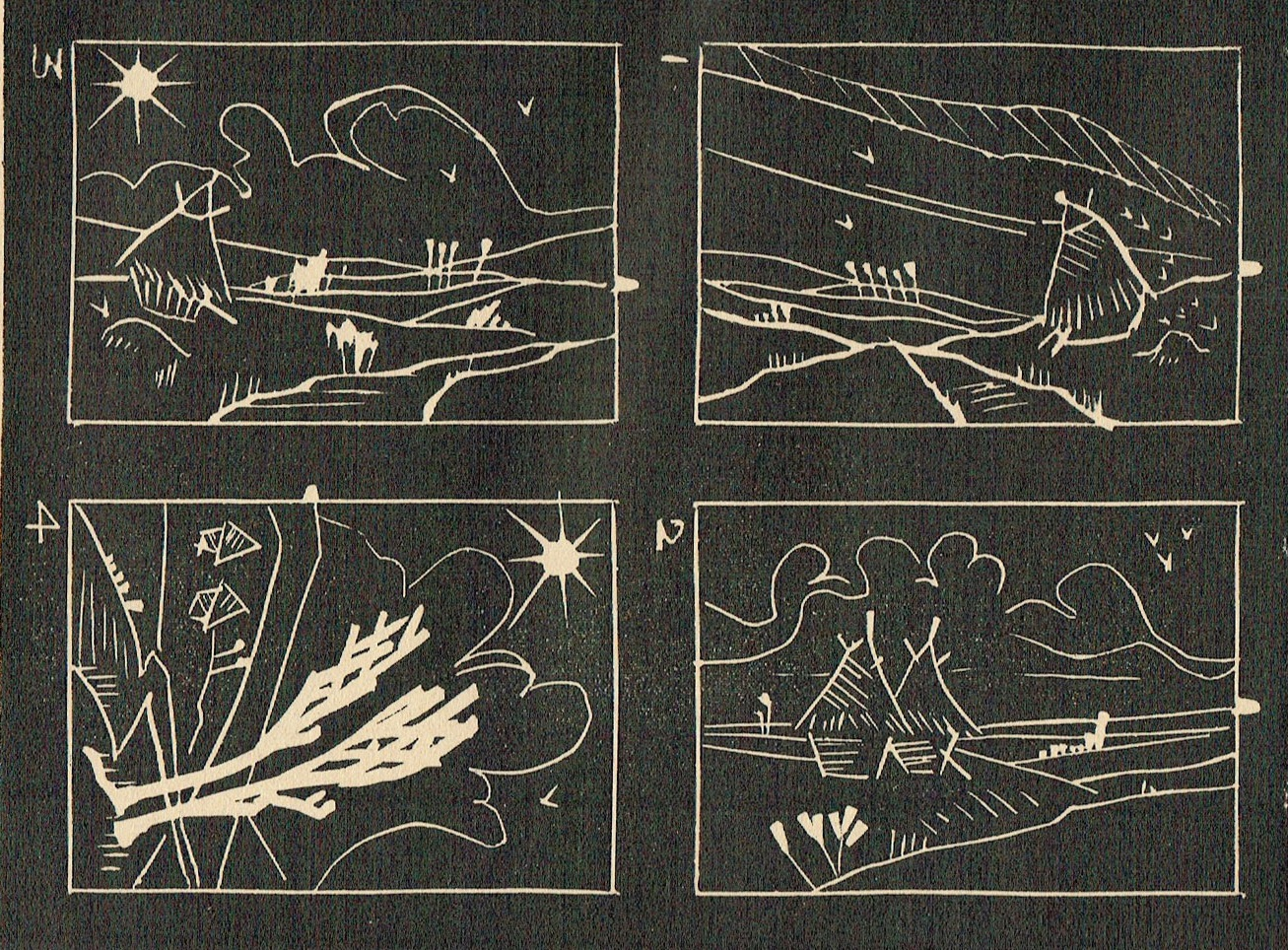
"Wij Zien 4de leerjaar", A. Vandroemme
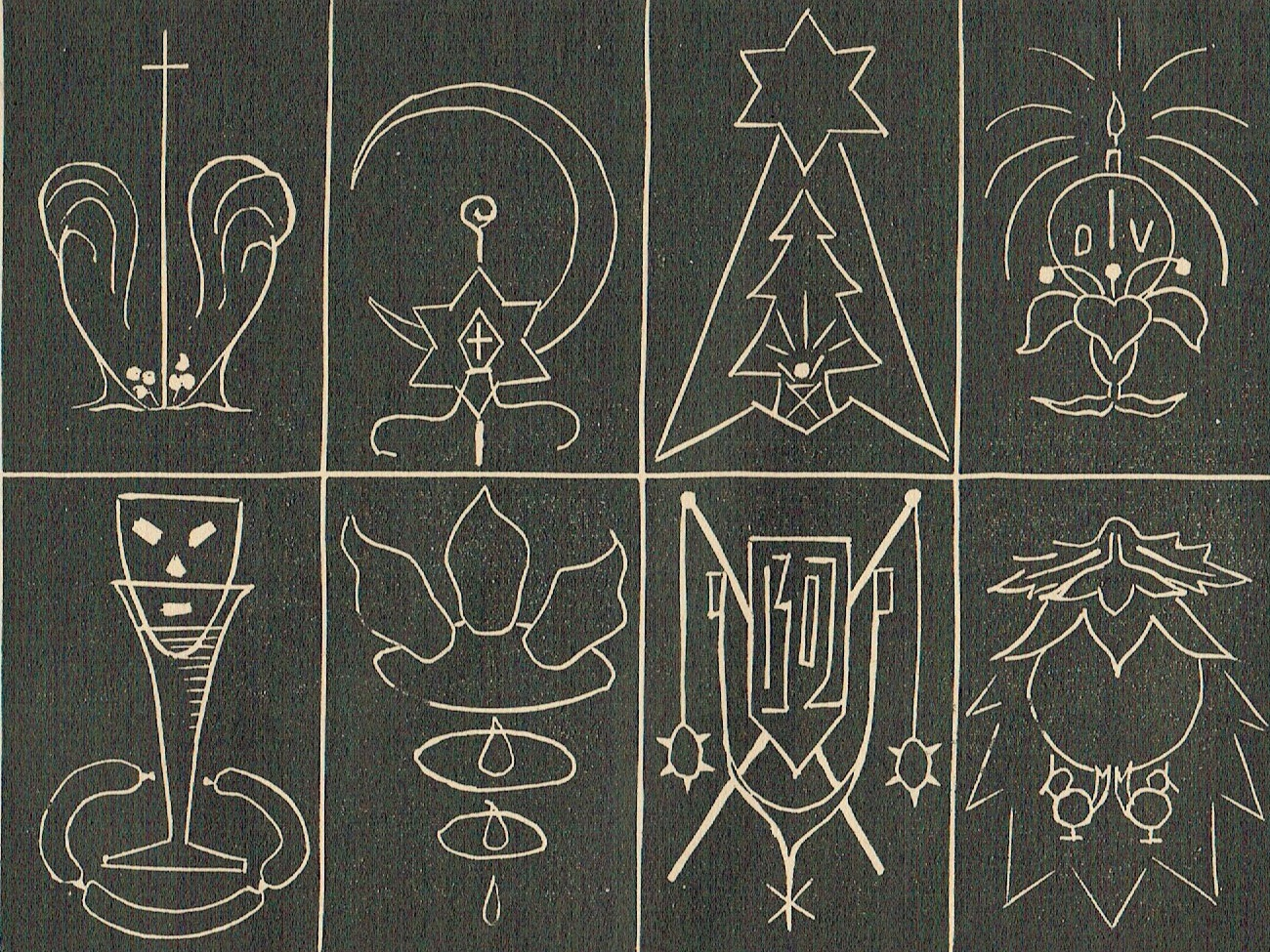
"Wij Zien 5de leerjaar", A. Vandroemme

Eenmaal op pensioen kon hij zich terug uitleven als leraar aan de stedelijke academie te Ieper, waar hij sedert 6 juli 1965 lid van de beheerraad was (foto) en dit tot hij, door zijn ouderdom, door de Belgische wet verplicht was om als leraar te stoppen. Hij heeft echter tot op hoge leeftijd in zijn eigen atelier aan volwassenen lesgegeven.

## Tekenaar
Zijn roeping volgend, heeft hij zich in de eerste plaats als tekenaar ontwikkeld. Dit resulteerde in een aantal losse tekeningen en enkele reeksen, waaronder de meest gekende zijn uitgave uit 1945 van de "Iepersche Mariakapelletjes 1944-1945". Een reeks van 15 tekeningen met alle toen bestaande Mariakapelletjes in Ieper.

Losse tekeningen
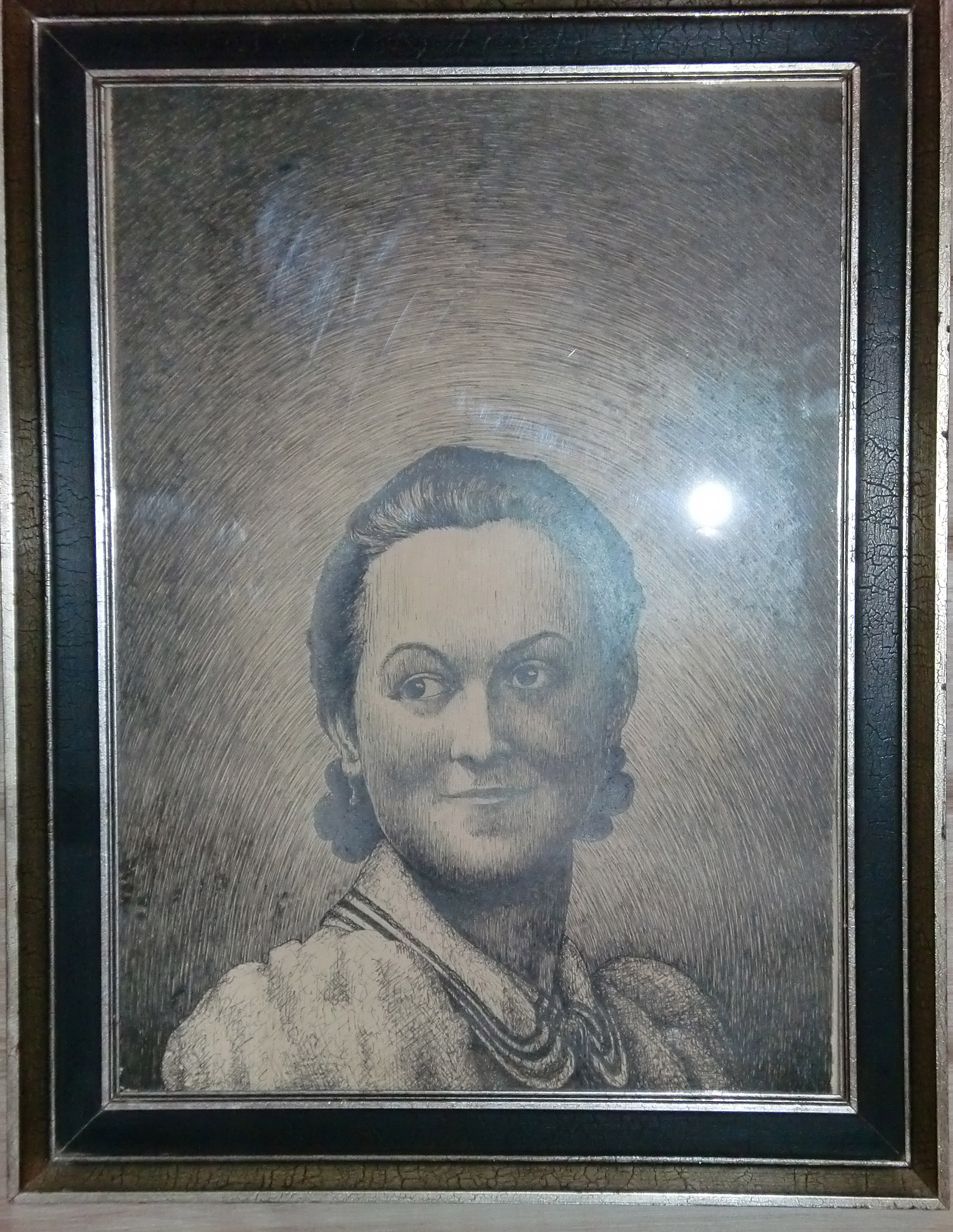
"Zijn echtgenote, Bertha Depoers", A. Vandroemme
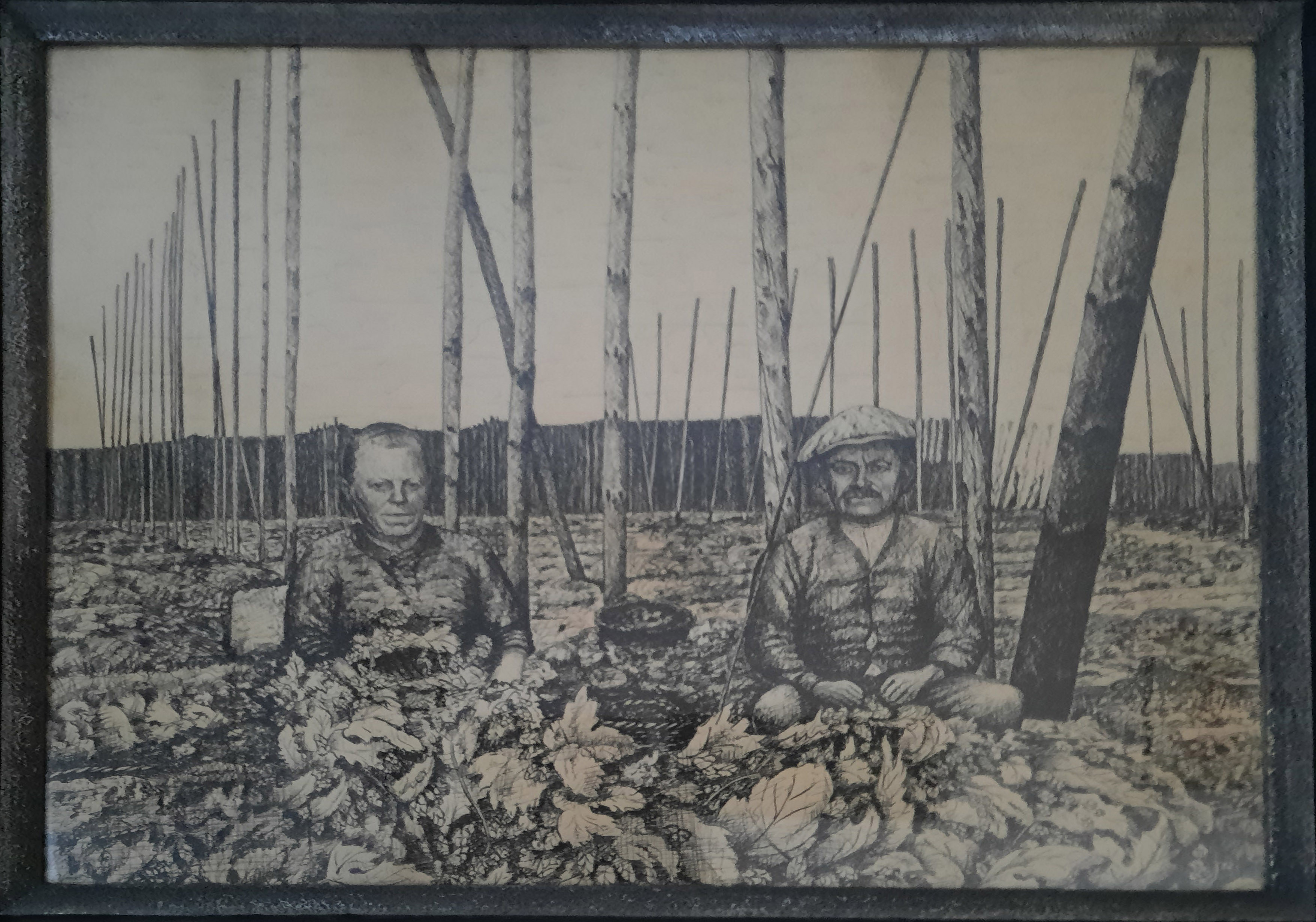
"Zijn schoonouders bij de hoppepluk", A. Vandroemme
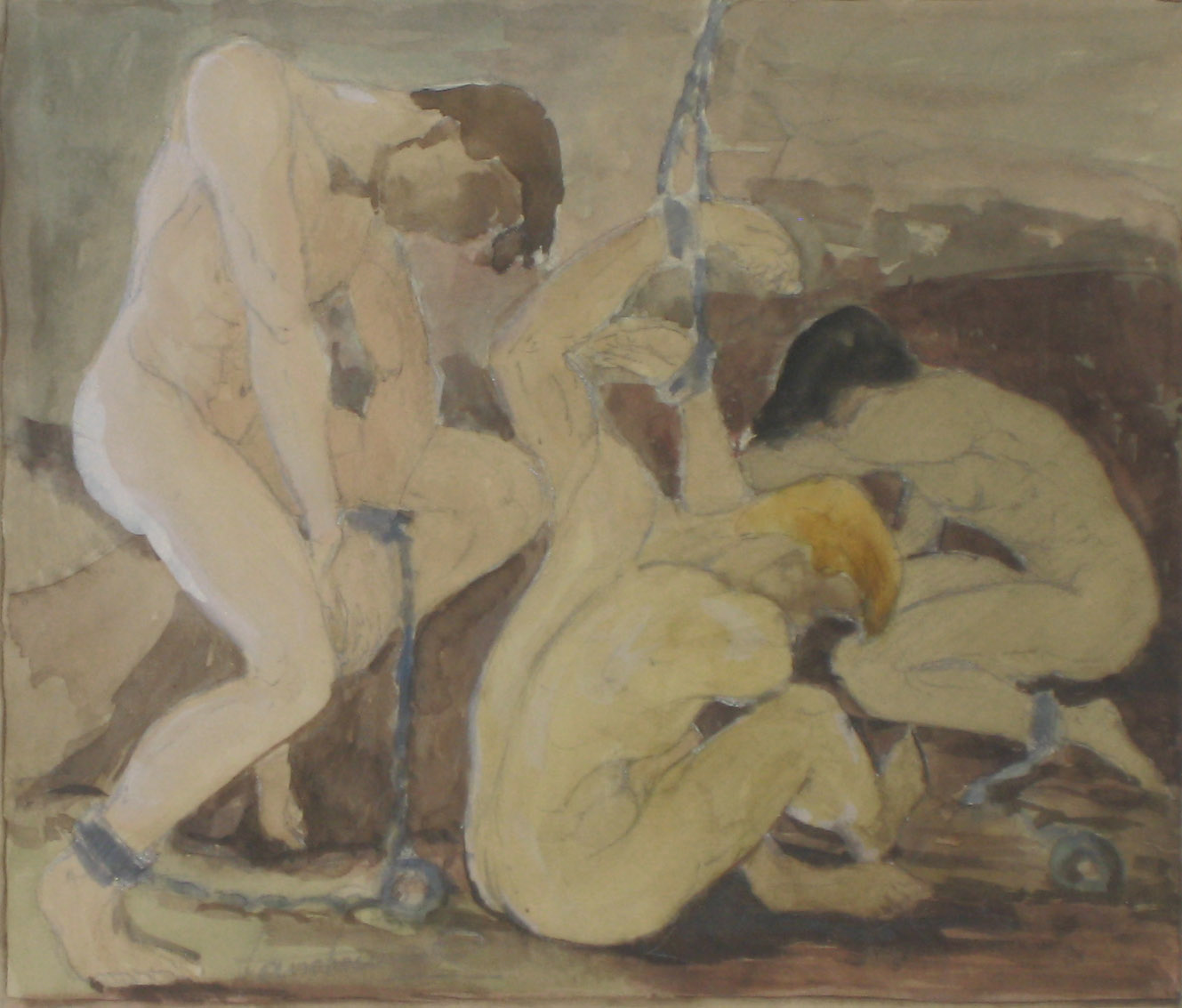
"Voorstudie", A. Vandroemme

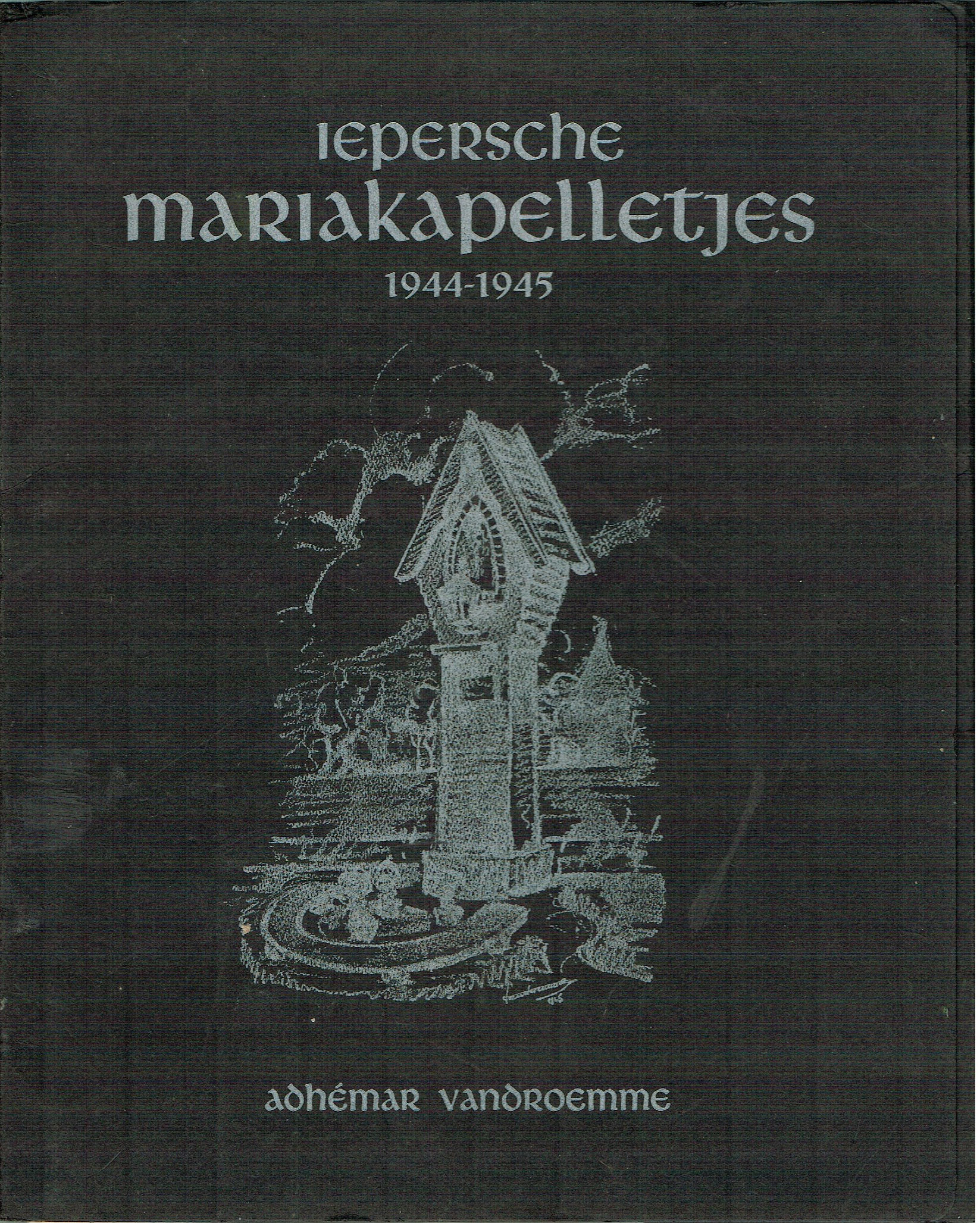
Ieperse Mariakapelletjes, A. Vandroemme

Ieperse Mariakapelletjes
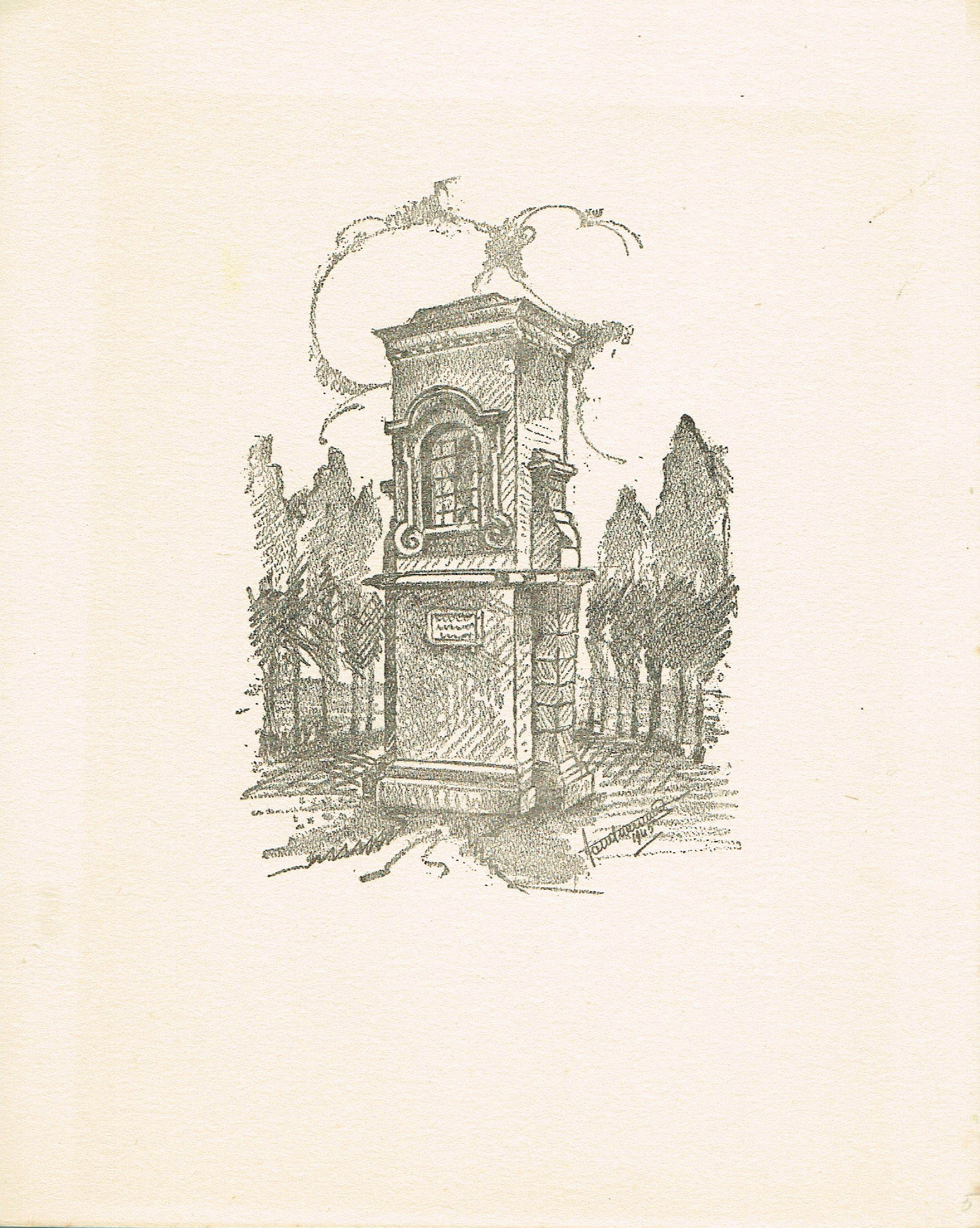
"Capronstraat", A. Vandroemme
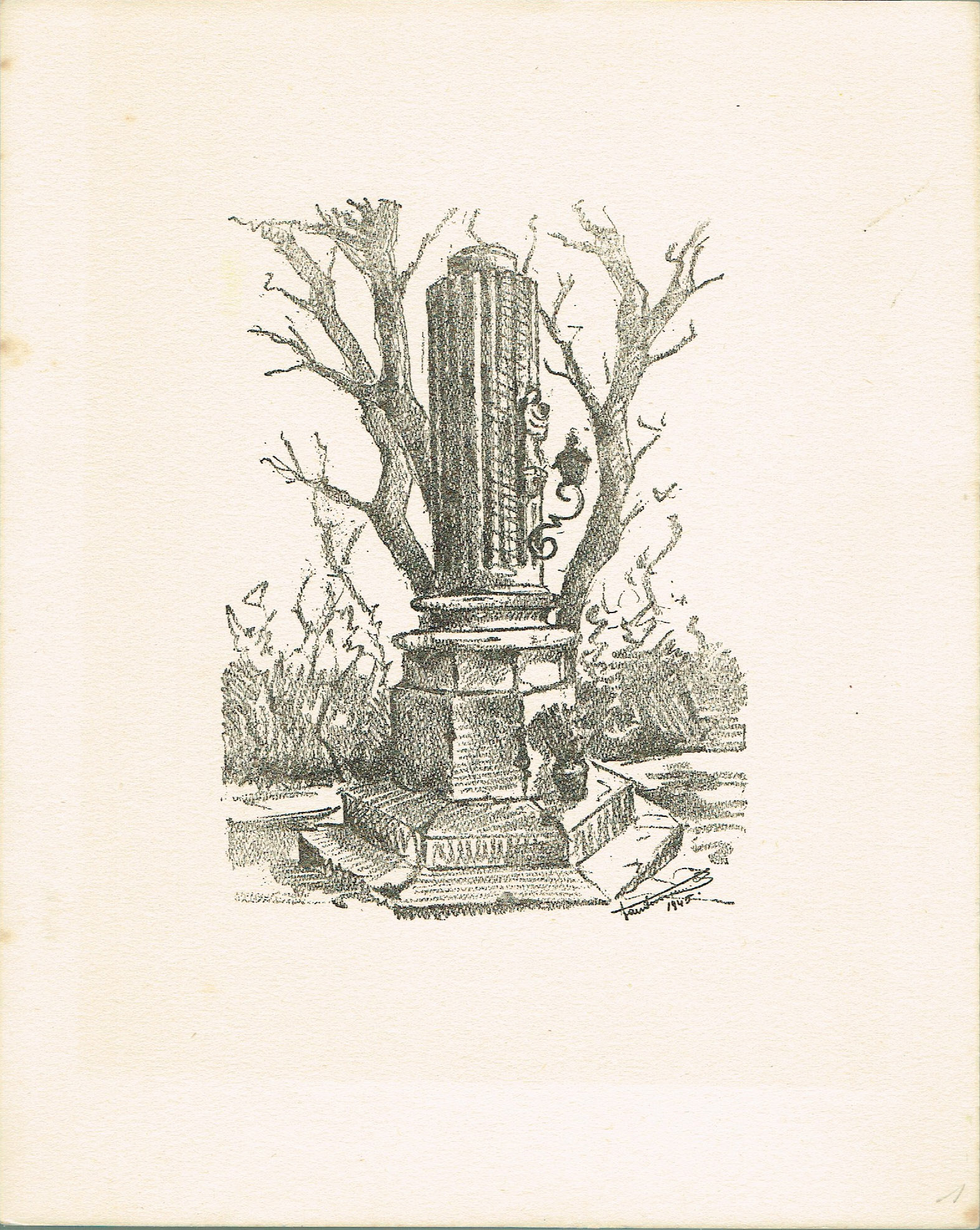
"Deken de Brouwerstraat", A. Vandroemme
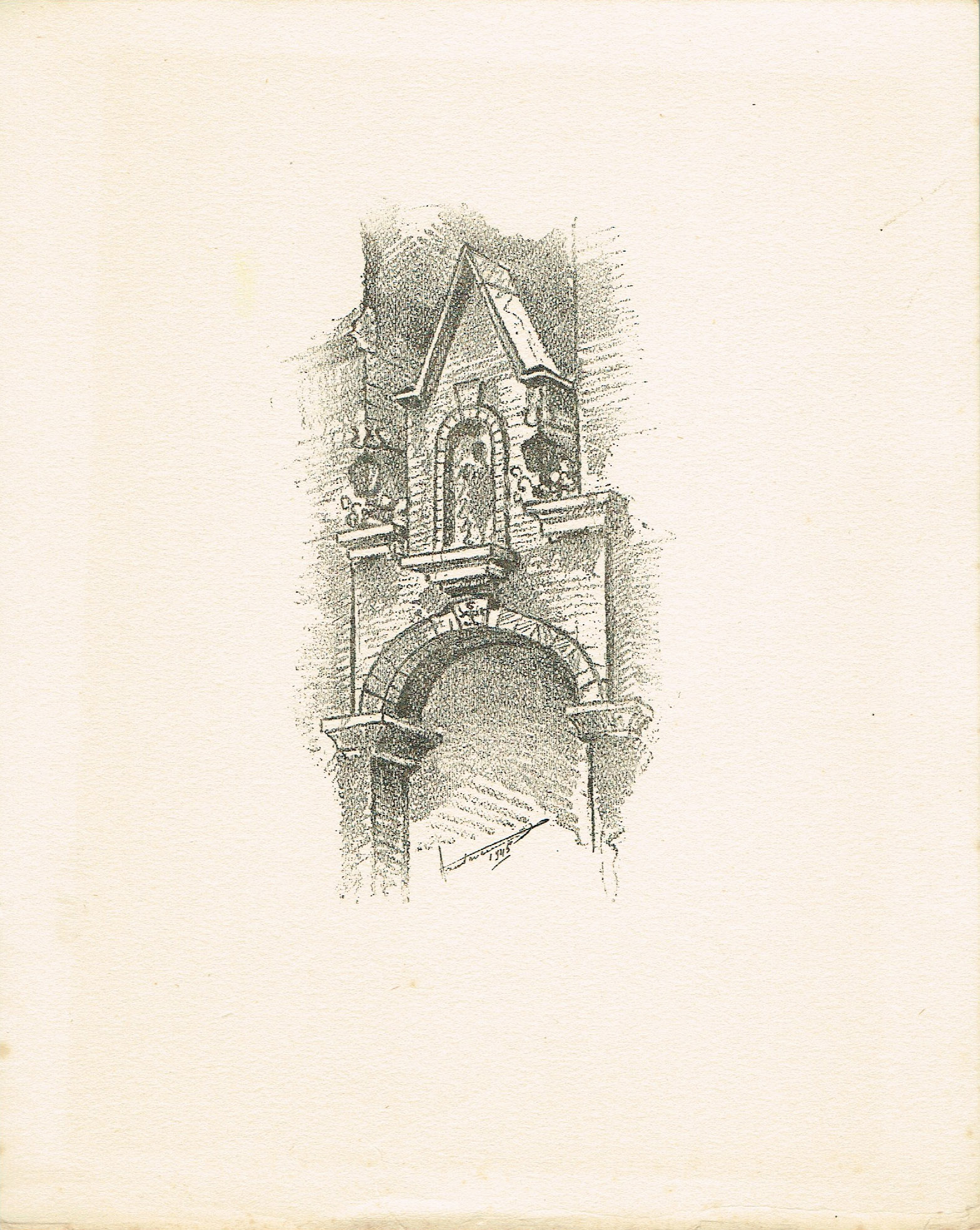
"Elverdingestraat", A. Vandroemme

Uit die periode dateren zijn contacten met de kunstschilder Eugeen Vansteenkiste (1896-1963), die vanaf 1928 te Ieper verbleef. Hun gesprekken handelden onder meer over het gebruik van kleur in de kunst, wat hem, als startend kunstenaar, zeker zal geholpen hebben. Getuigenissen van hun samenwerking en vriendschap zijn de gelegenheidstekeningen, die bij de geboorte van zijn dochter Frieda en zoon Dirk, door E. Vansteenkiste gemaakt werden.
Een tweede reeks (onuitgegeven) bestaat uit 284 schetsen en tekeningen, waarvan sommige met kleuraanwijzingen, hoogst waarschijnlijk om er later schilderijen van te maken. Omdat de meeste tekeningen uit die reeks gemaakt werden tijdens zijn verlofperioden al onderwijzer, werd deze reeks gewoon "Vakantieschetsen" genoemd.

Vakantieschetsen
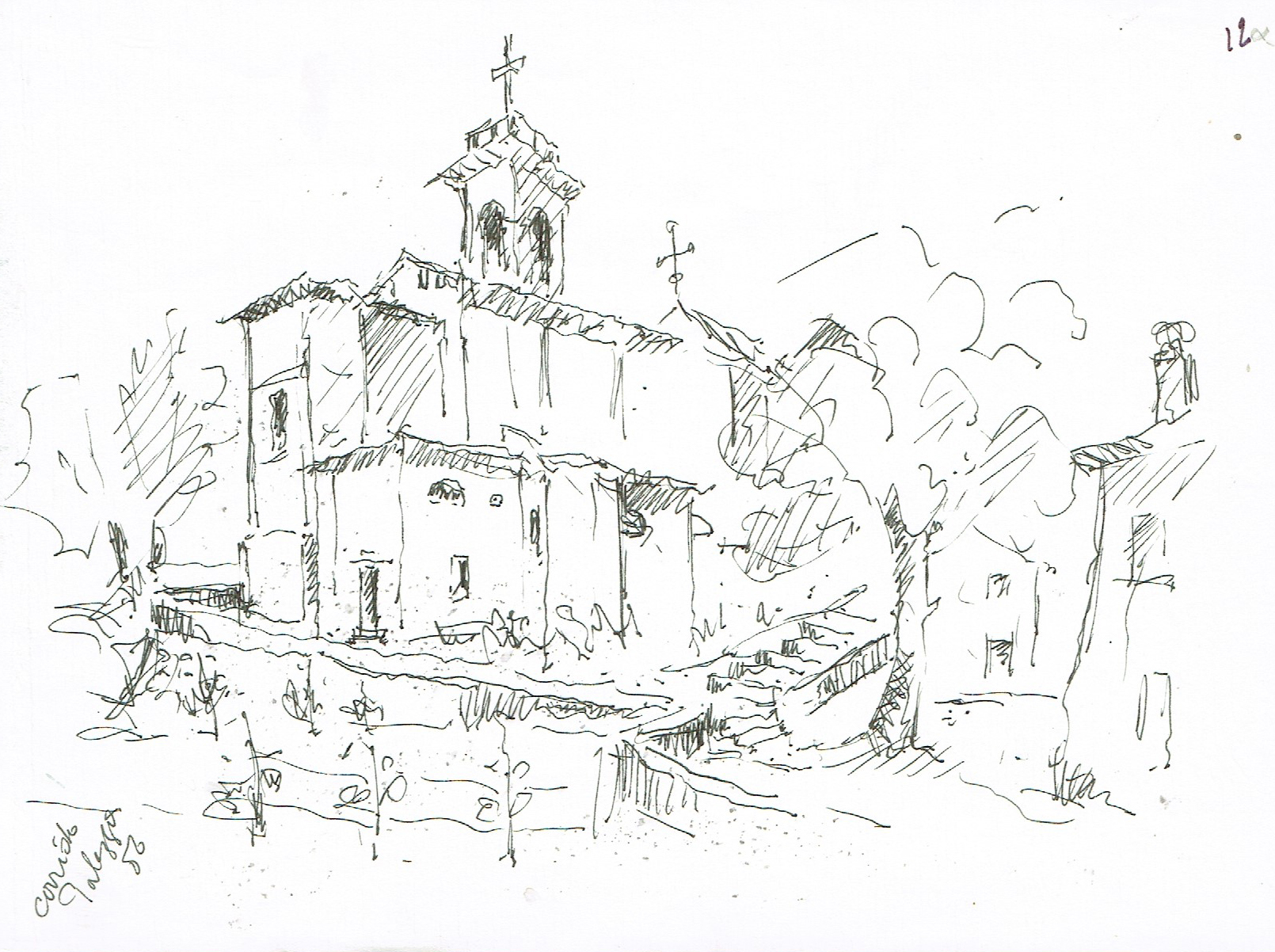
"Vakantieschets", archief A. Vandroemme
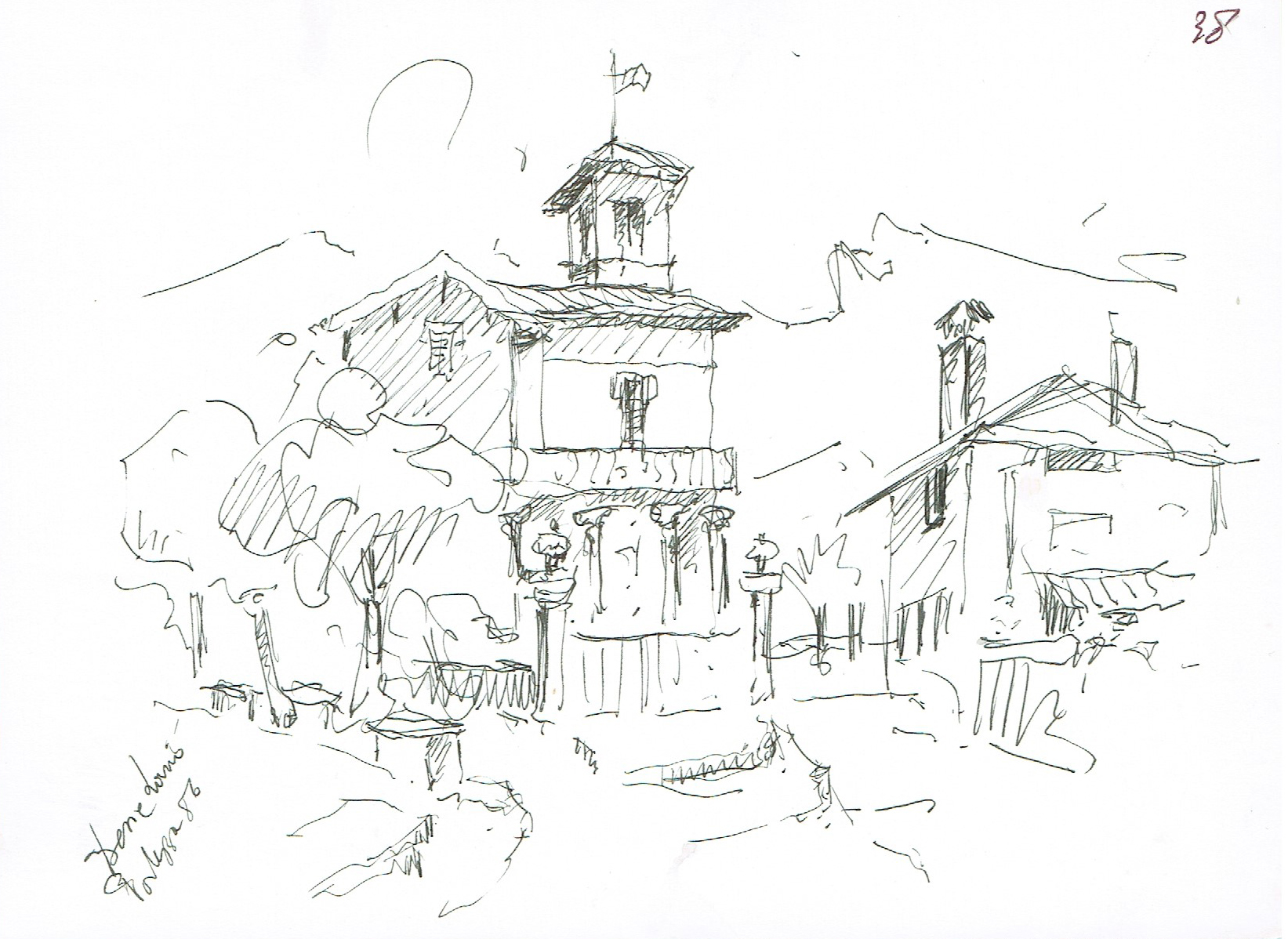
"Vakantieschets", archief A. Vandroemme
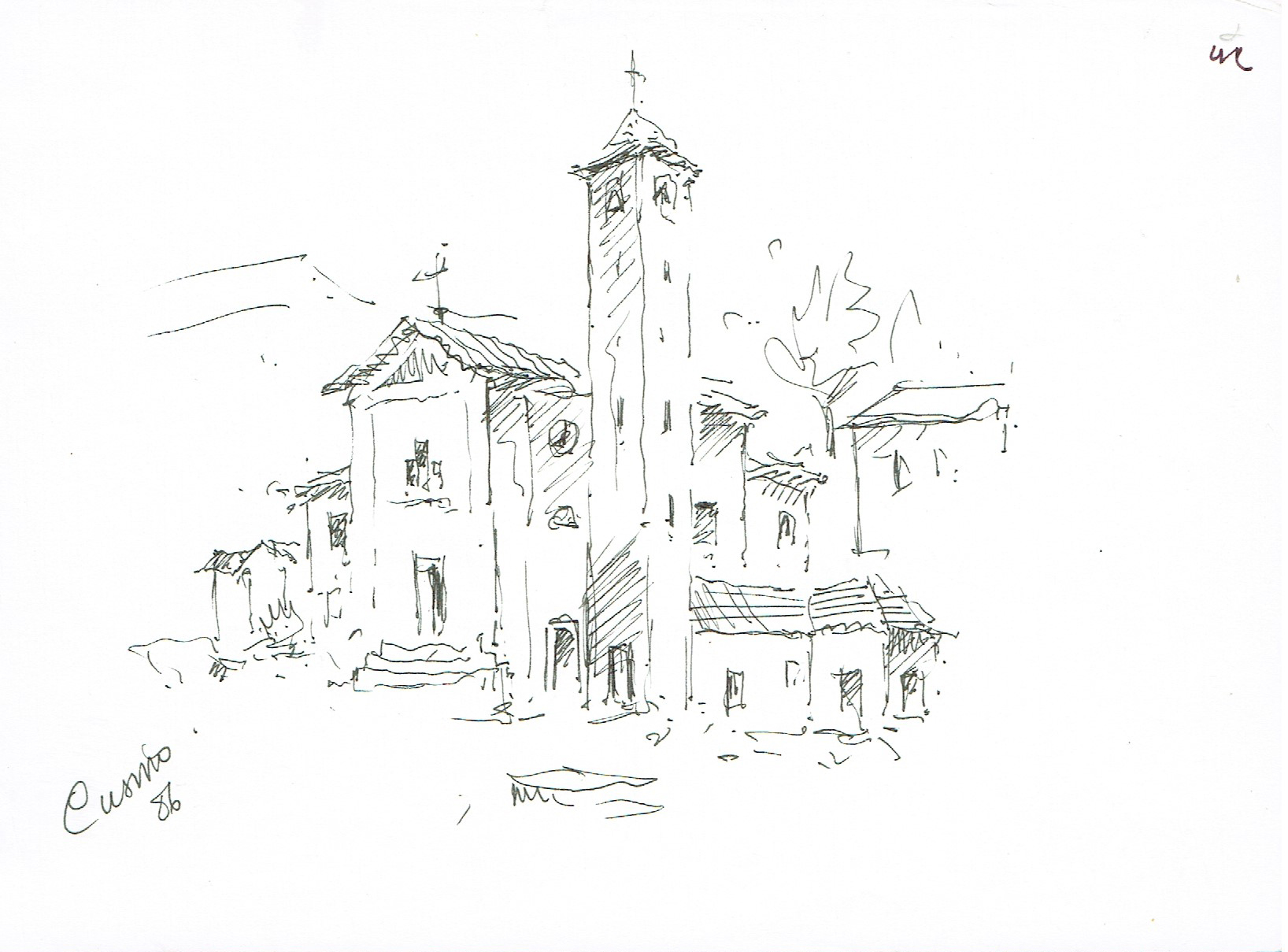
"Vakantieschets", archief A. Vandroemme
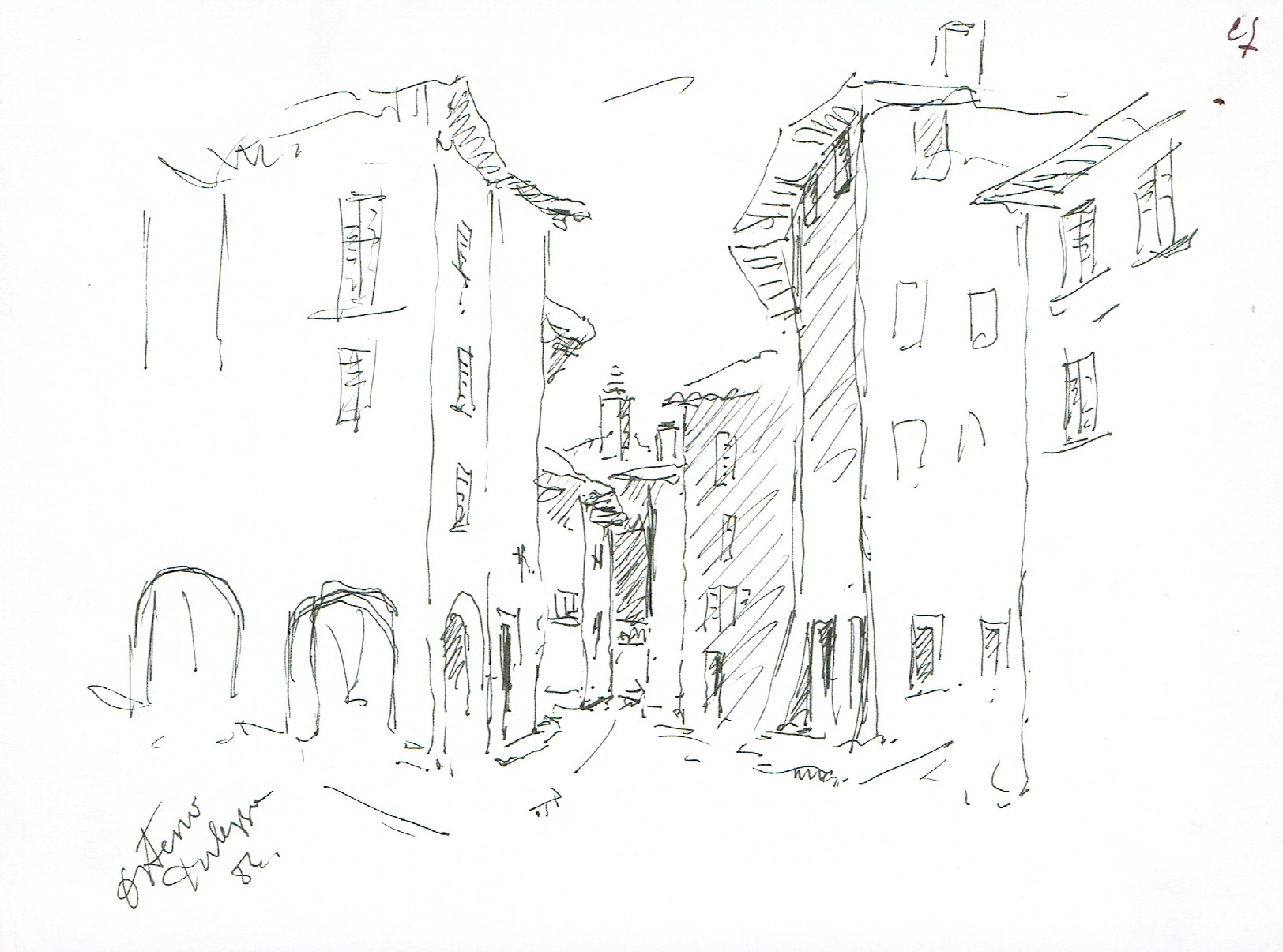
"Vakantieschets", archief A. Vandroemme
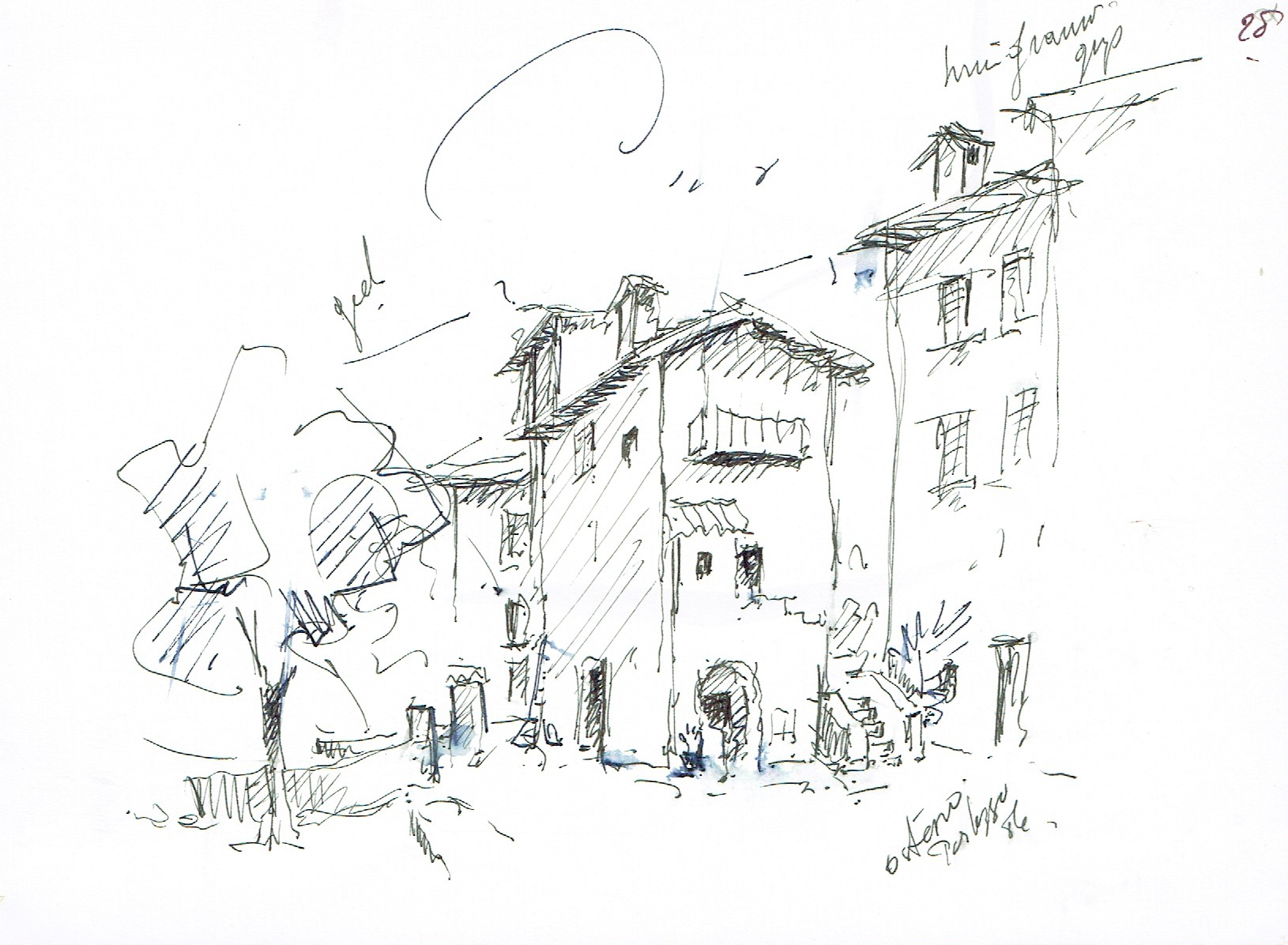
"Vakantieschets", archief A. Vandroemme
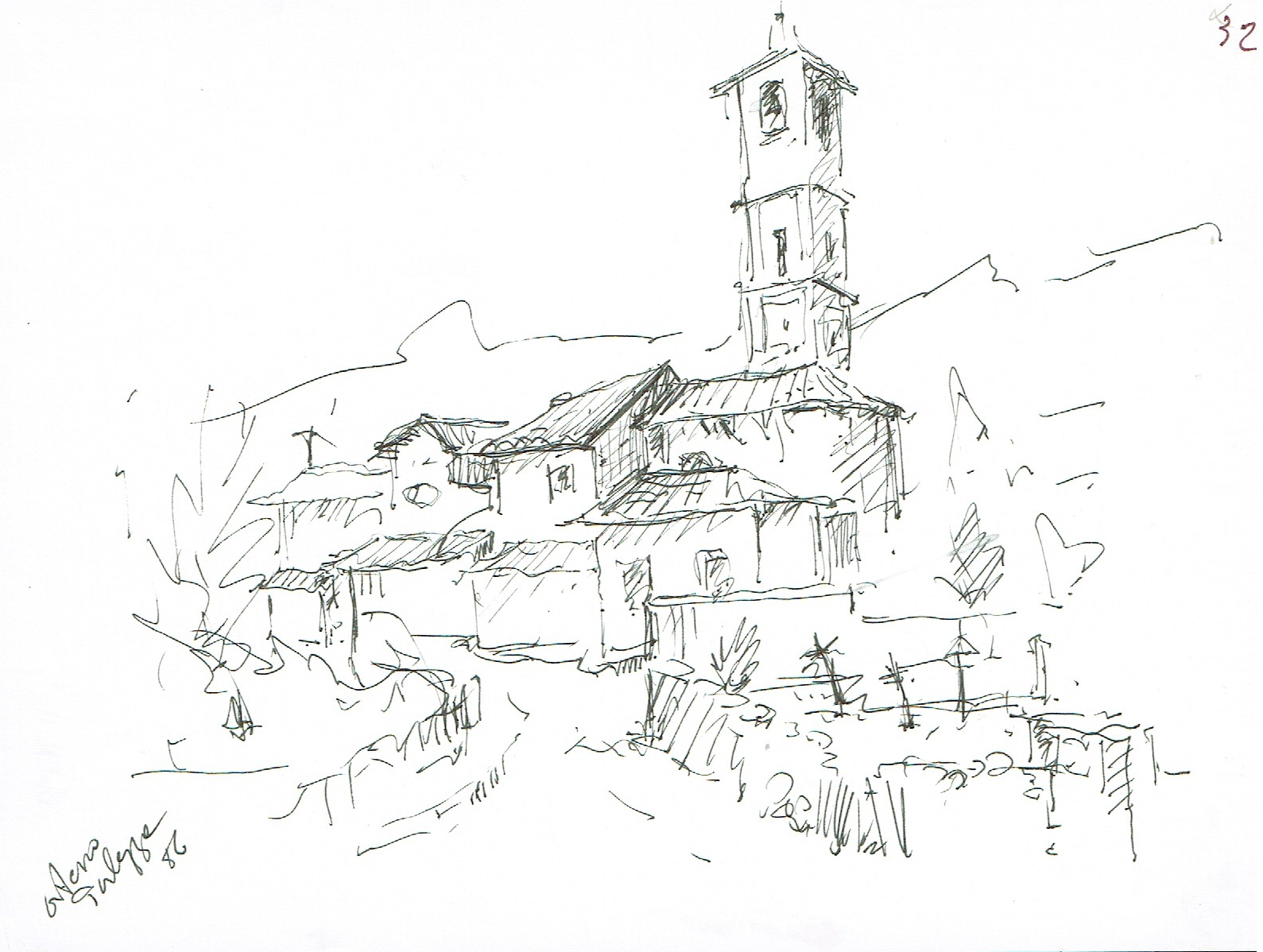
"Vakantieschets", archief A. Vandroemme
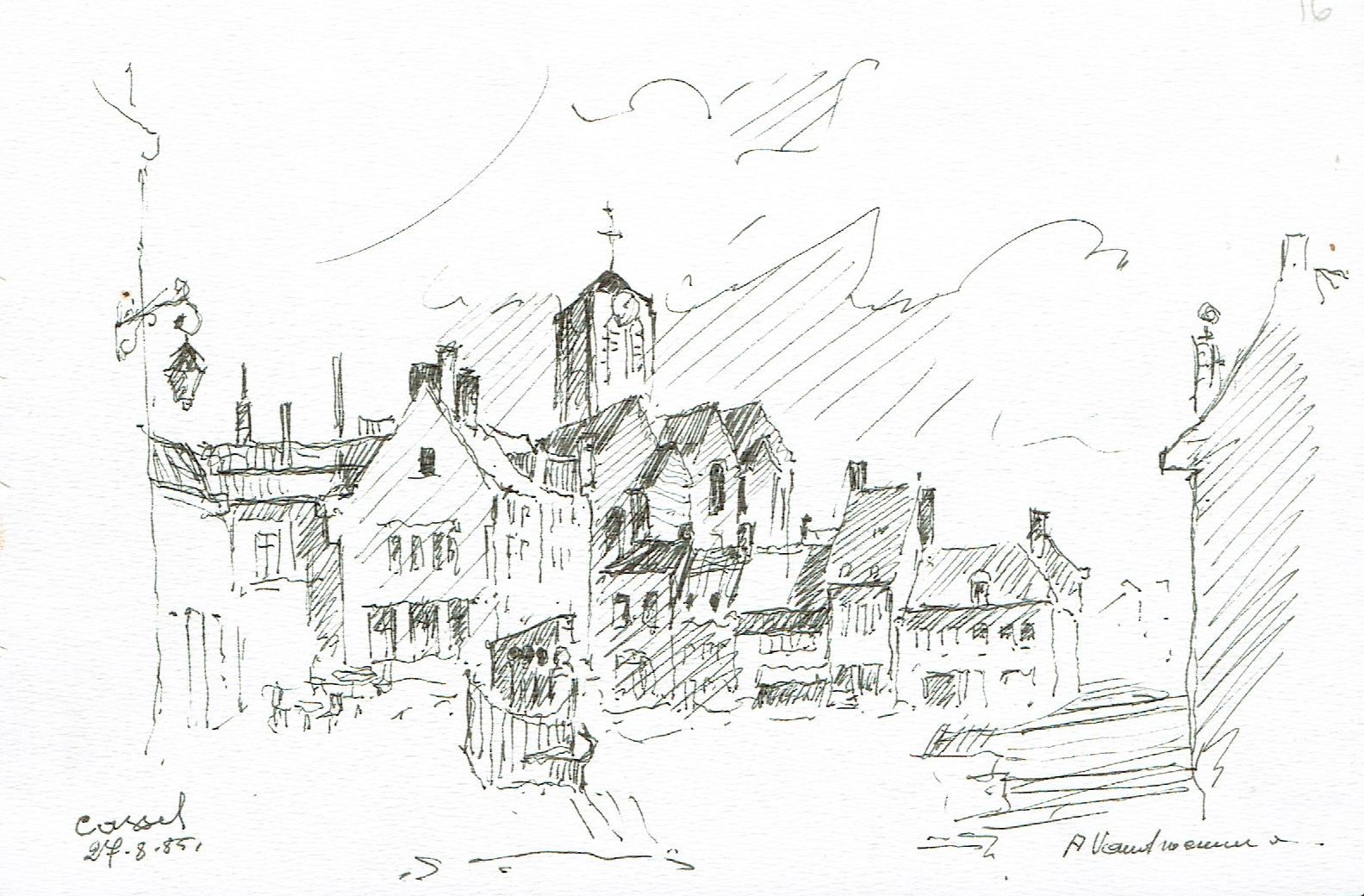
"Vakantieschets", archief A. Vandroemme
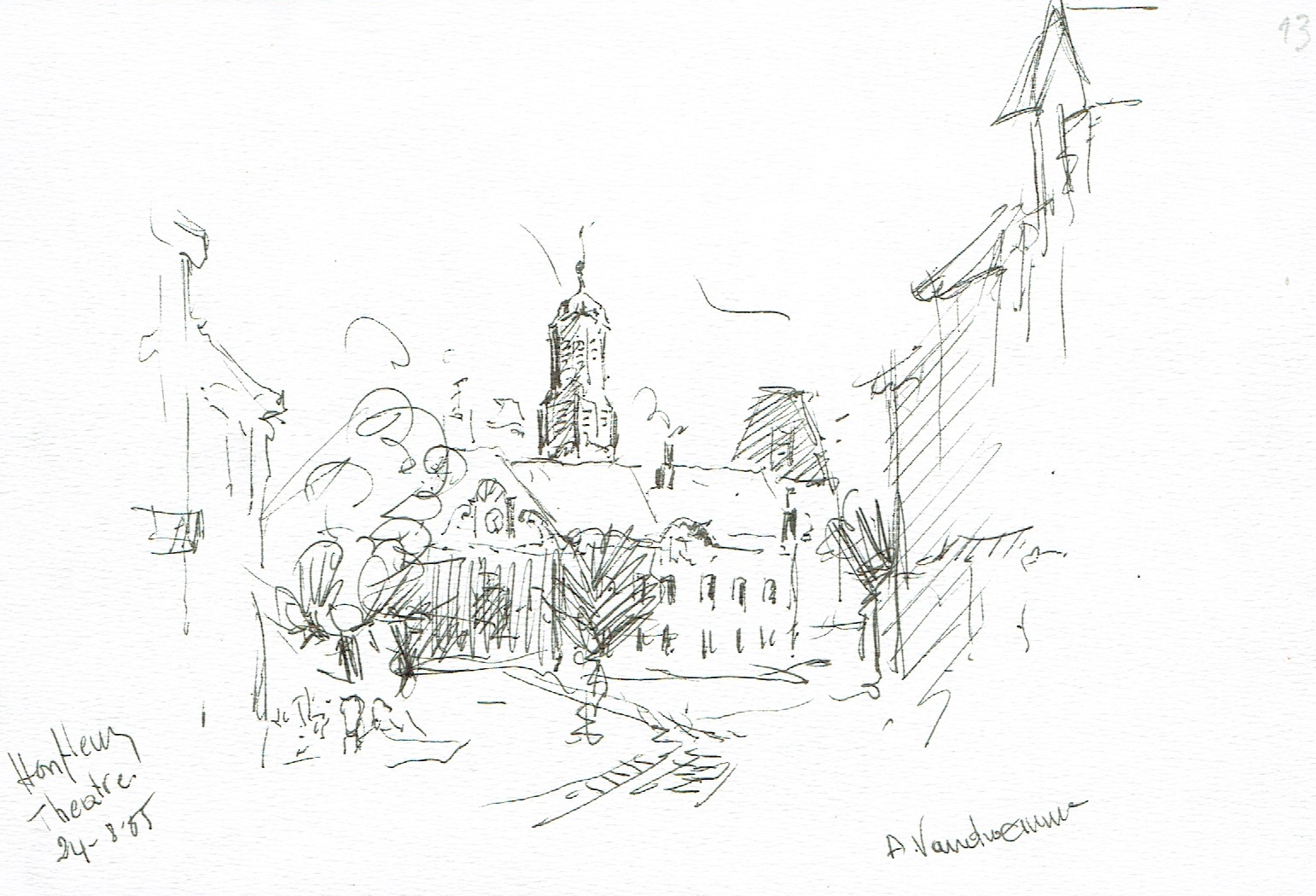
"Vakantieschets", archief A. Vandroemme
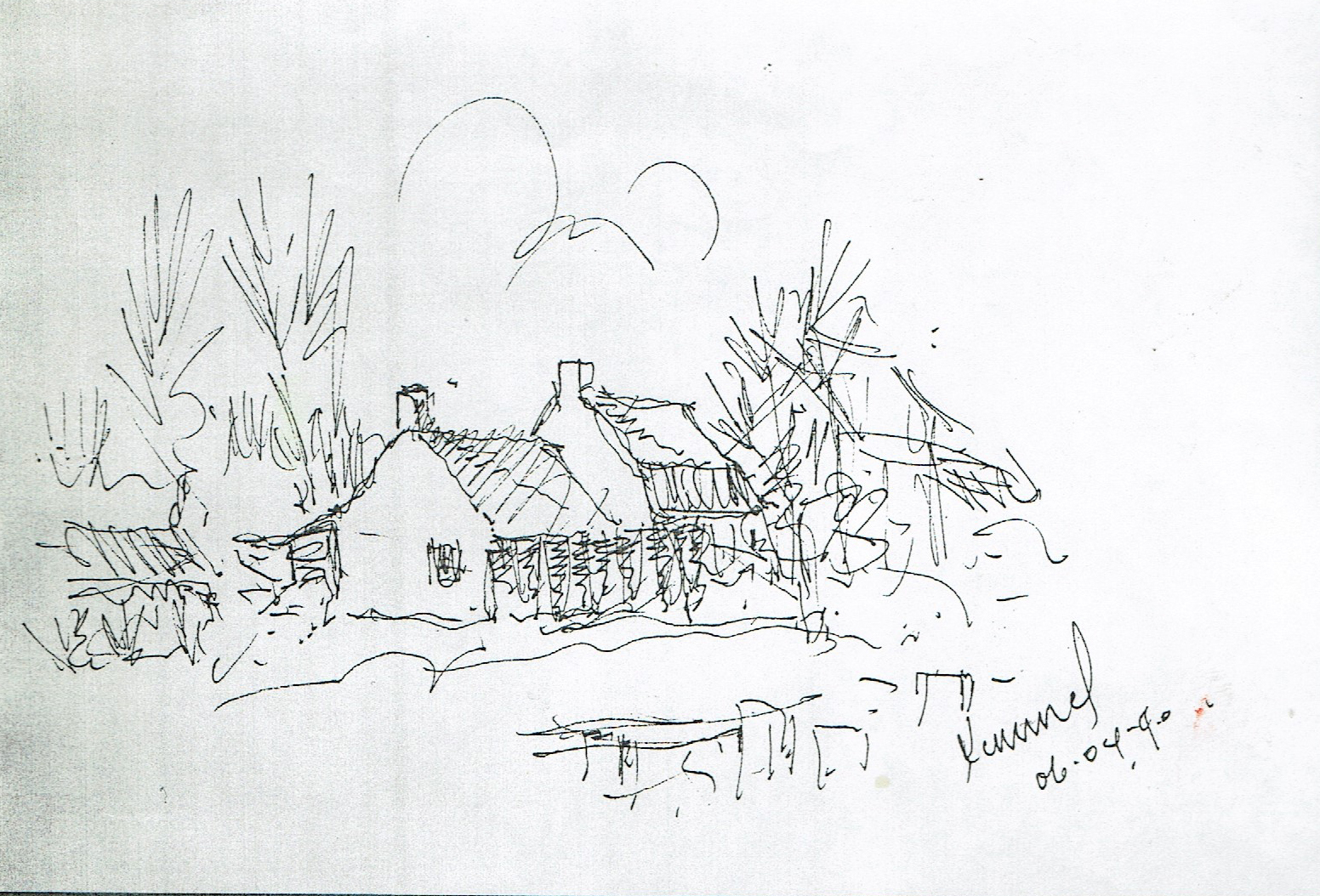
"Vakantieschets", archief A. Vandroemme
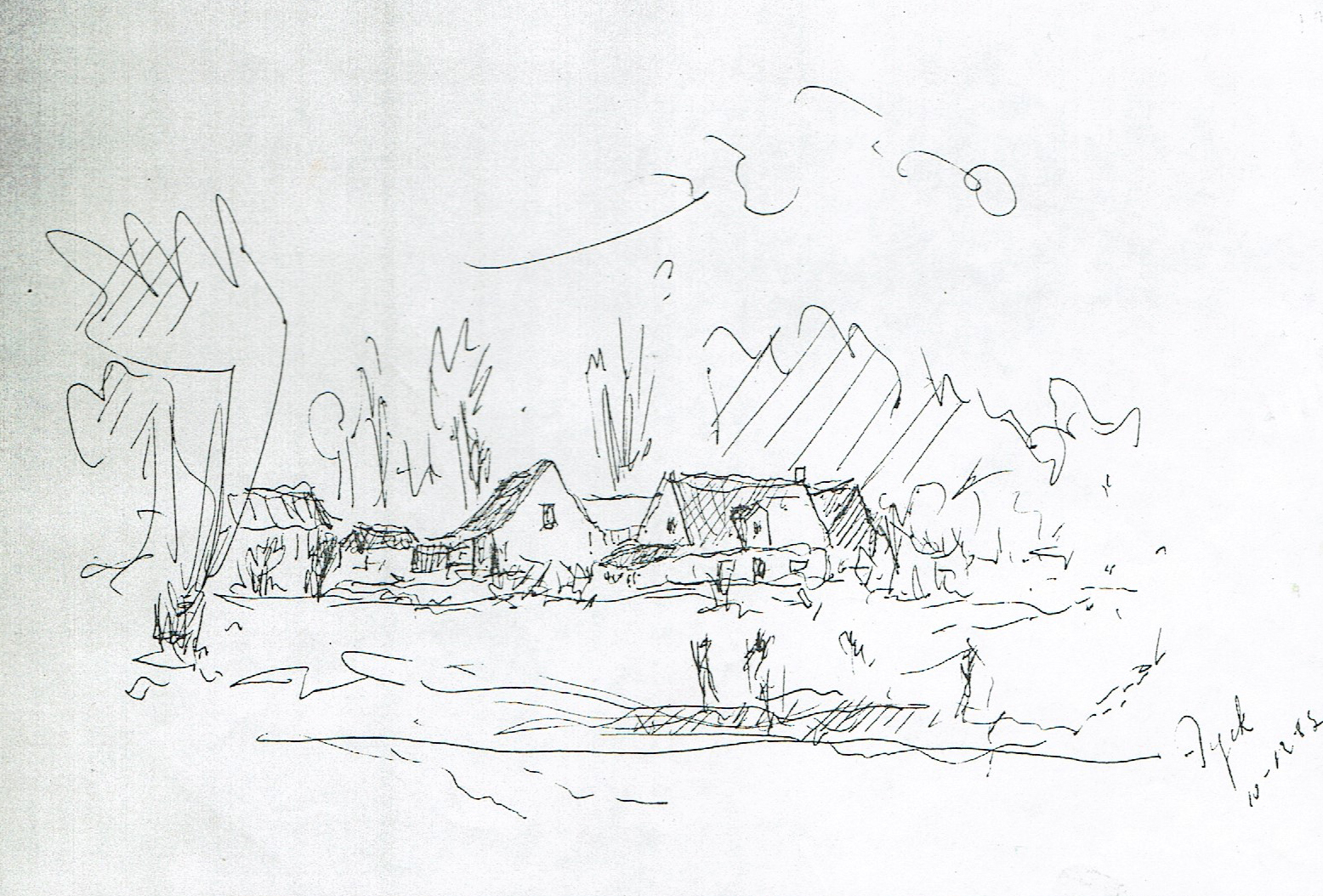
"Vakantieschets", archief A. Vandroemme

Doorheen zijn ganse carrière heeft hij  nog vele tekeningen gemaakt, die niet altijd als "kunst" bedoeld waren, maar dienden als studie- en werktekeningen, of bestemd waren voor de illustratie van andere doelen uit zijn uitgebreide interessesfeer.

## Aquarellist
Heel zijn carrière heeft het aquarelleren een prominente rol gespeeld. Dit was meestal niet om de aquarel zelf, maar als voorstudie voor latere schilderijen en beelden of ter illustratie van onderwerpen, waarin hij zich interesseerde. Maar op het einde van zijn leven heeft hij toch enkele reeksen gemaakt om de aquarel zelf waaronder:
Een reeks ter illustratie van de Hommelpluk (Hoppepluk) geschonken op 5 maart 2009 aan "De vrienden van het Hoppemuseum" en in het Hopmuseum, Gasthuisstraat 71, Poperinge sedert 25 april 2009 tentoongesteld.

Hoppepluk
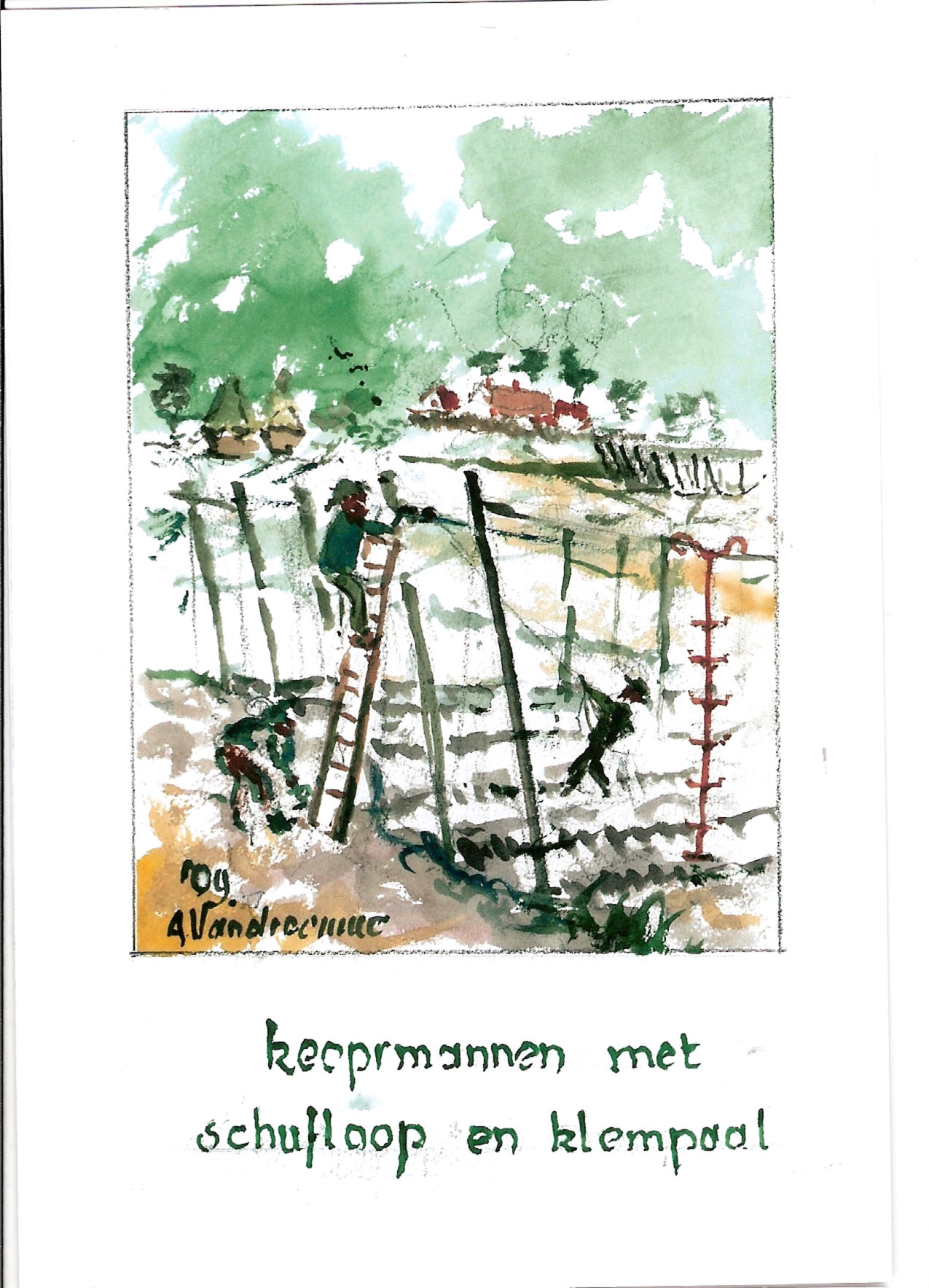
"oprichten van hoppeveld", Hopmuseum
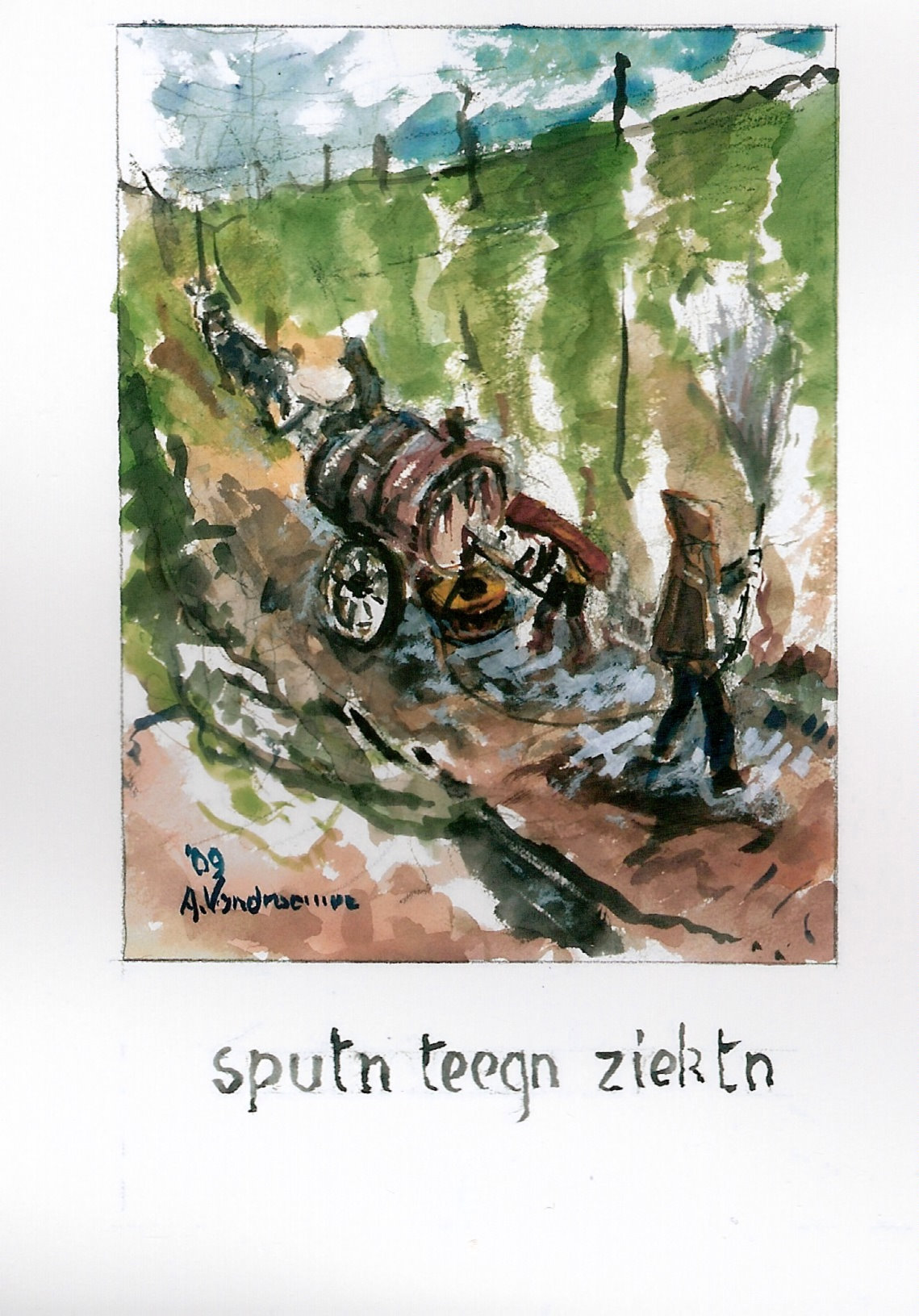
"spuiten tegen de ziekte ", Hopmuseum
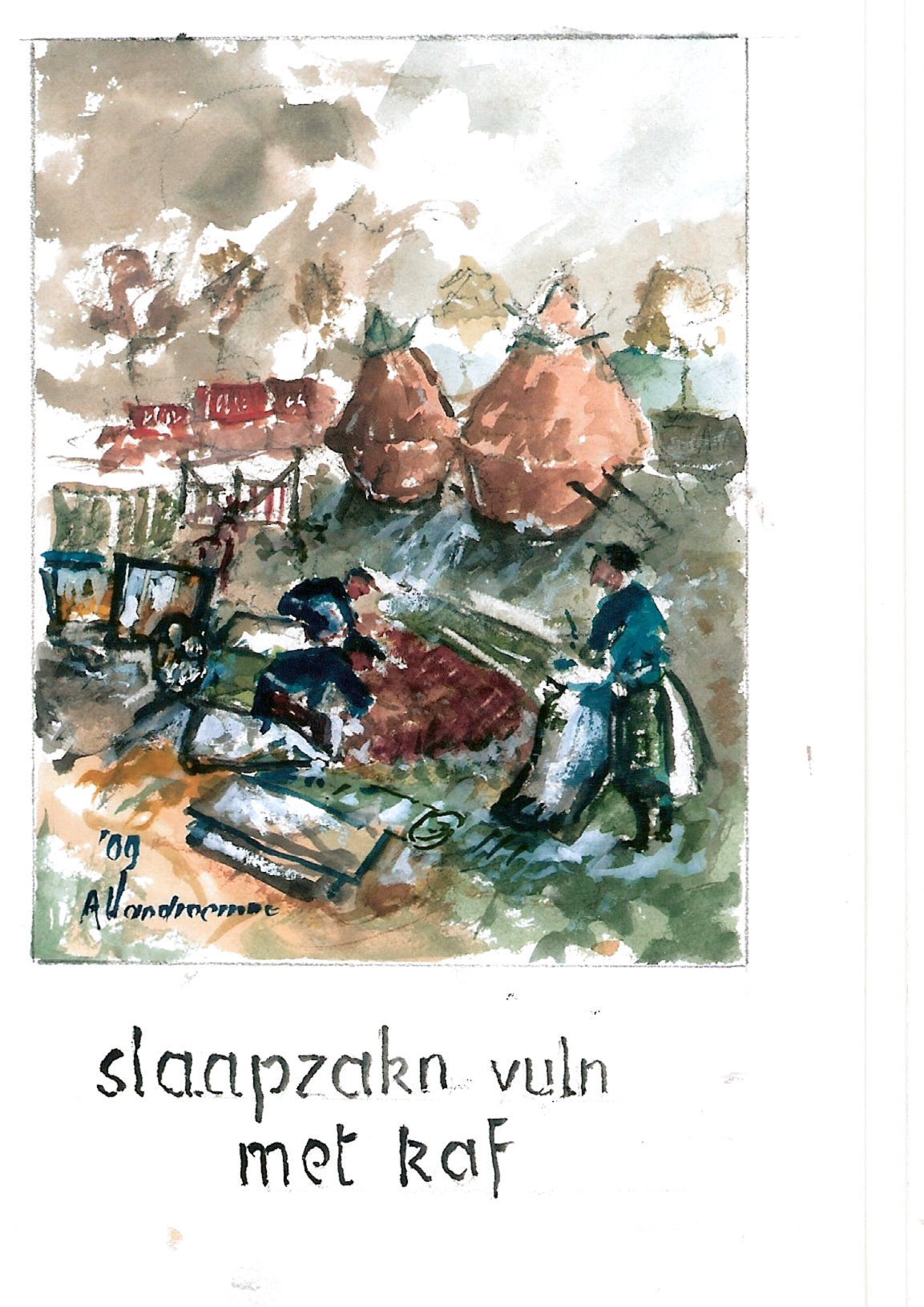
"slaapzakken vullen met kaf ", Hopmuseum
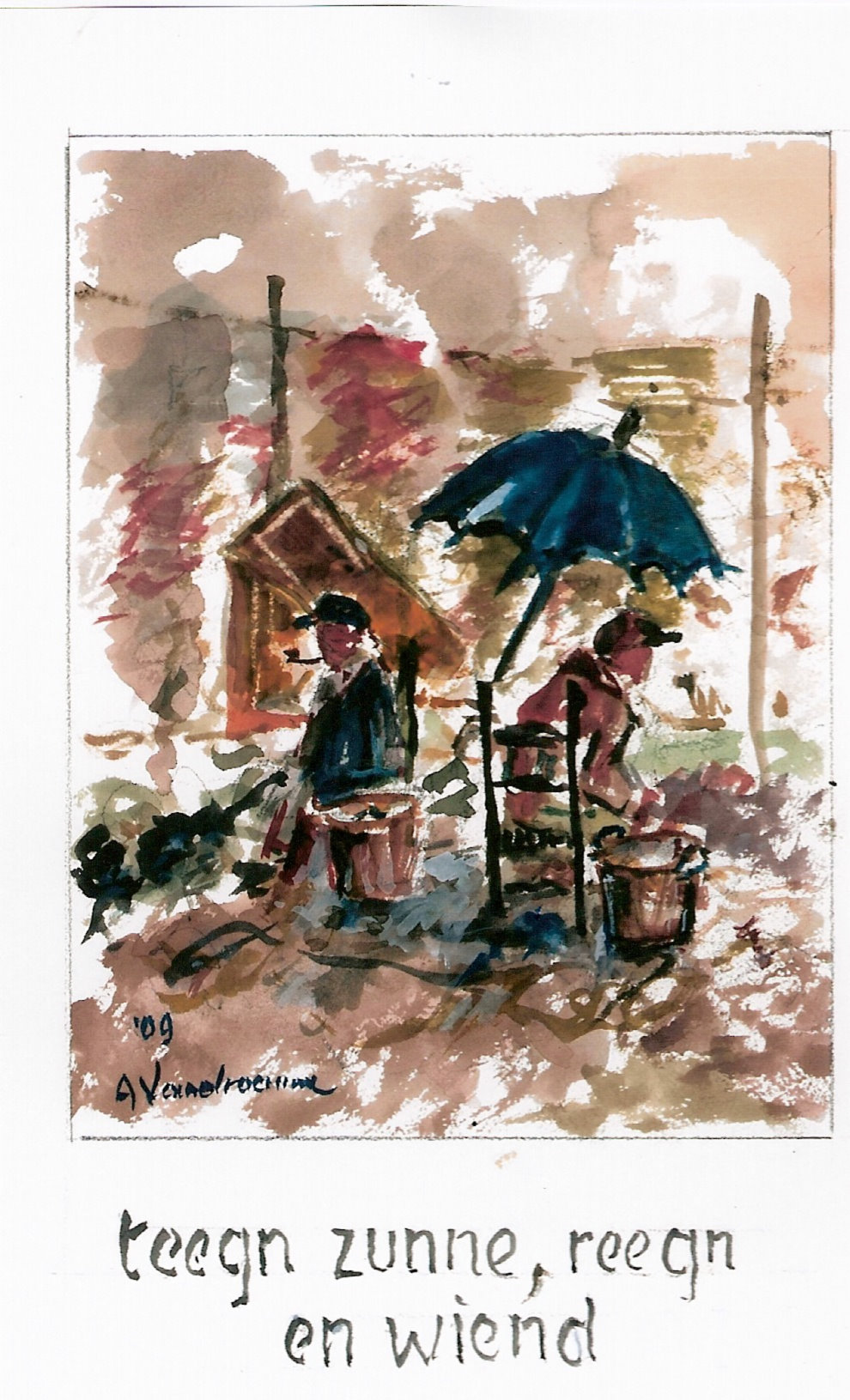
"tegen de zon, de regen en de wind ", Hopmuseum
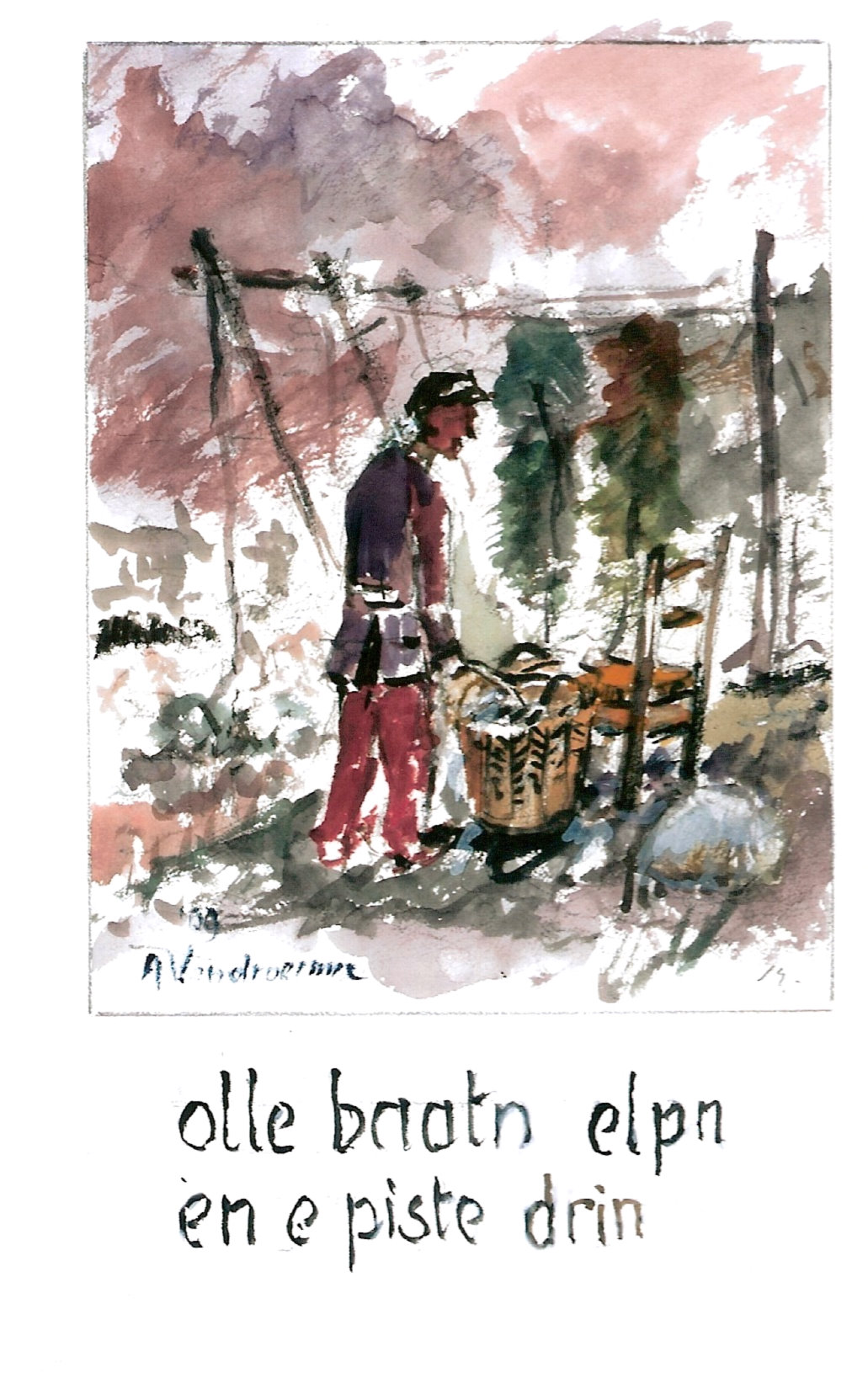
"alle baten helpen ", Hopmuseum
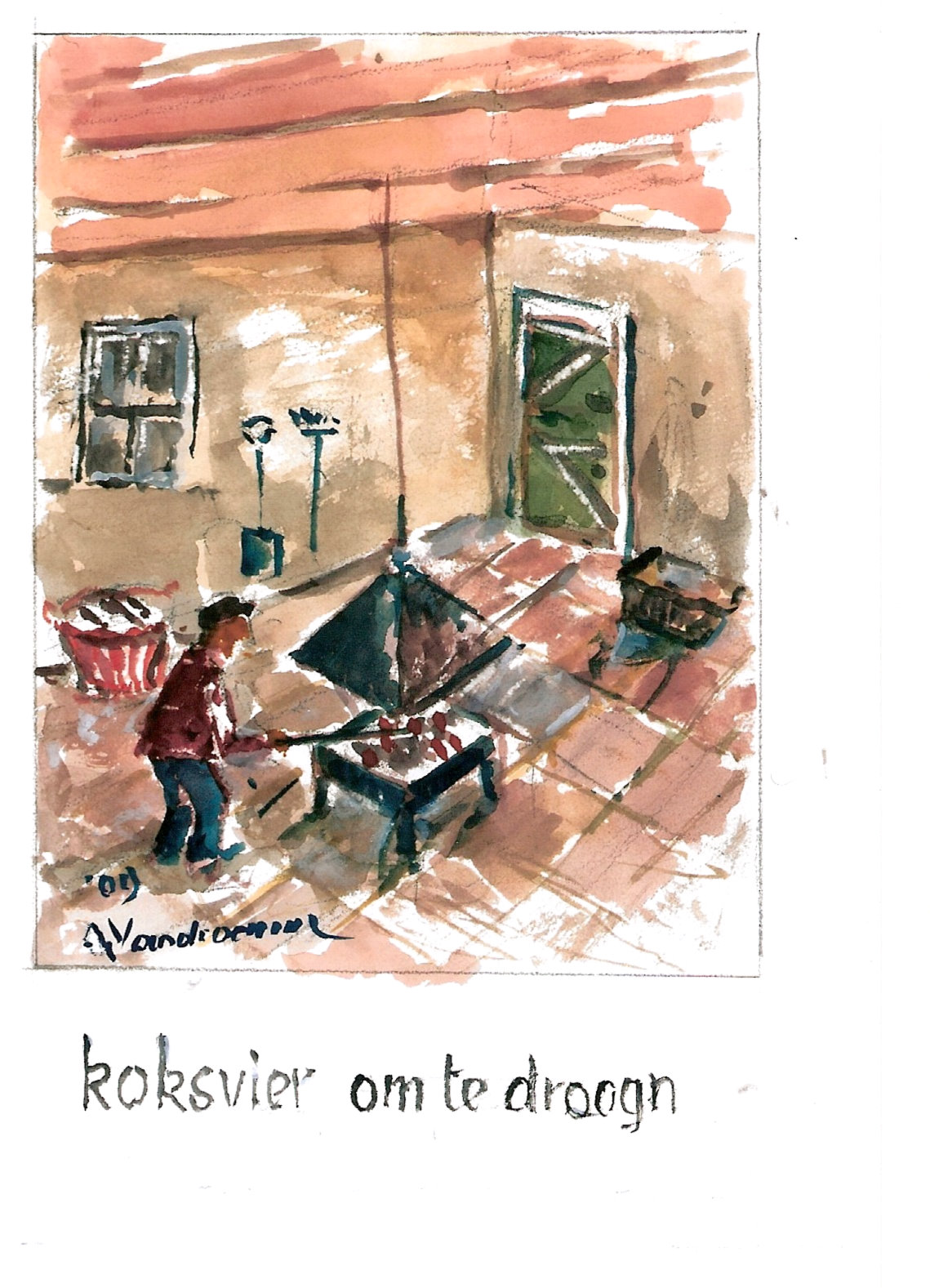
"cokesvuur om te drogen ", Hopmuseum
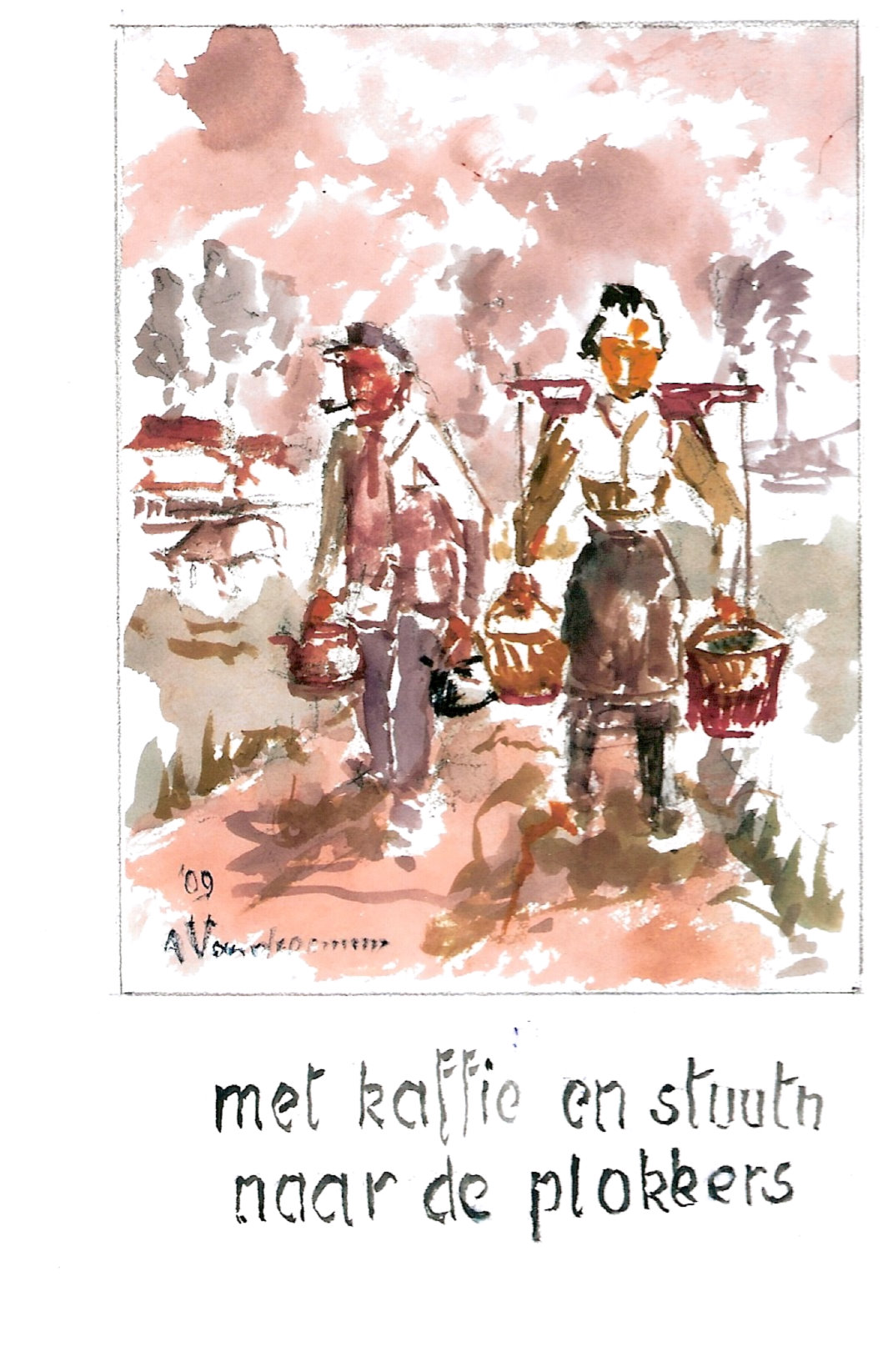
"koffie en boterhammen ", Hopmuseum
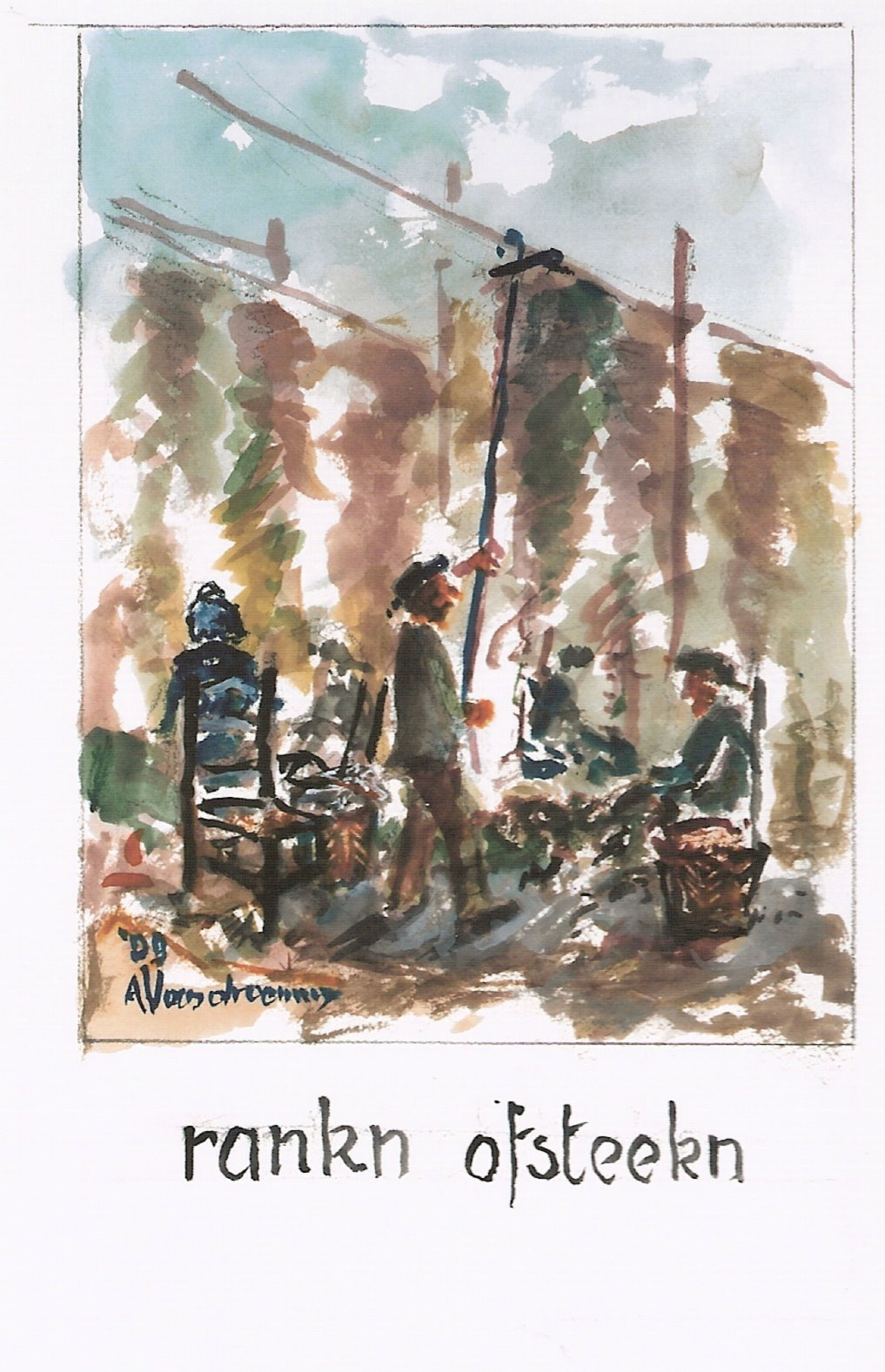
"de ranken afsteken ", Hopmuseum
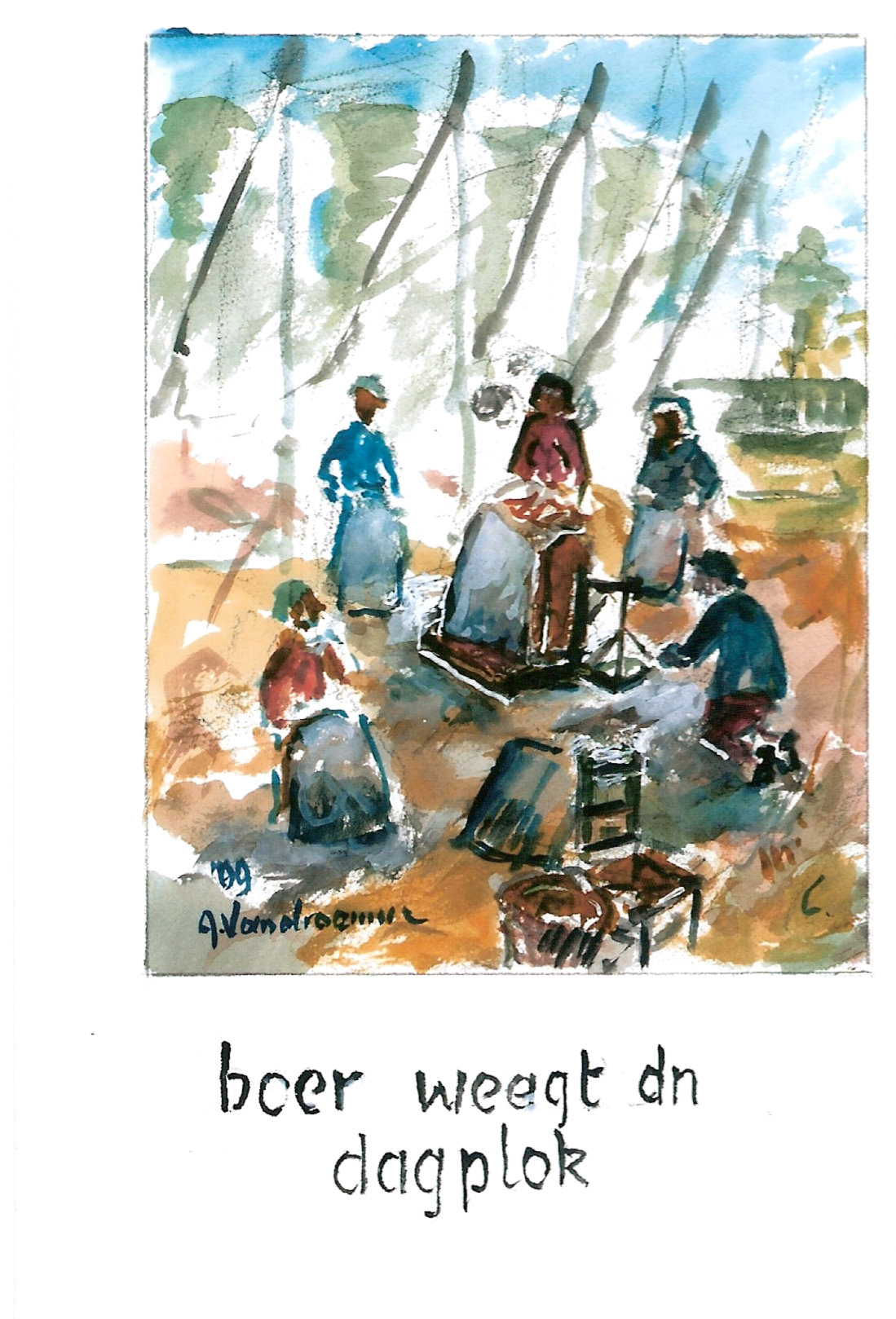
"boer weegt de dagoogst ", Hopmuseum
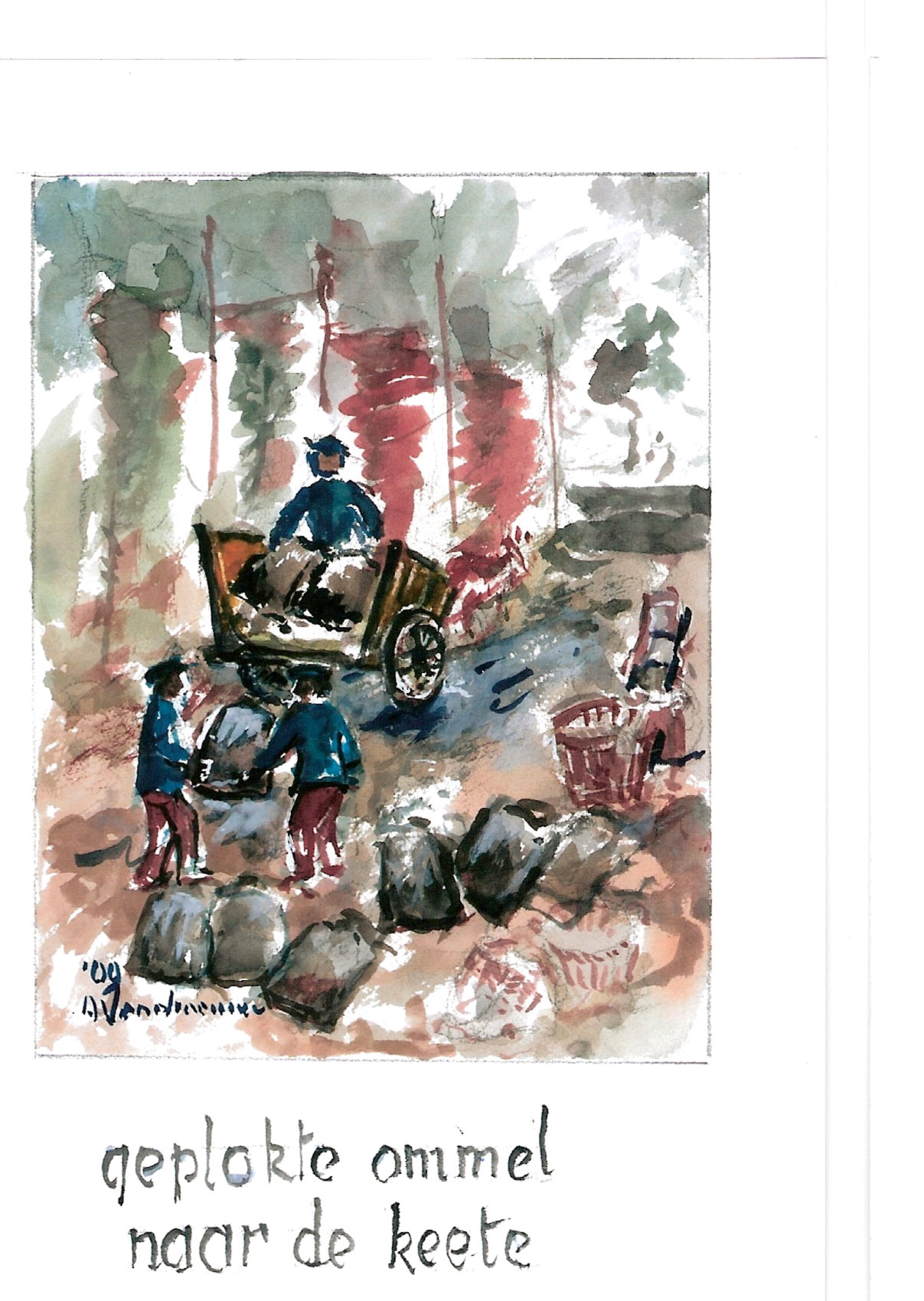
"op weg om te drogen ", Hopmuseum

Een tweede reeks (100) zijn "ludieke" uitbeeldingen van spreuken uit de westhoek. Het ondertekenen met Adhémar en niet met Vandroemme versterkt dit vermoeden.

Spreuken uit de Westhoek
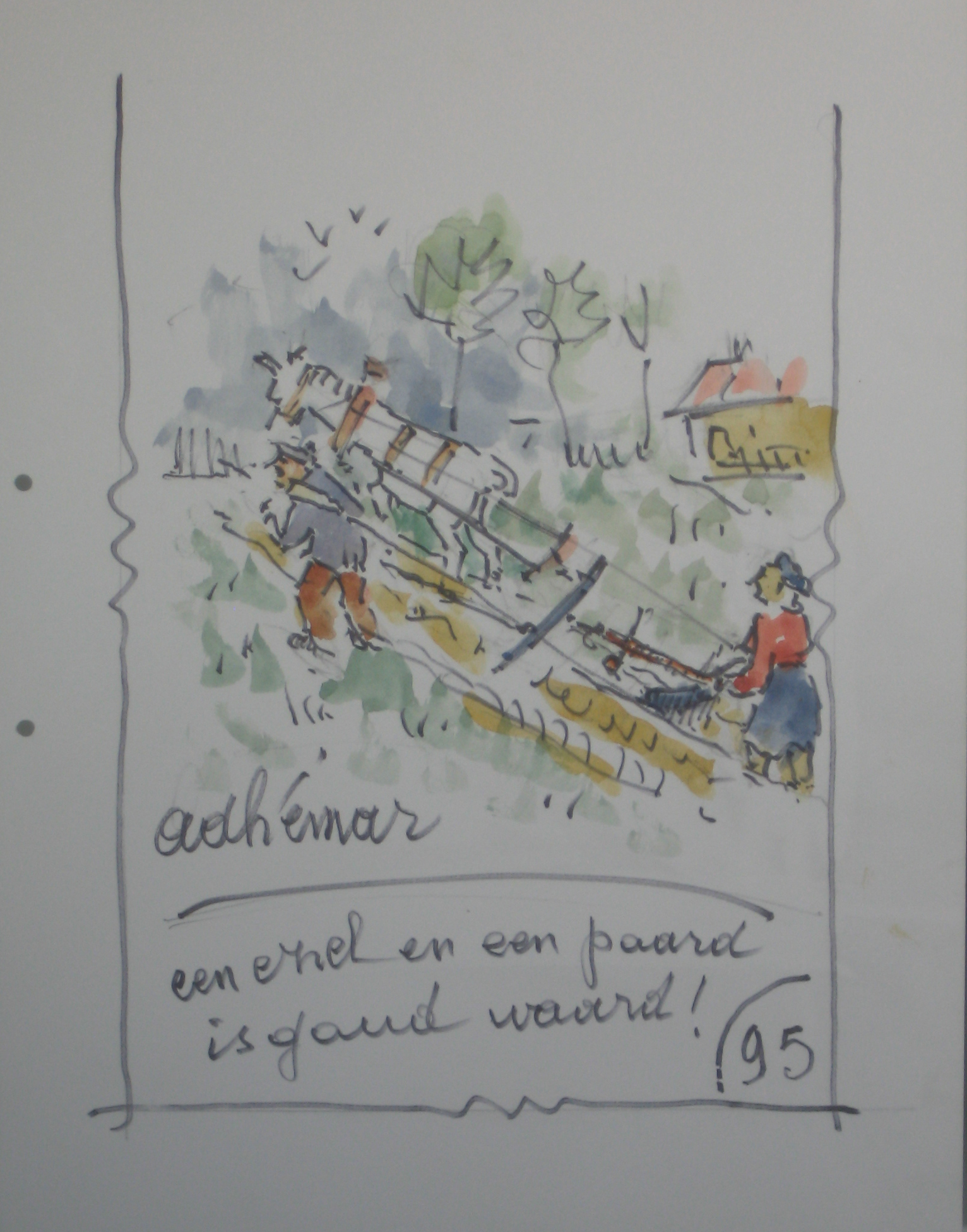
"spreuken", archief A. Vandroemme
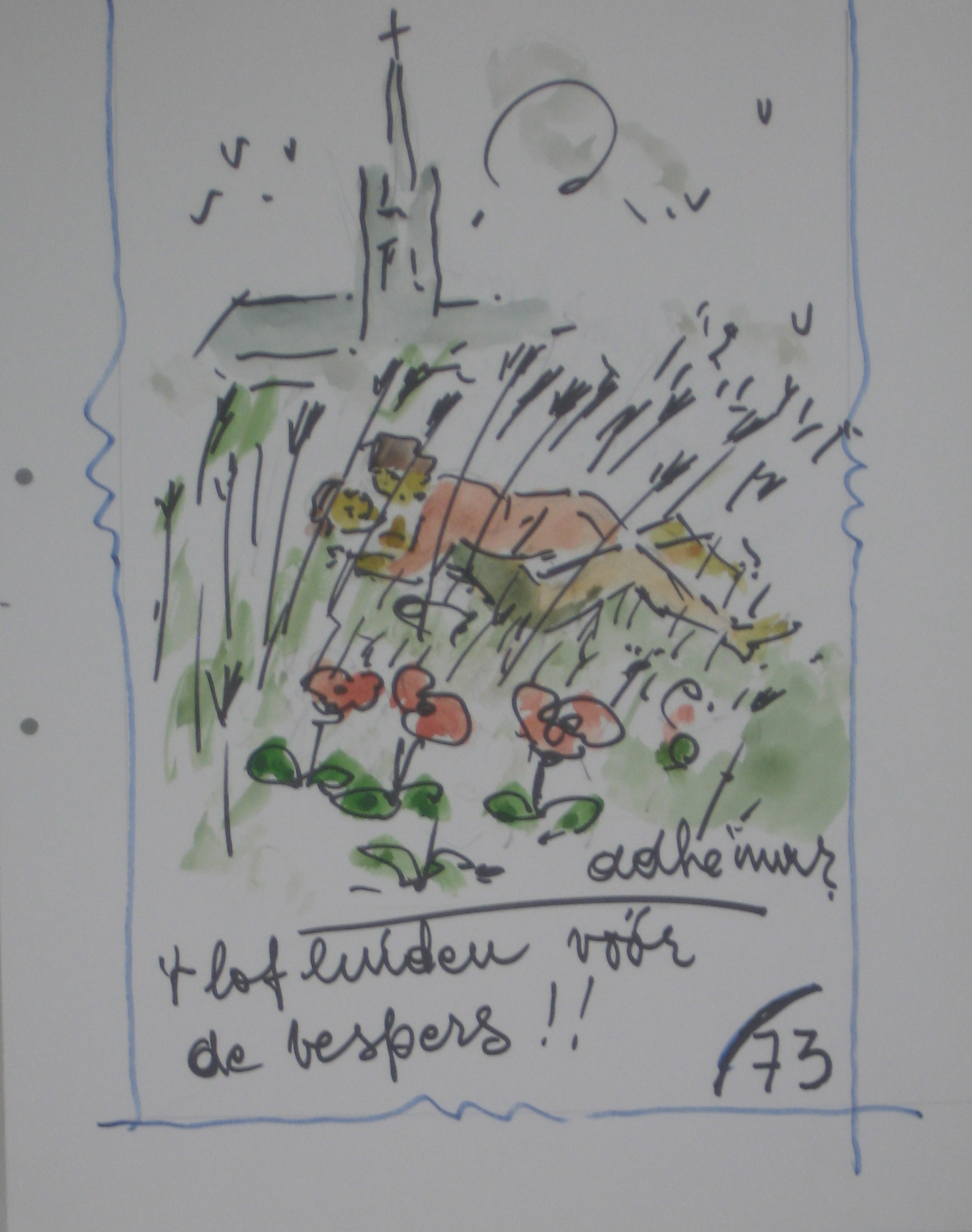
"spreuken", archief A. Vandroemme
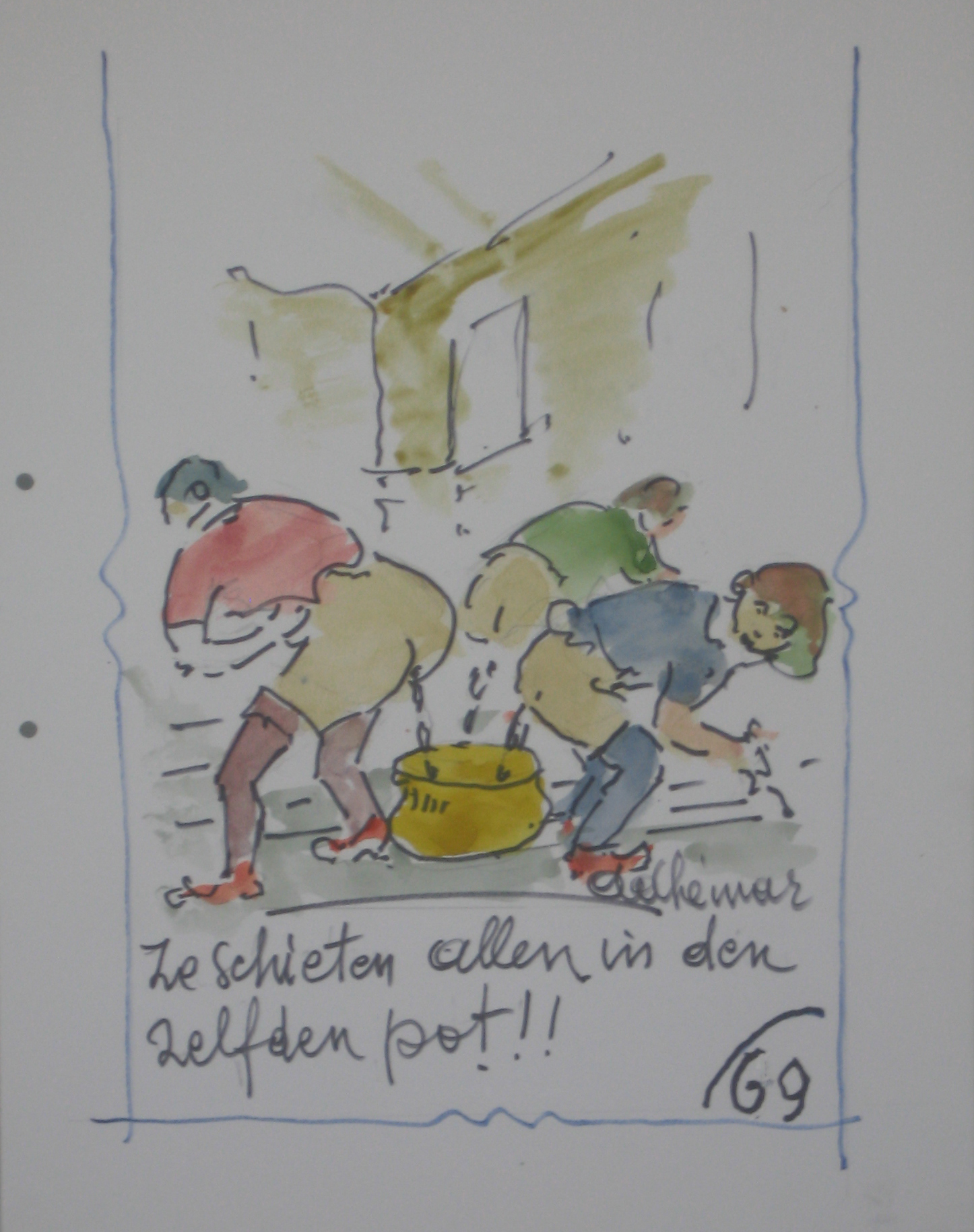
"spreuken", archief A. Vandroemme
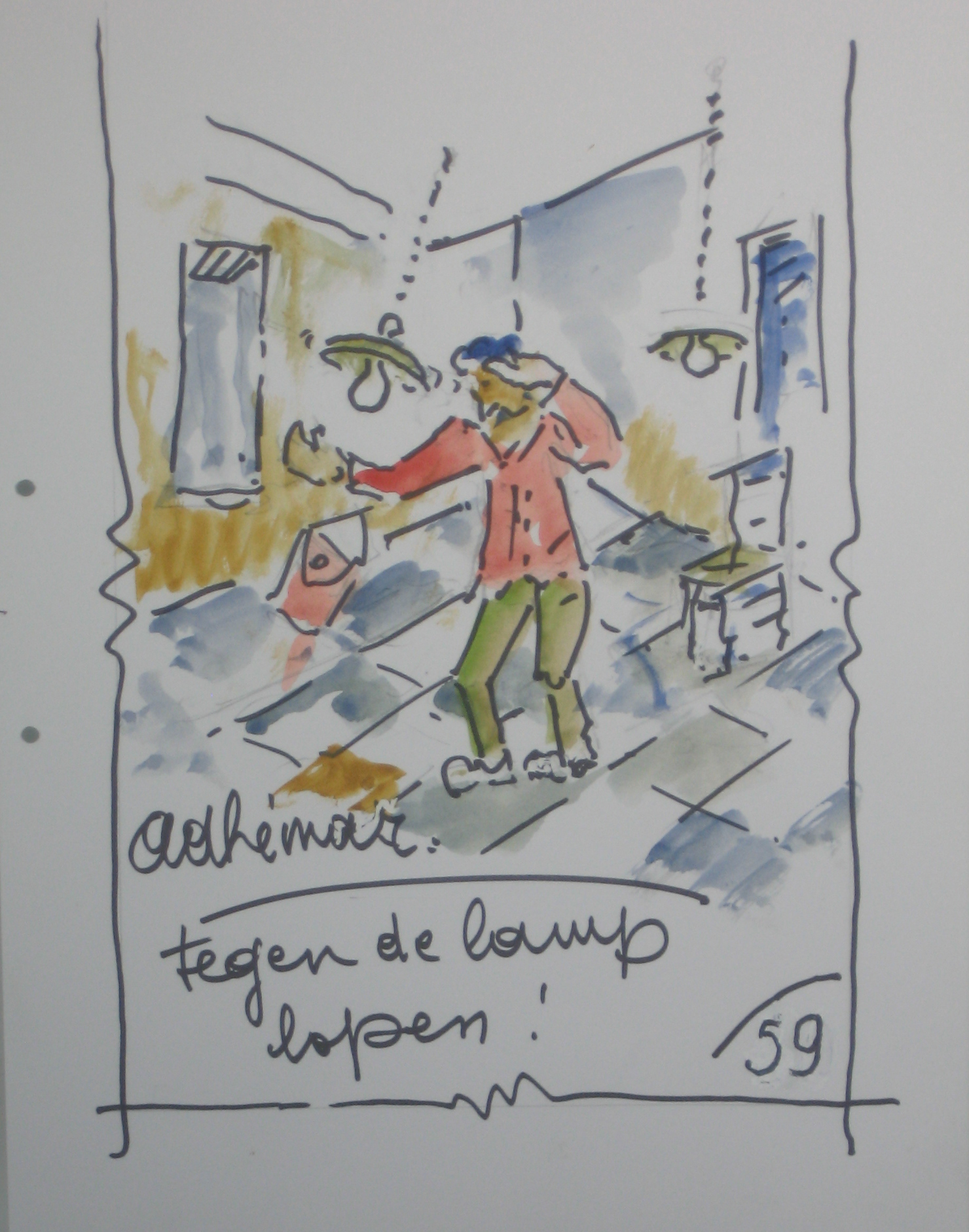
"spreuken", archief A. Vandroemme
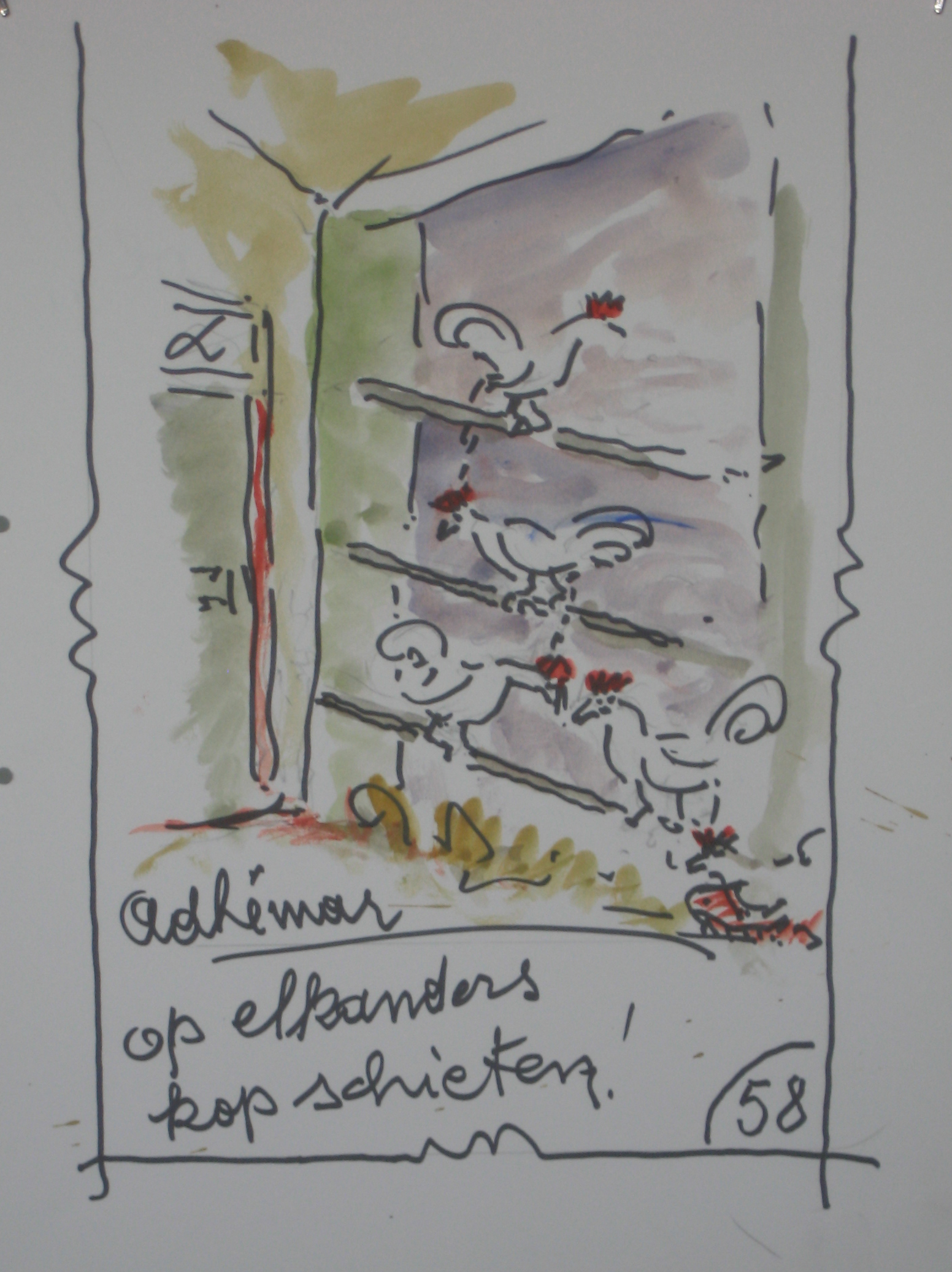
"spreuken", archief A. Vandroemme
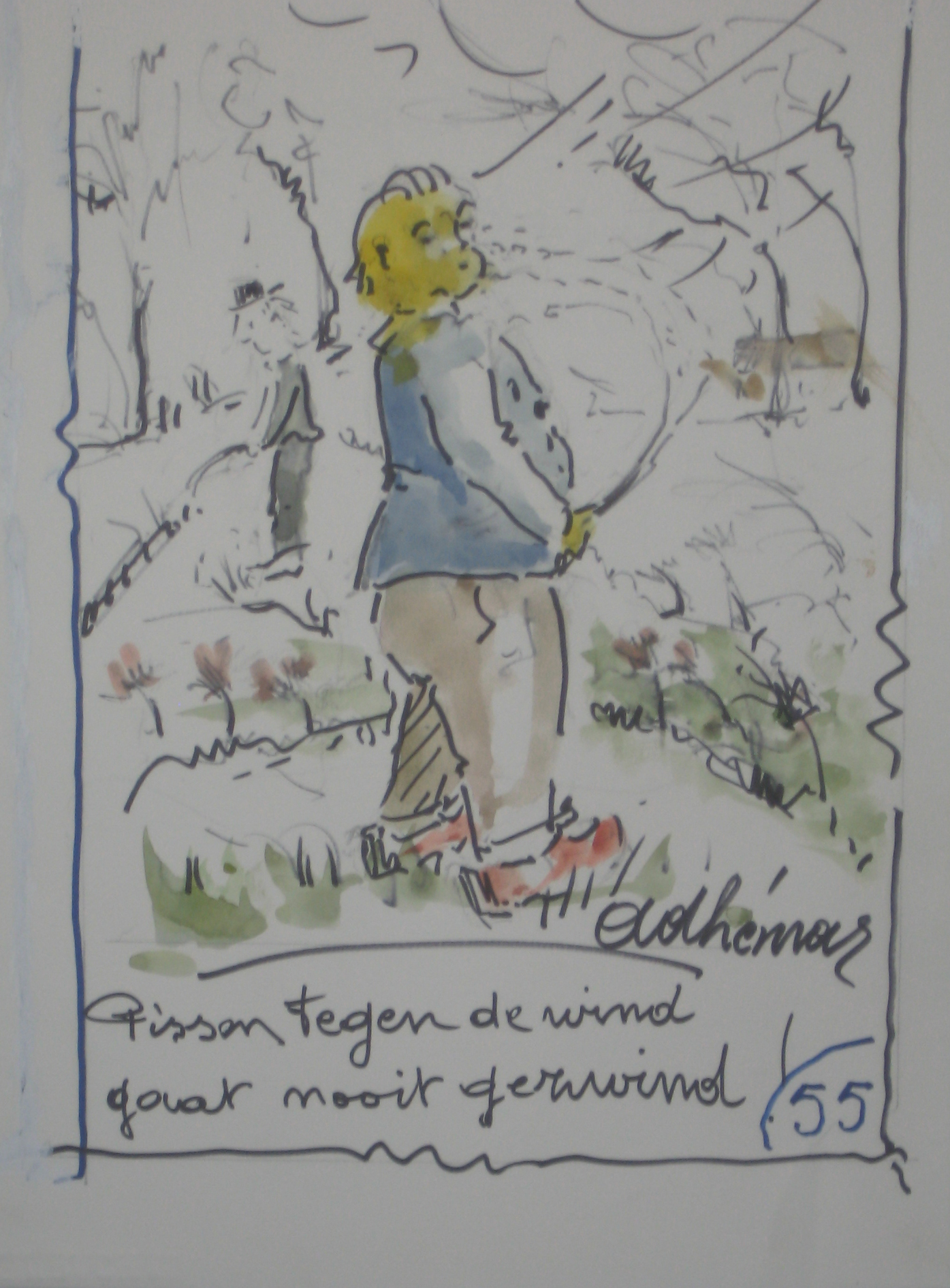
"spreuken", archief A. Vandroemme
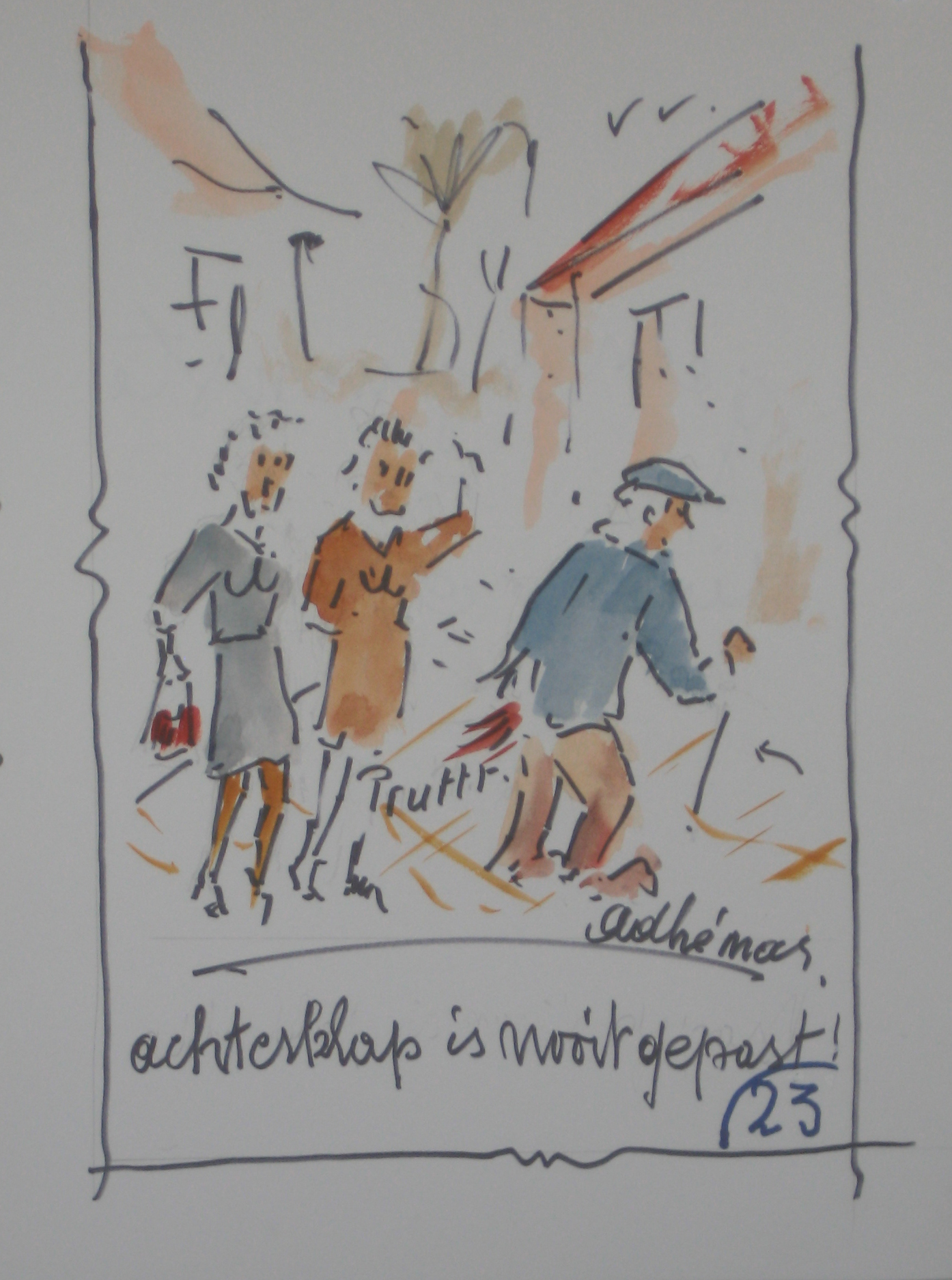
"spreuken", archief A. Vandroemme
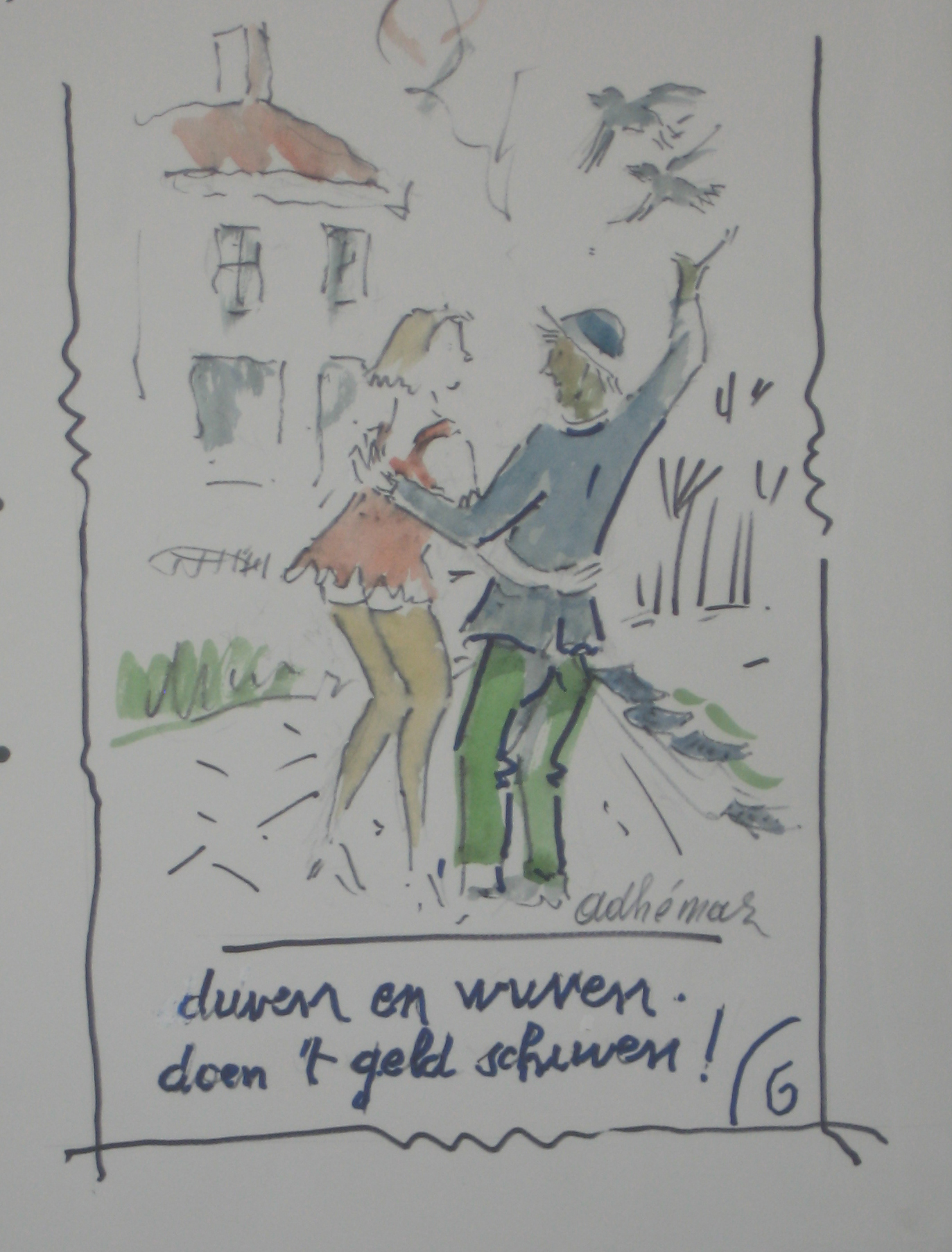
"spreuken", archief A. Vandroemme
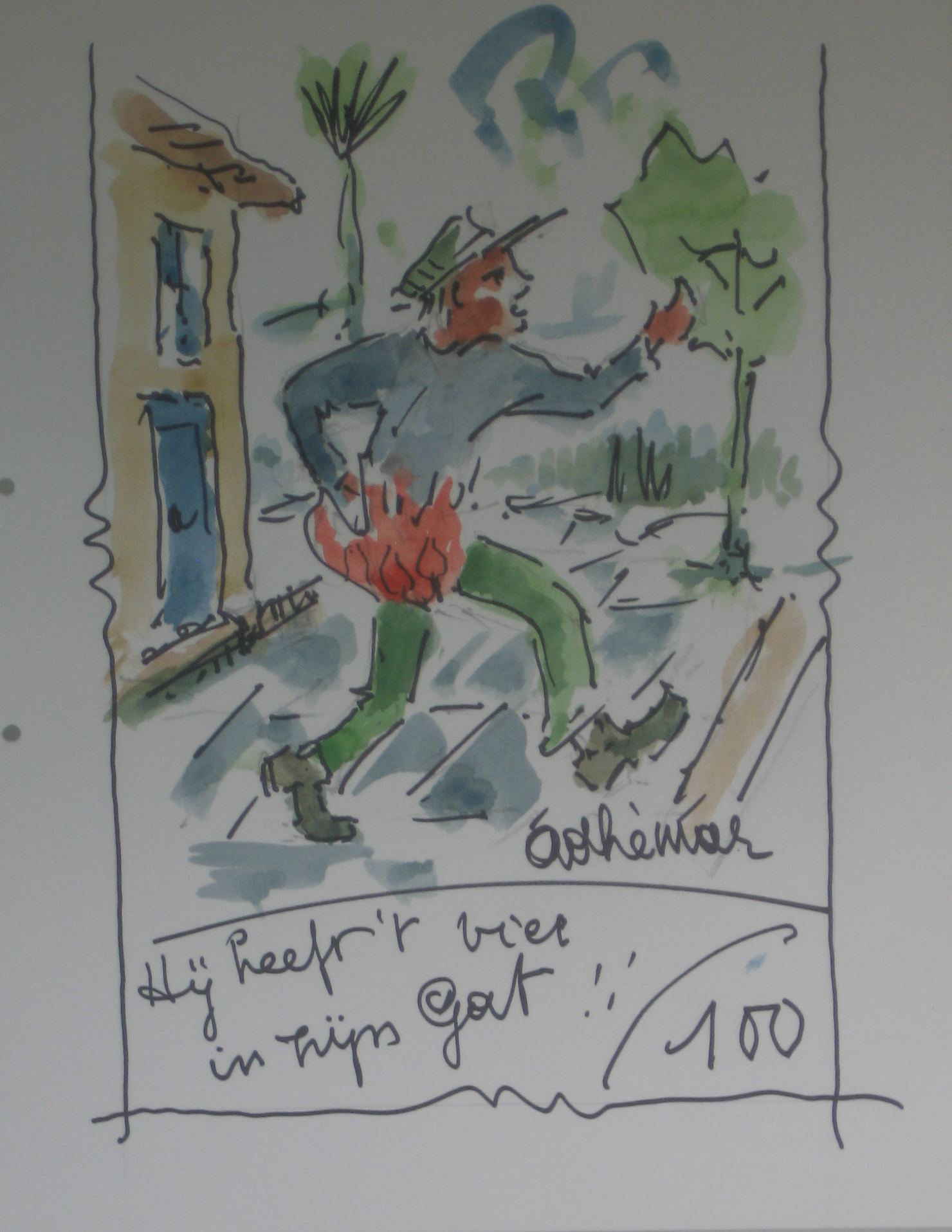
"spreuken", archief A. Vandroemme
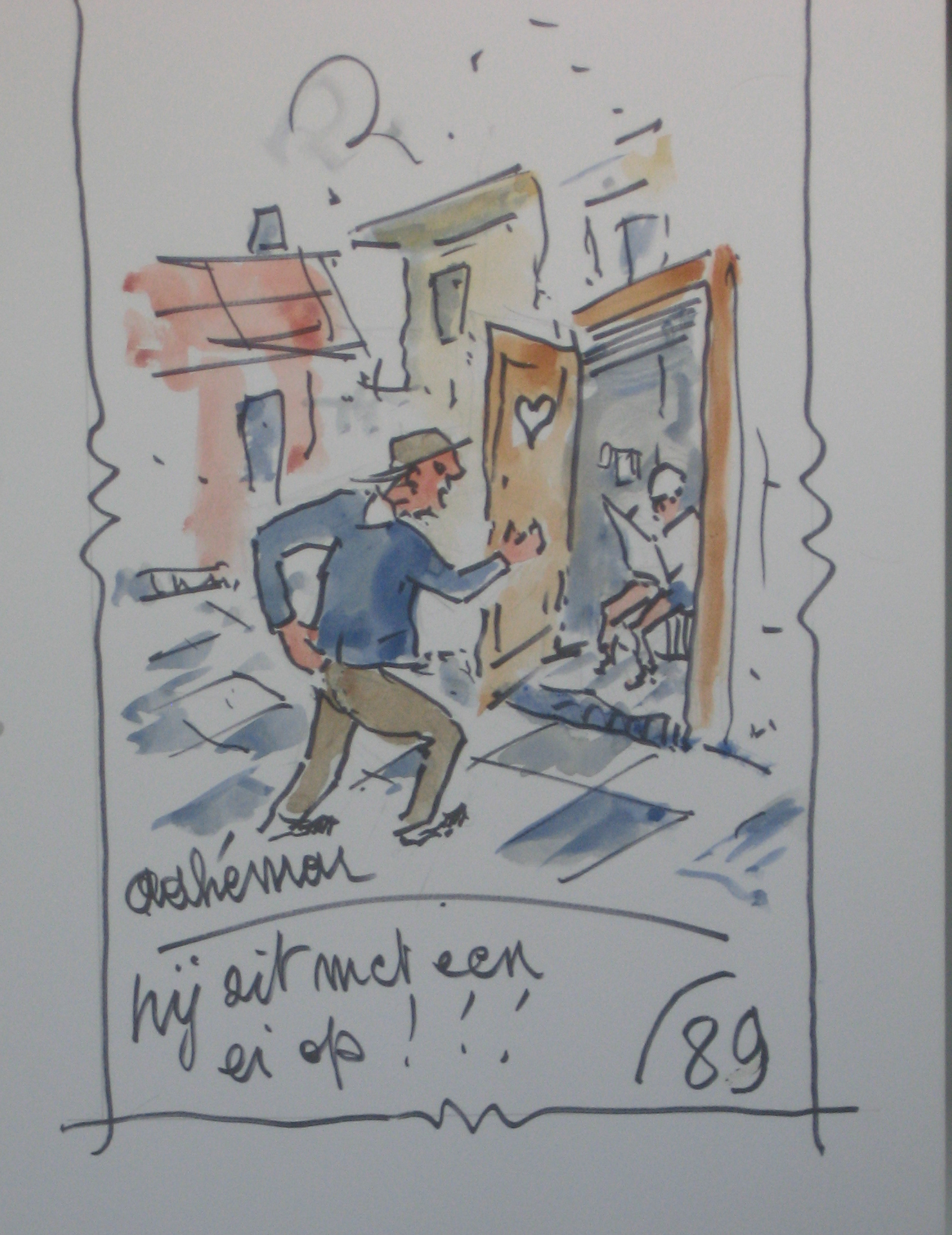
"spreuken", archief A. Vandroemme

De derde reeks zijn aquarellen van koppen, in een vierde aquarelleert hij bloemen.

Koppen en Bloemen
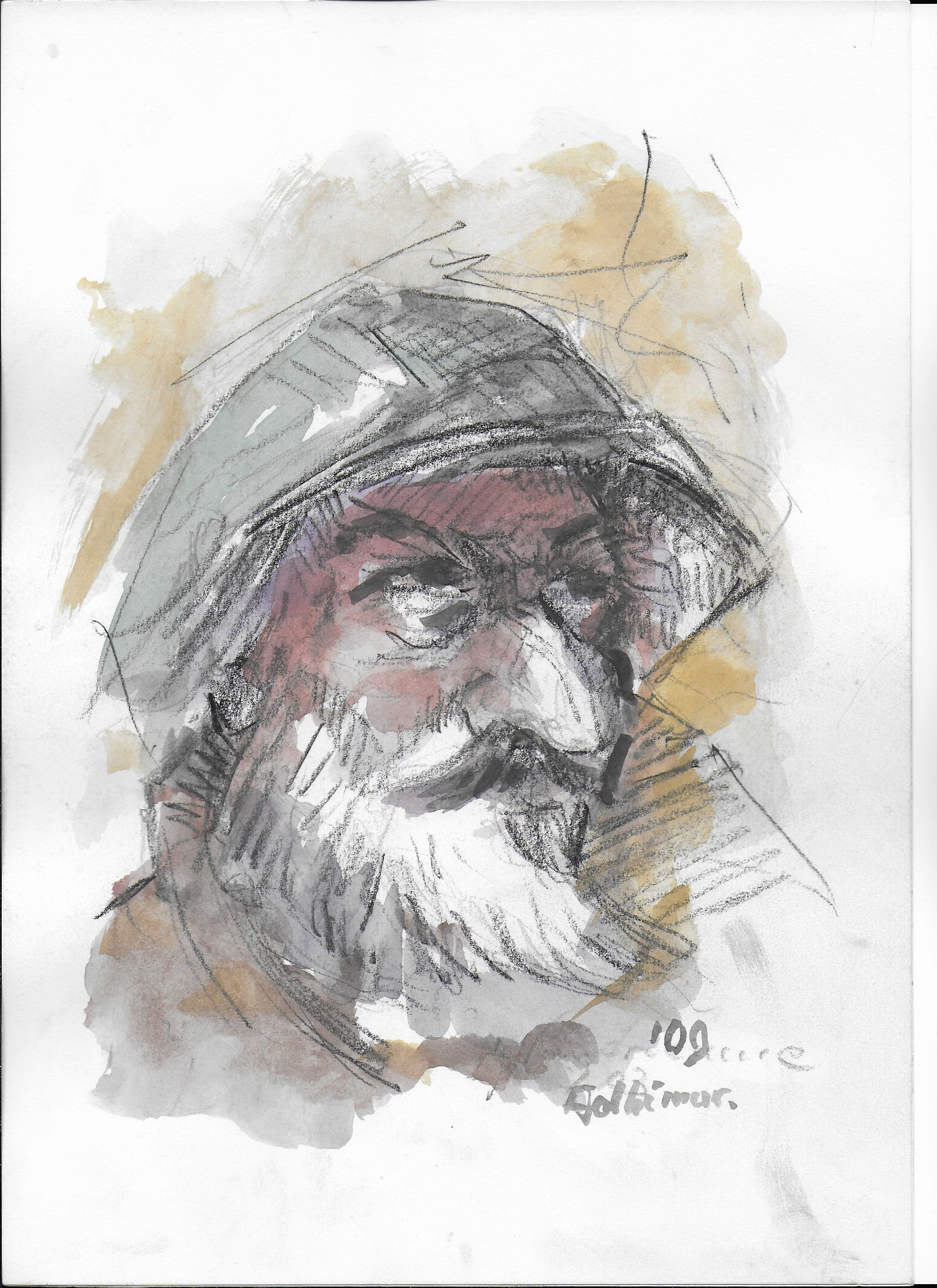
"Koppen", archief A. Vandroemme
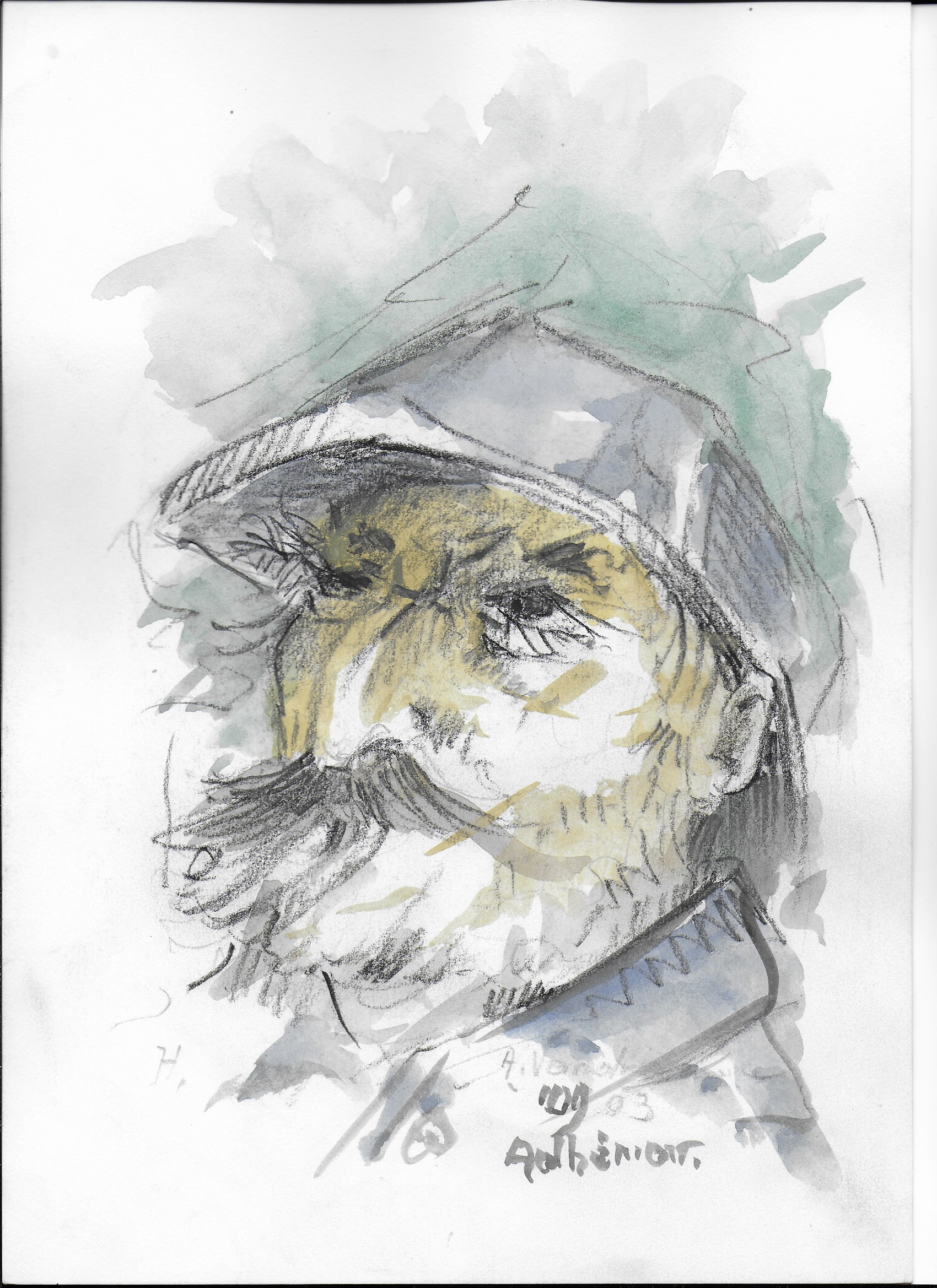
"Koppen", archief A. Vandroemme
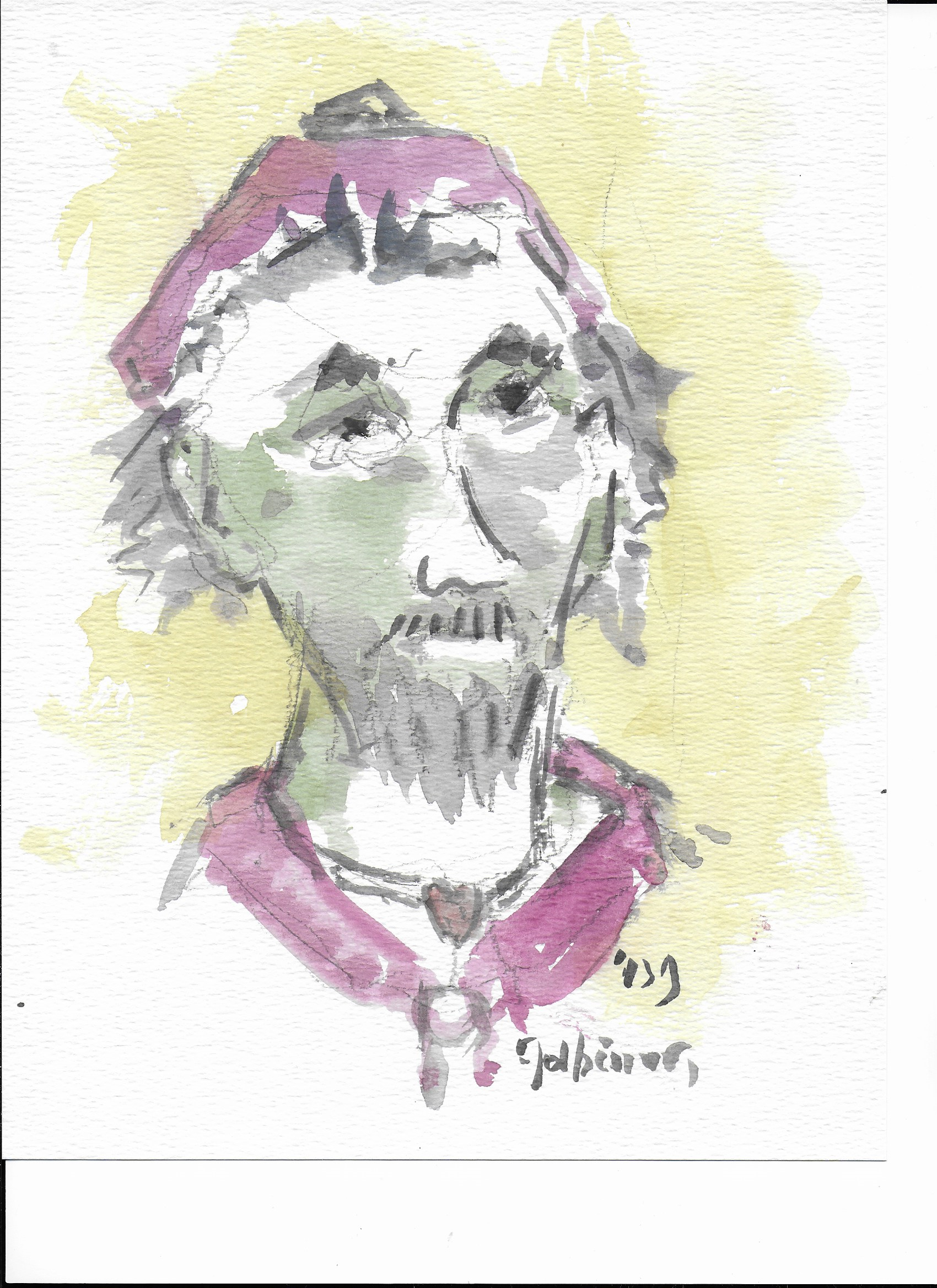
"Koppen", archief A. Vandroemme
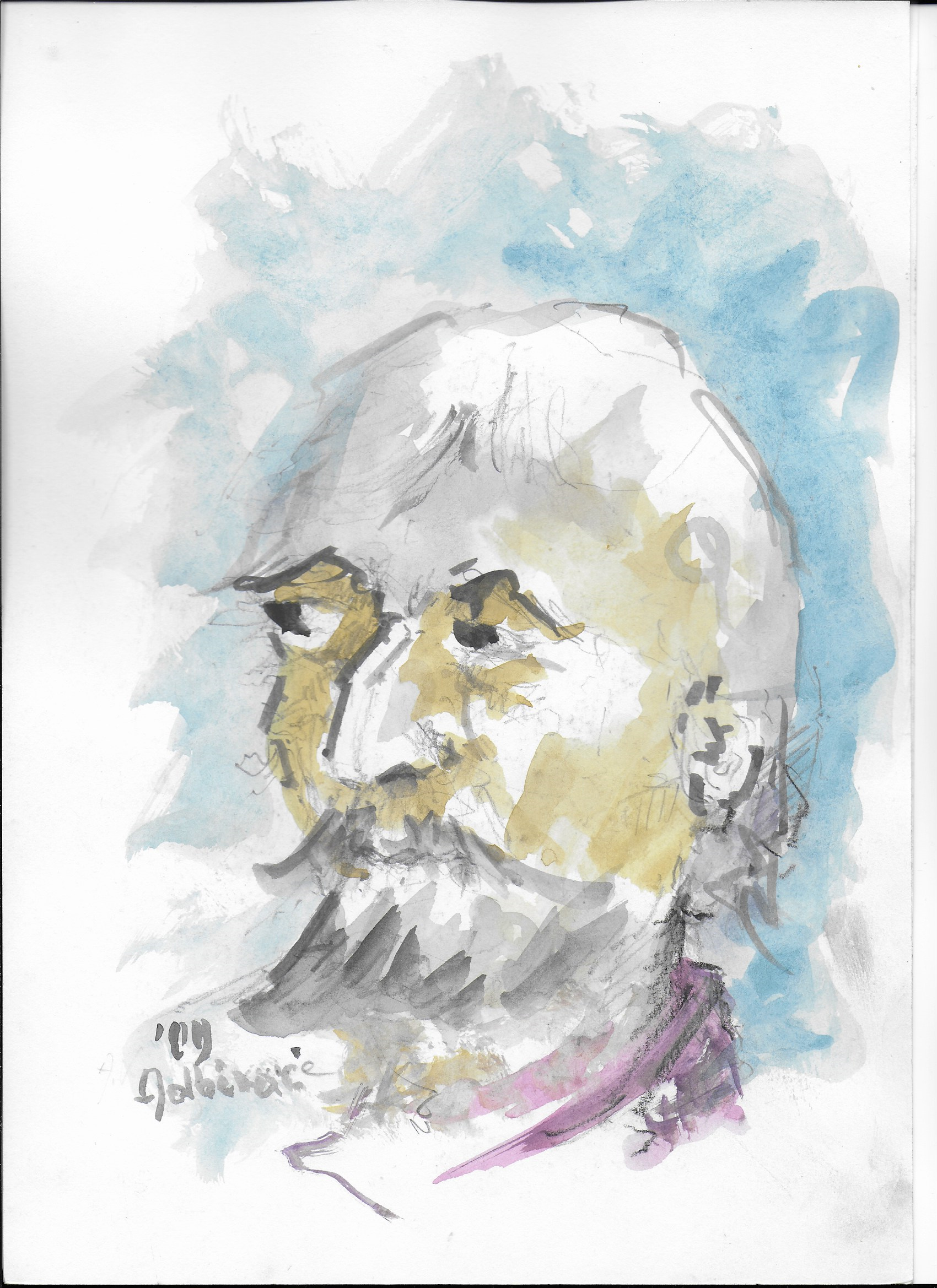
"Koppen", archief A. Vandroemme
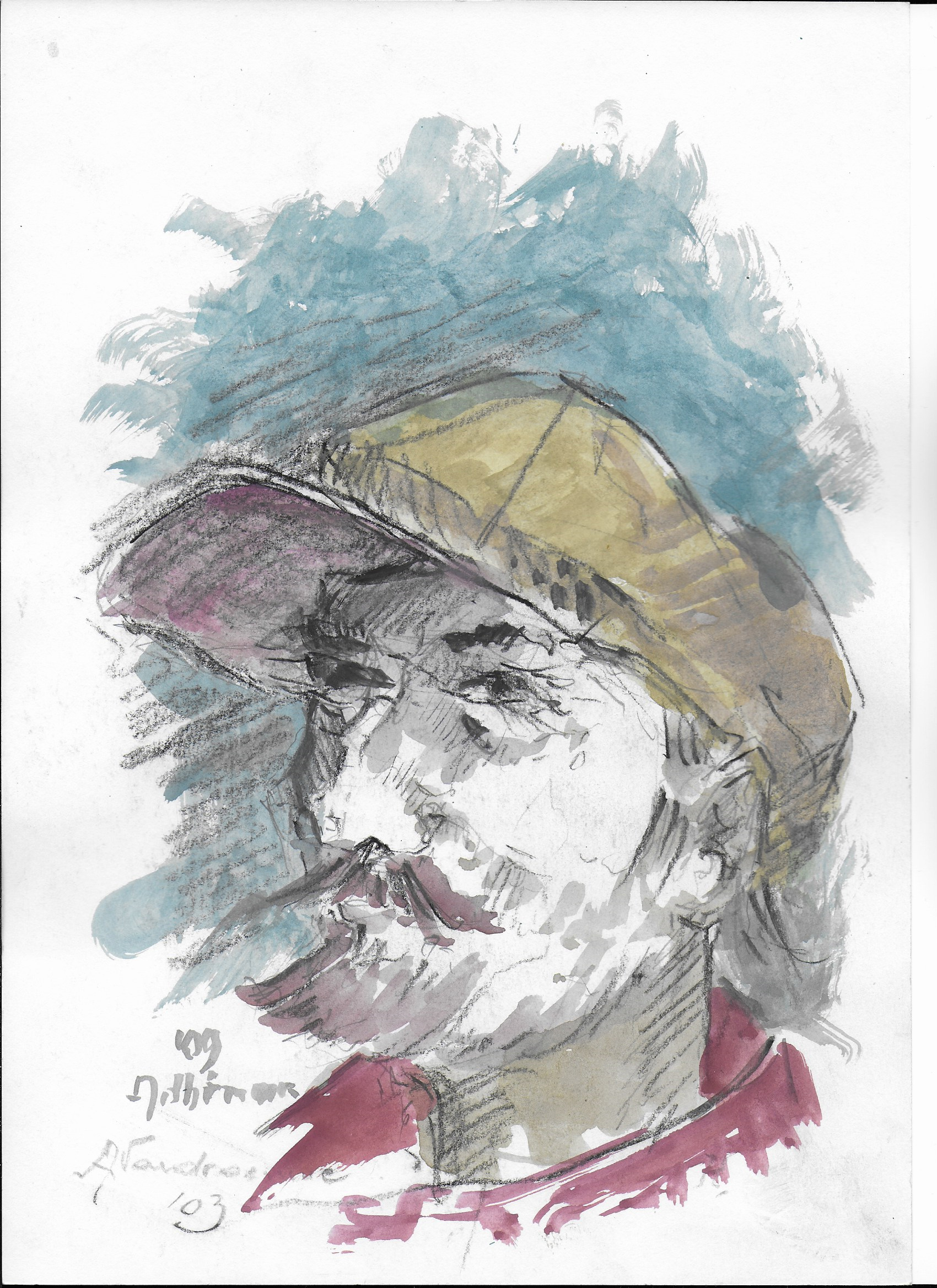
"Koppen", archief A. Vandroemme
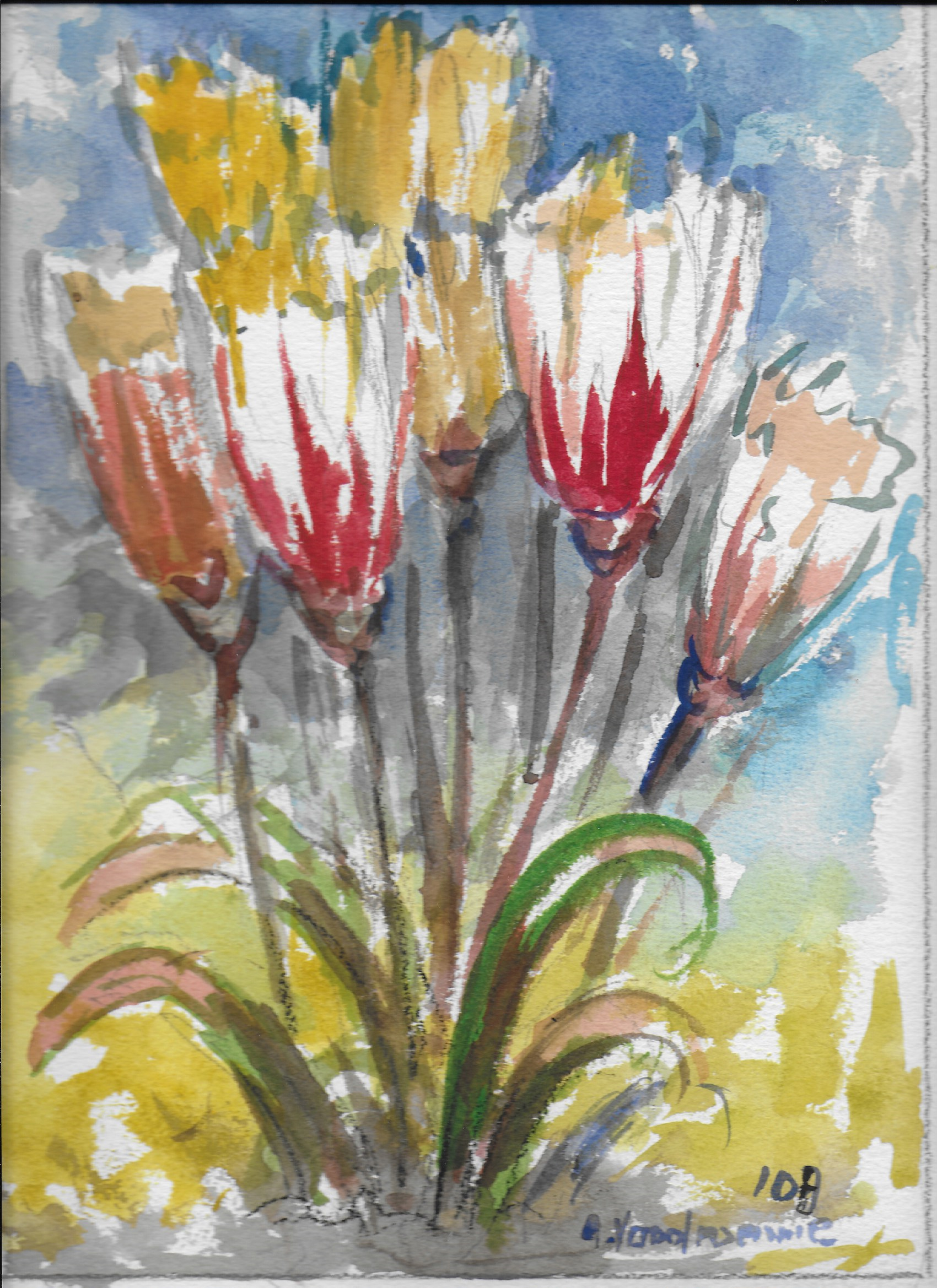
"Bloemen", archief A. Vandroemme
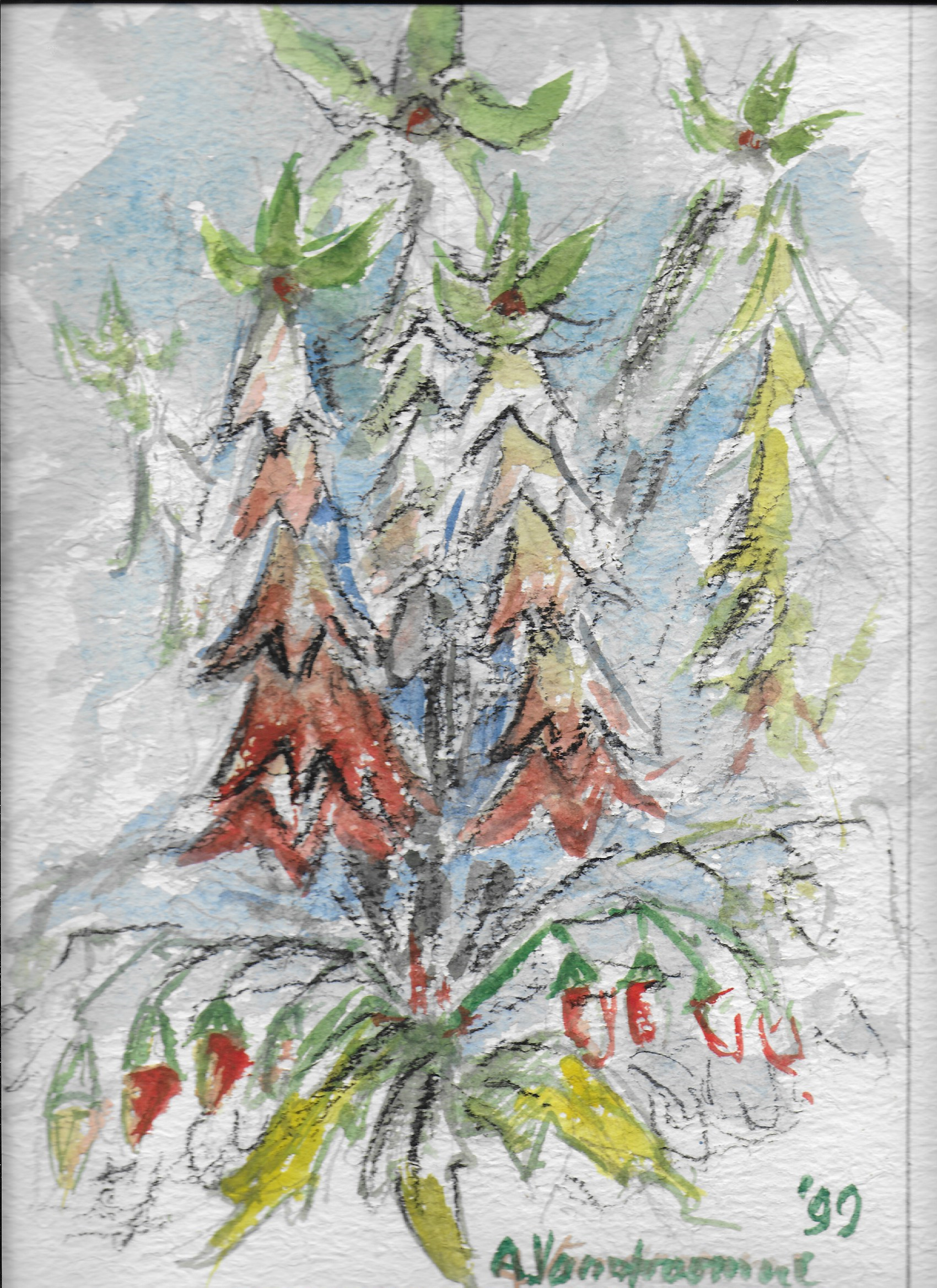
"Bloemen", archief A. Vandroemme
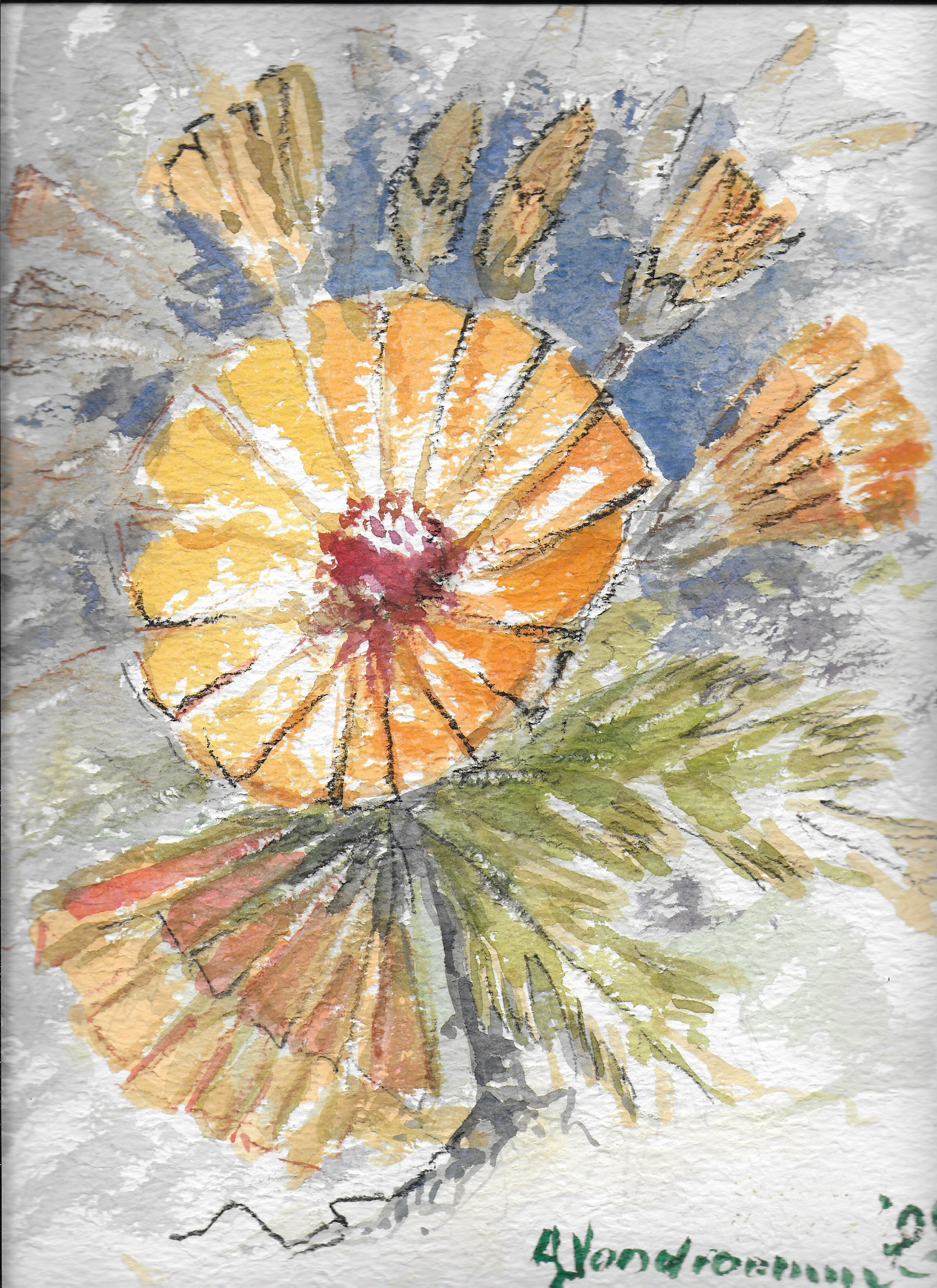
"Bloemen", archief A. Vandroemme
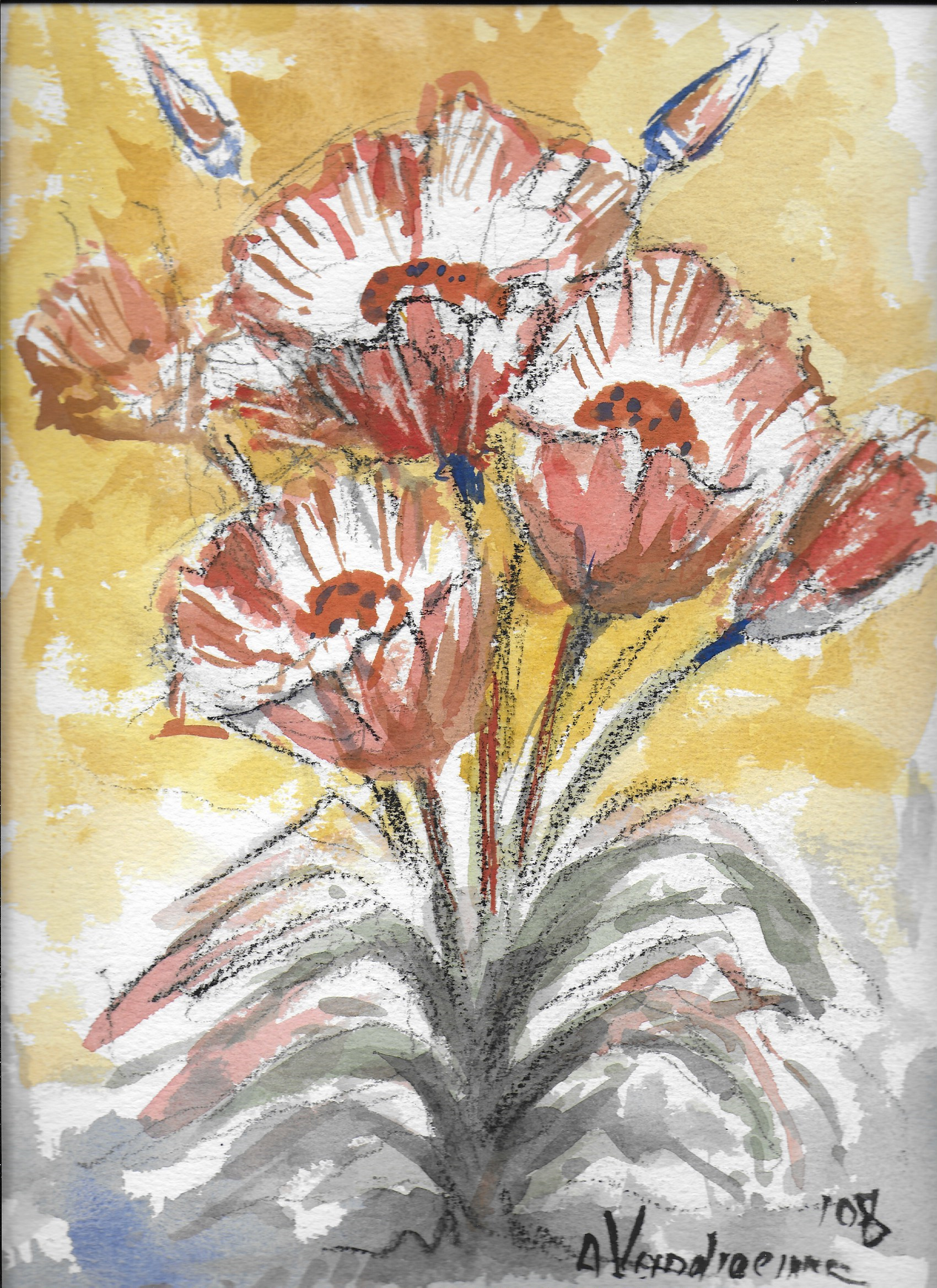
"Bloemen", archief A. Vandroemme
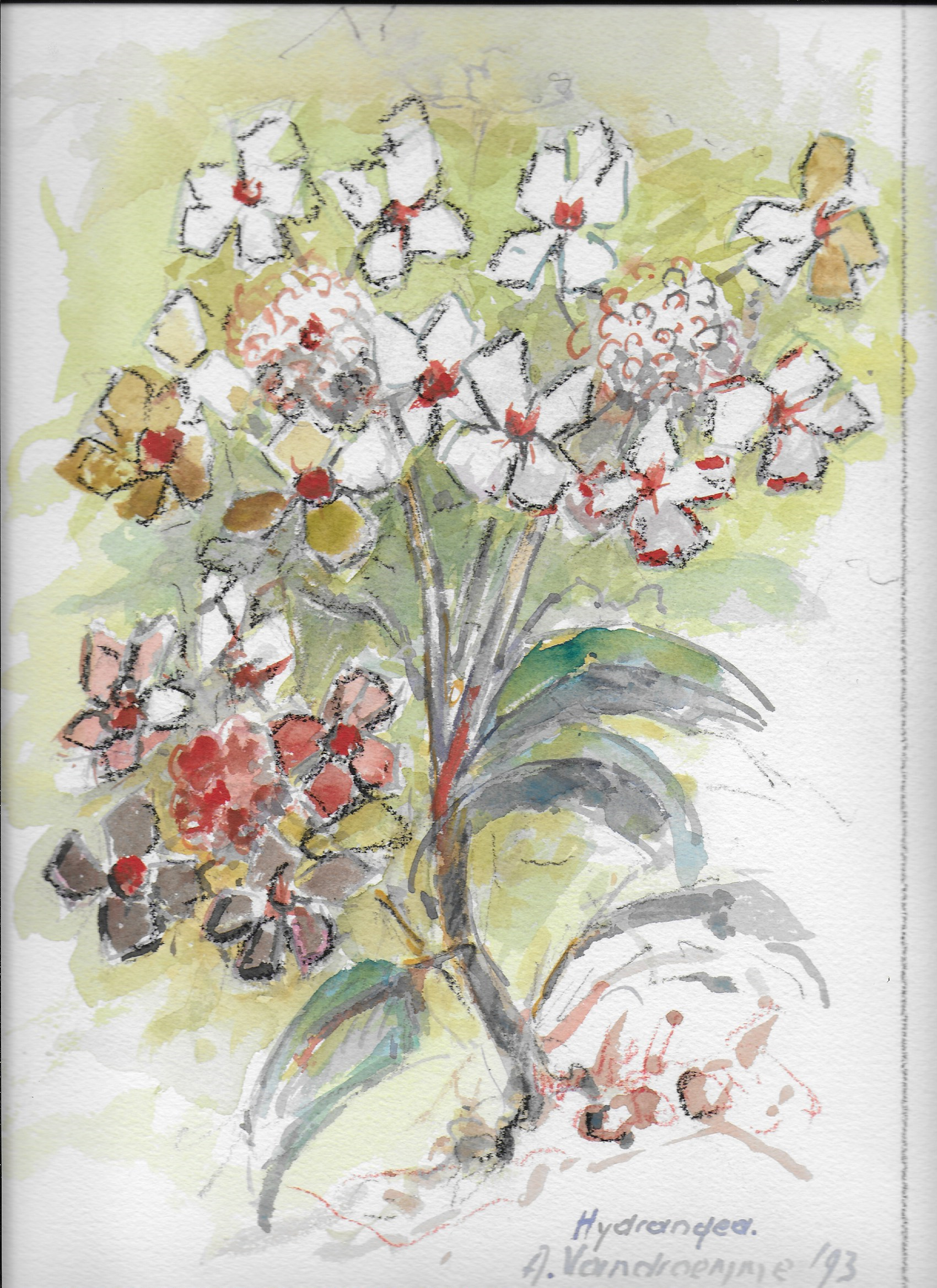
"Bloemen", archief A. Vandroemme

## Kunstschilder[2][3]

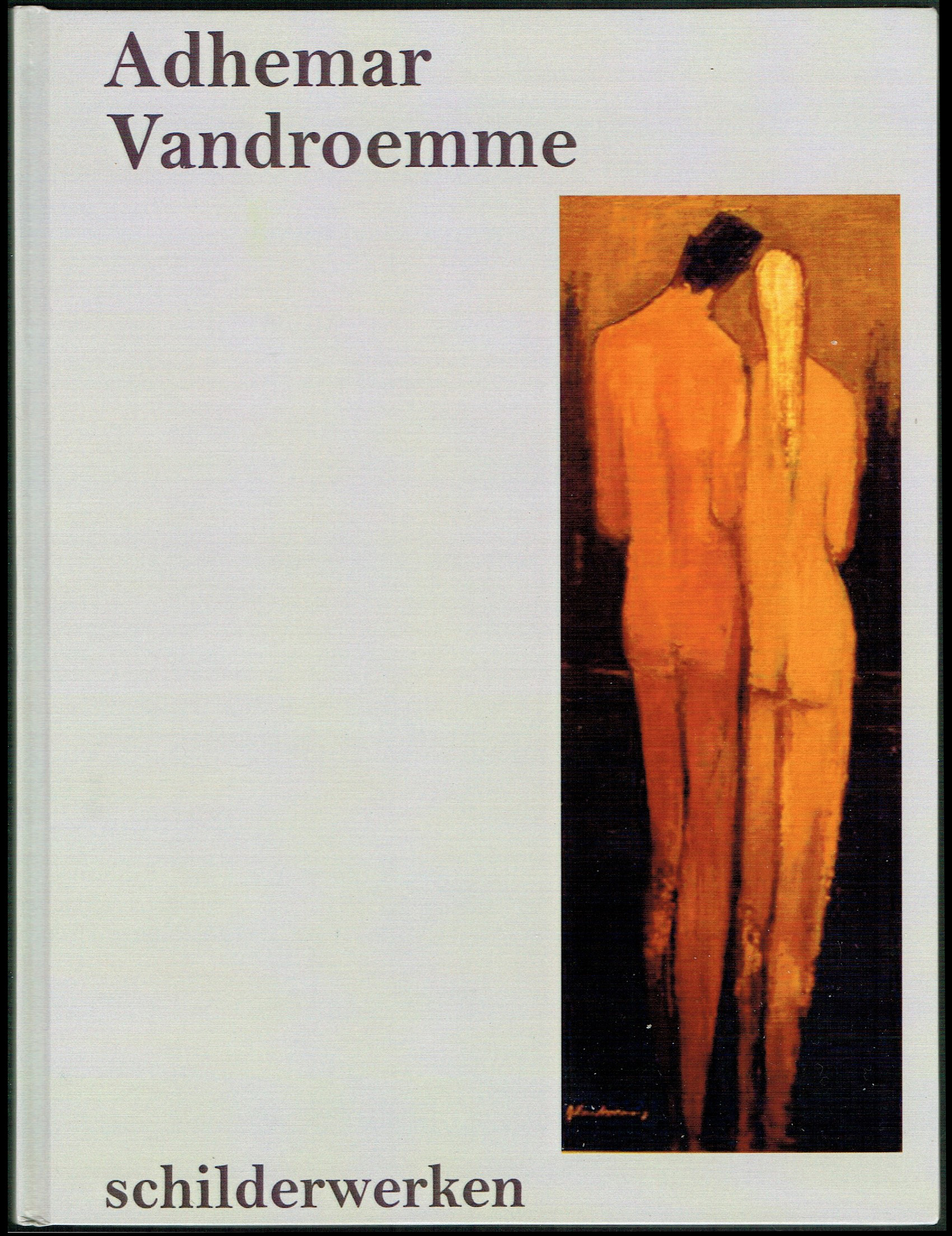
Schilderwerken, D. Vandroemme

Zijn oudste werken als kunstschilder dateren van 1942 tot 1954 en bestaan uit een reeks kleine werken. Maar door zijn contact met Eugeen Vansteenkiste schilderde hij daarna veel grotere werken, met onderwerpen uit de Germaanse mythologie.

Vroege werken
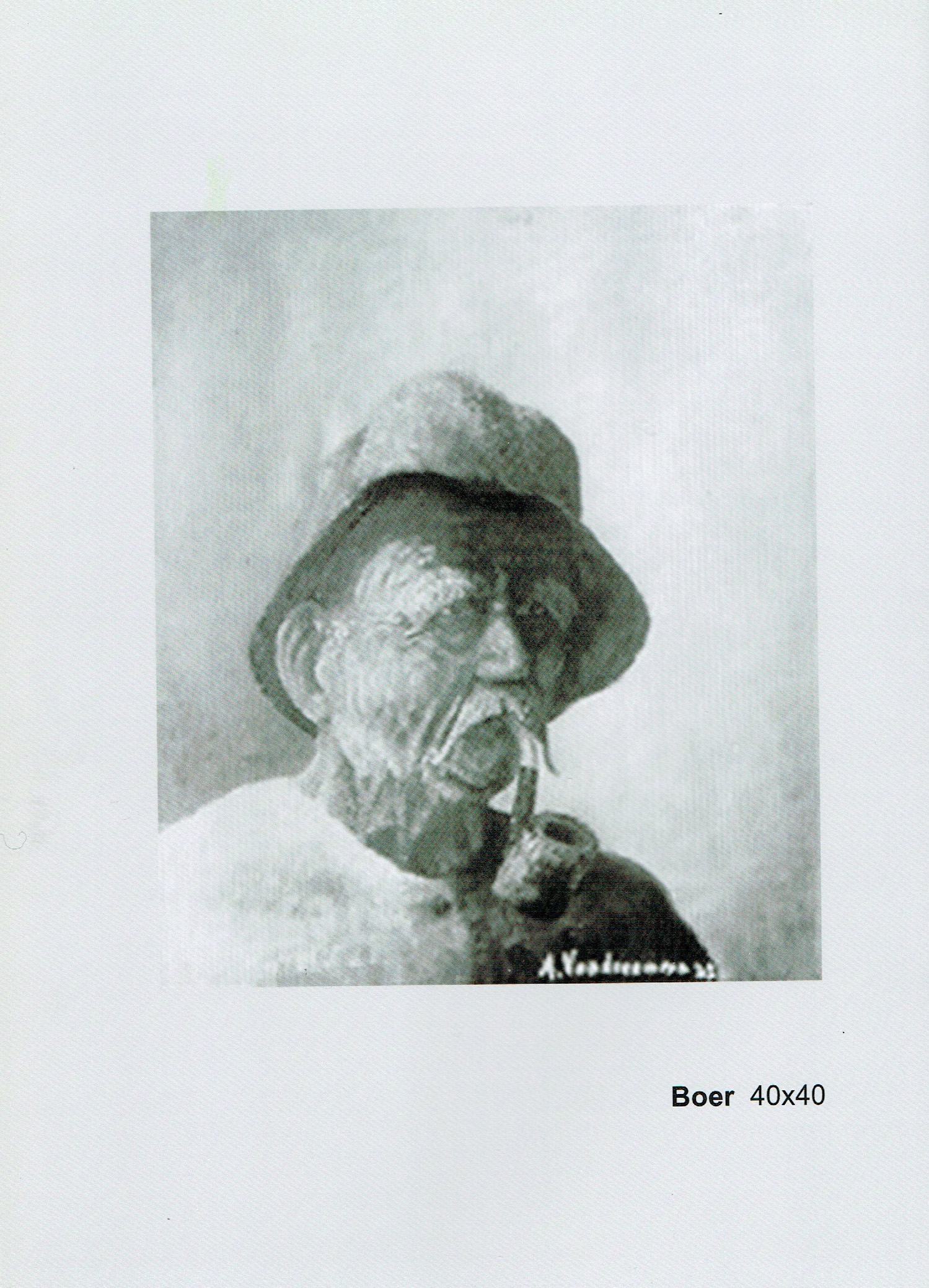
"Boer", archief A. Vandroemme
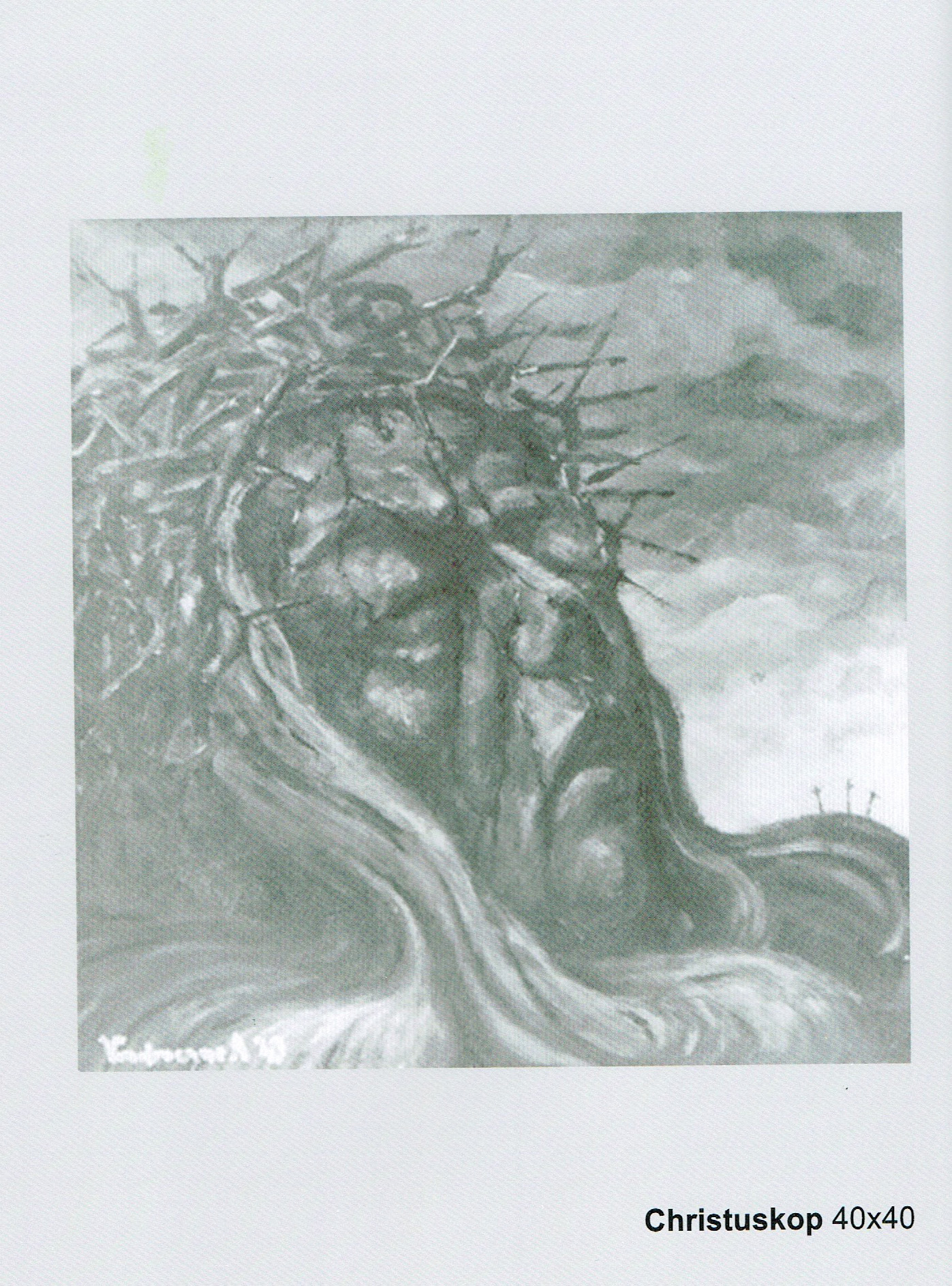
"Christuskop", archief A. Vandroemme
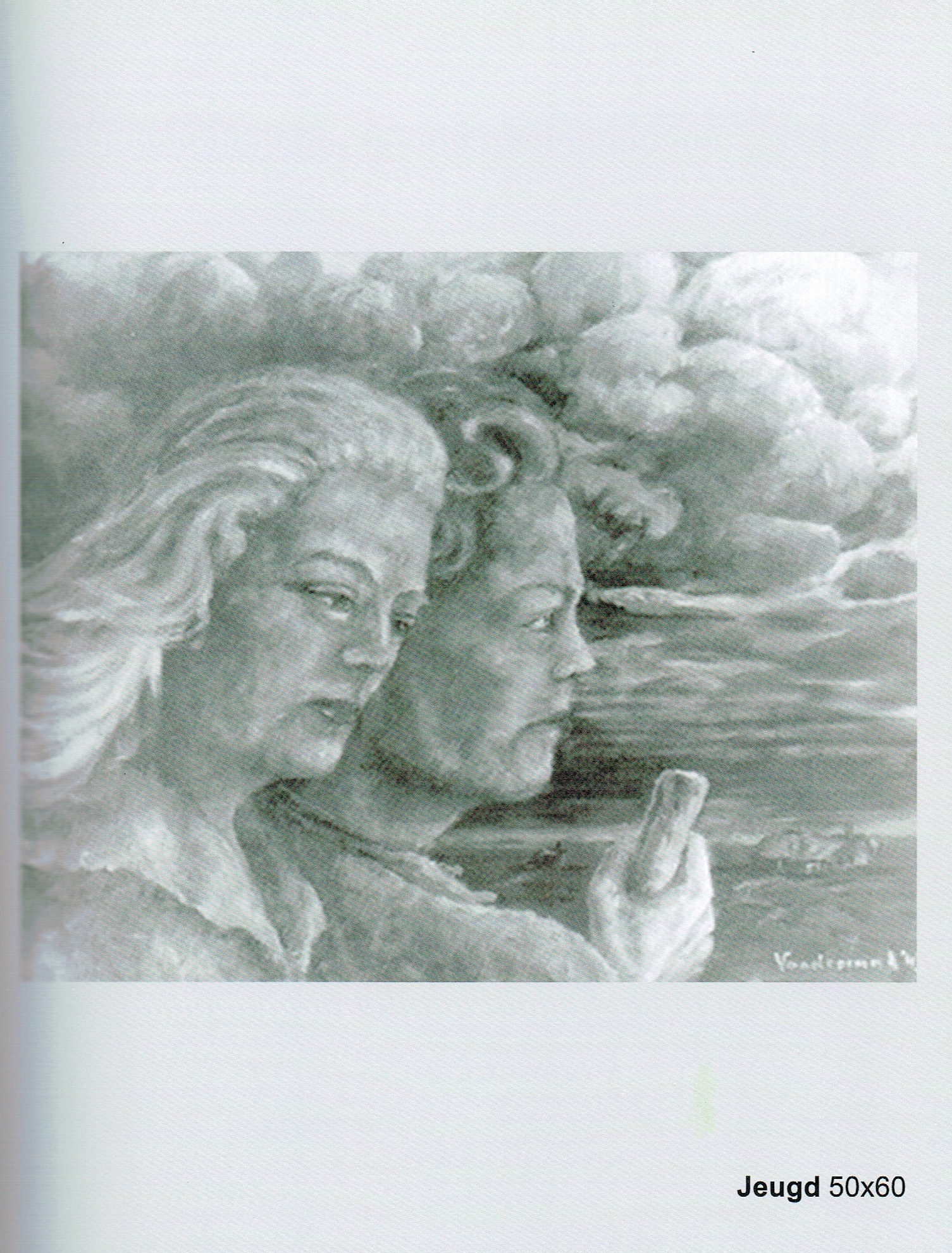
"Jeugd", archief A. Vandroemme
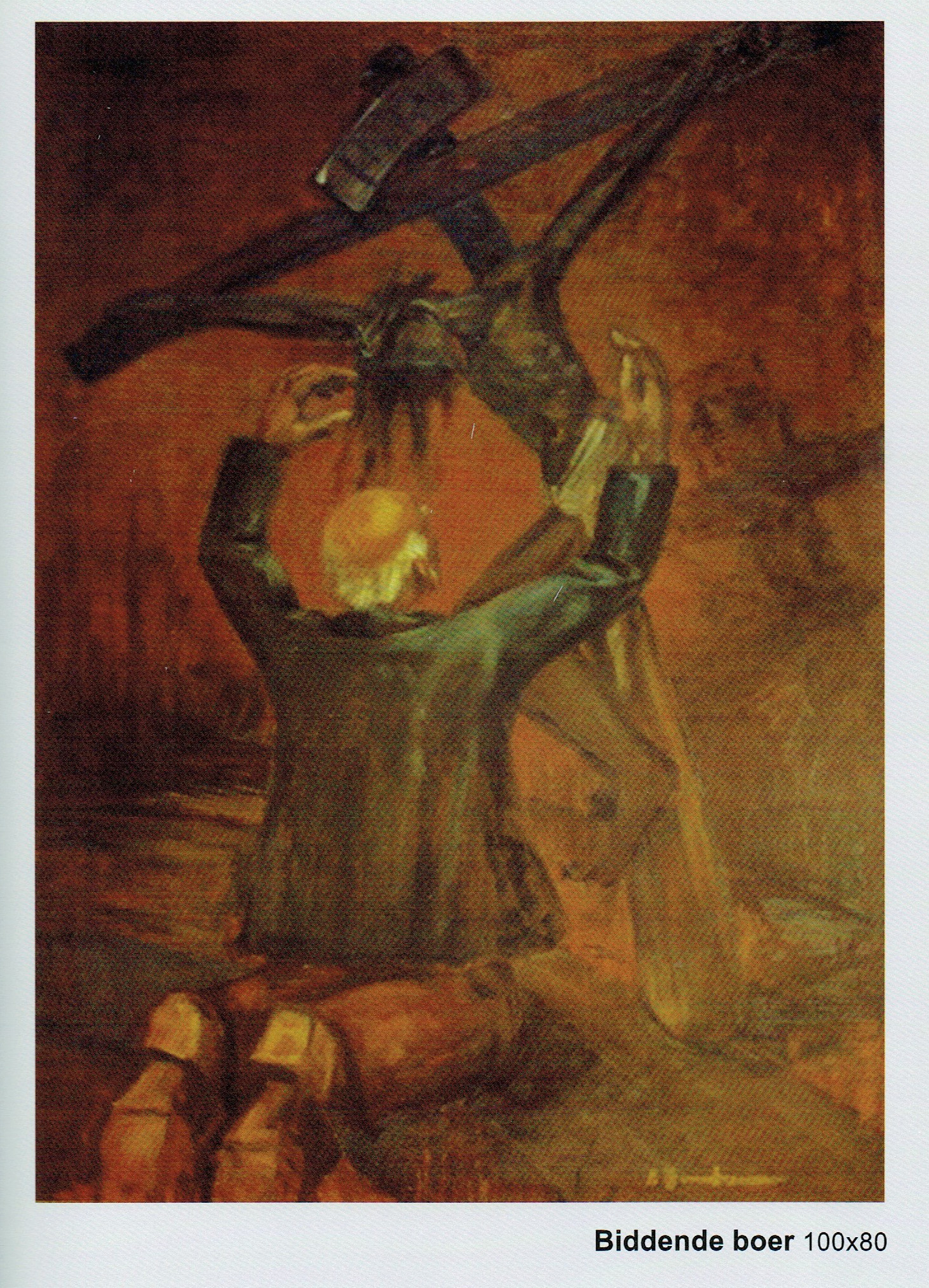
"Biddende boer", archief A. Vandroemme
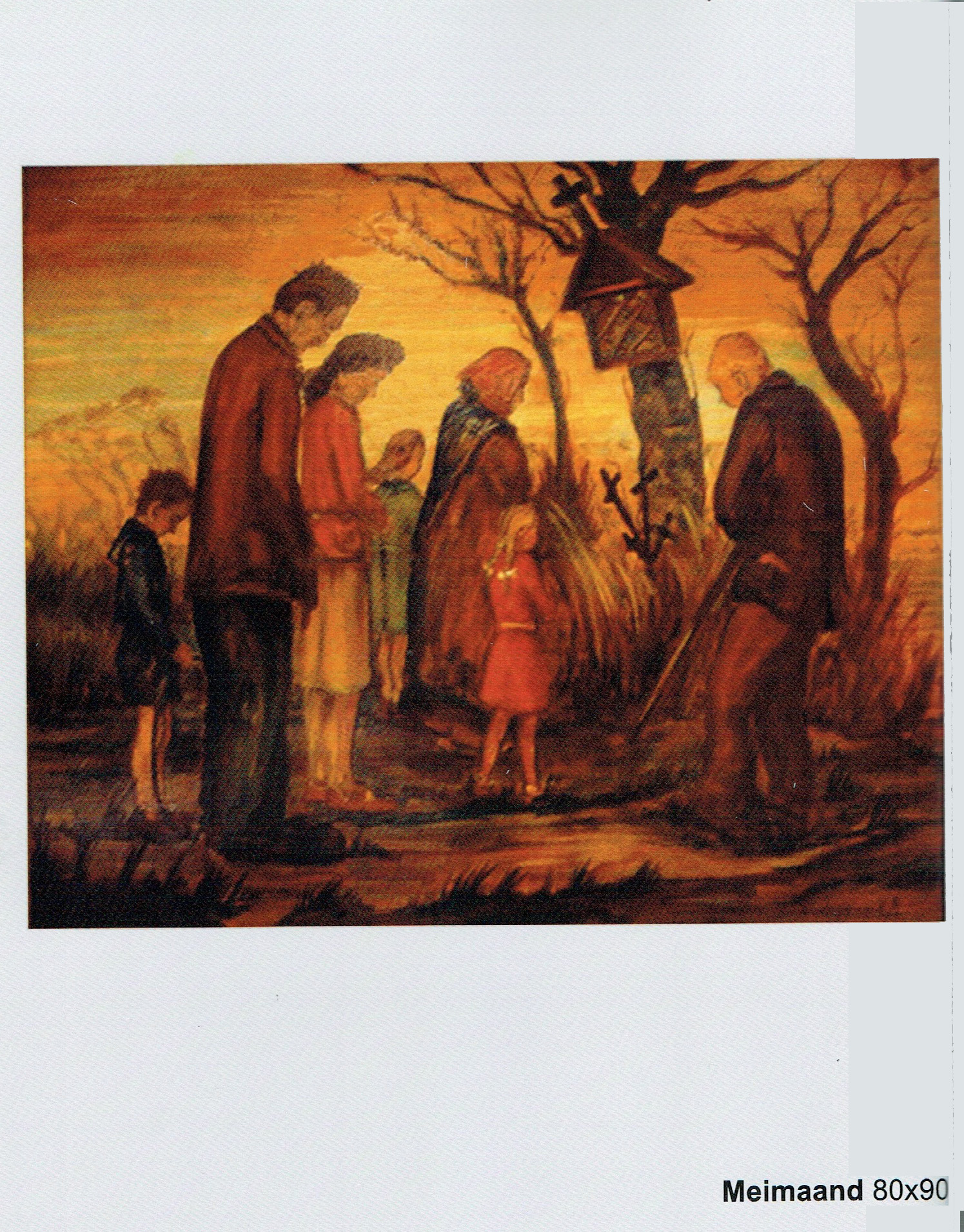
"Meimaand", archief A. Vandroemme
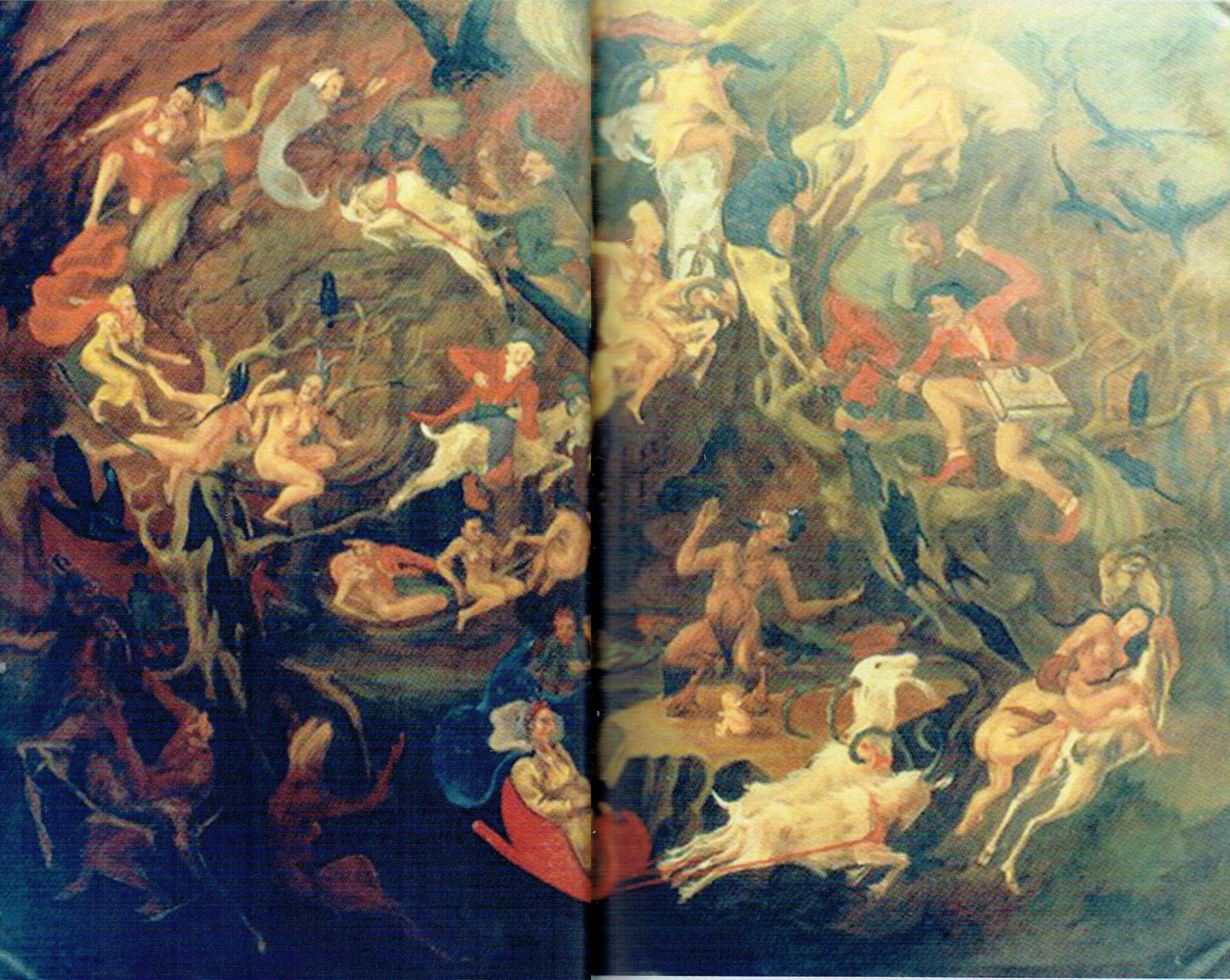
"Heksensabat", archief A. Vandroemme
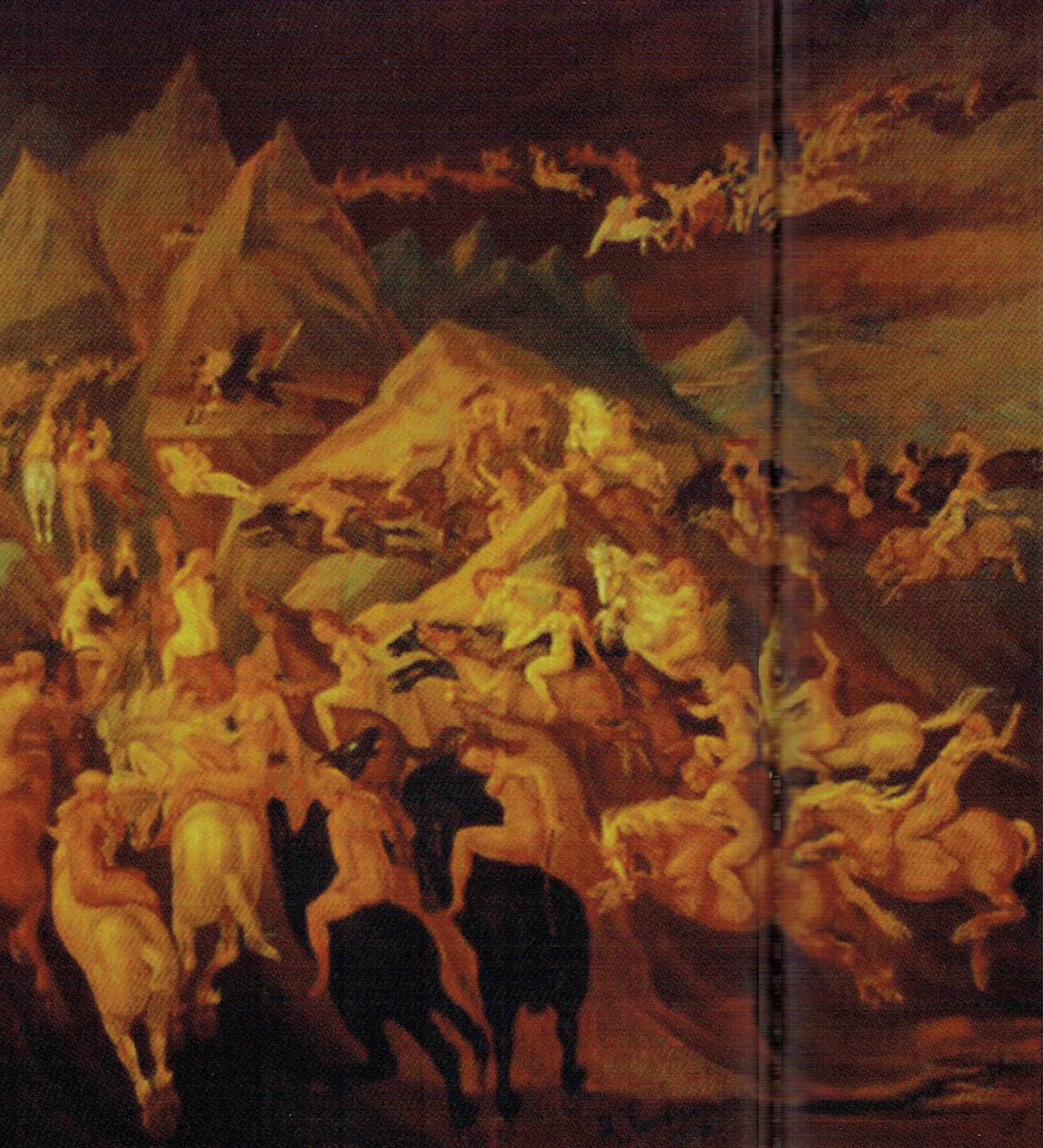
"Walkurenrit", archief A. Vandroemme

Later ontwikkelde hij een volledige eigen stijl, die te omschrijven is als expressionisme met veel symboliek.

Zijn eigen stijl
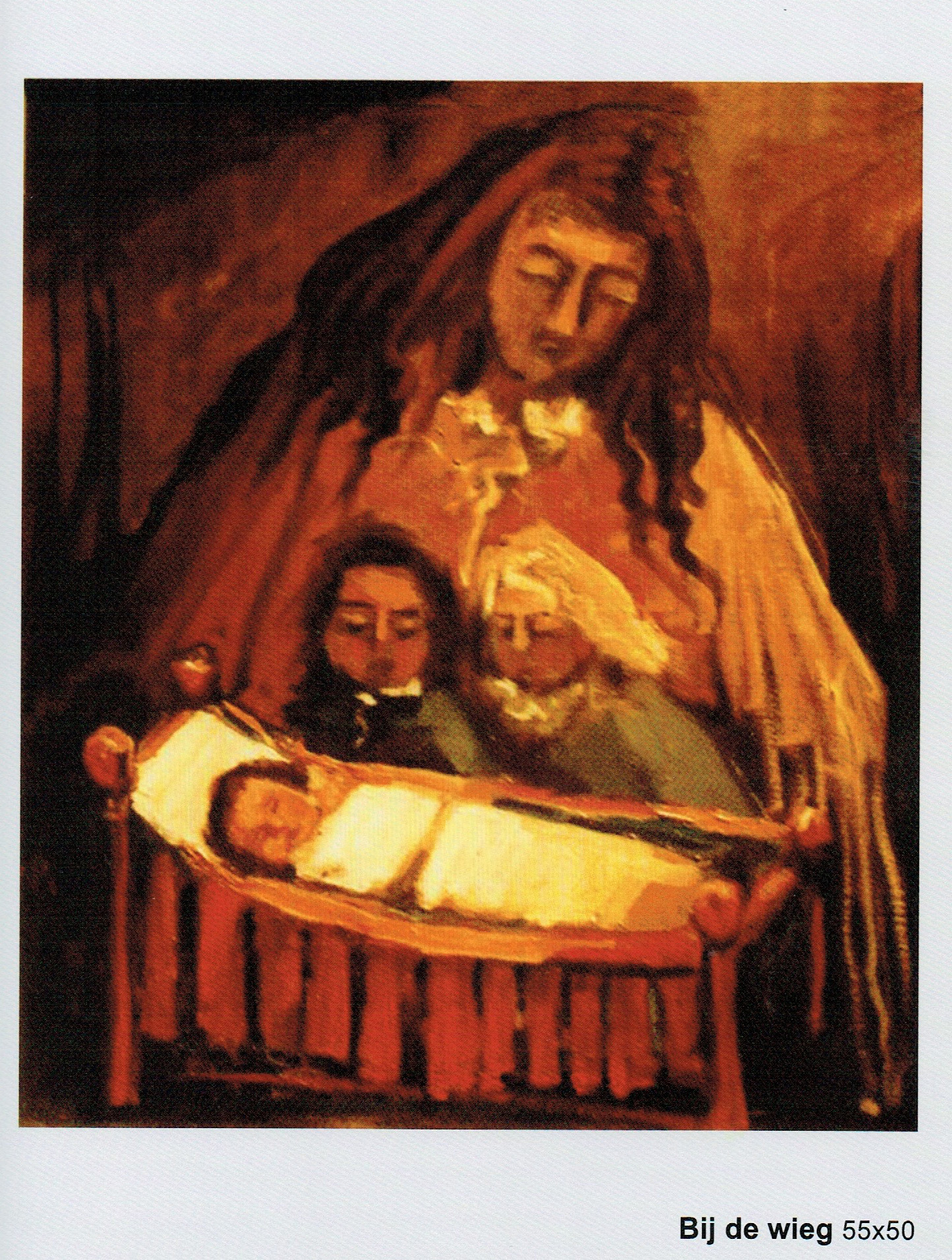
"Bij de wieg", archief A. Vandroemme
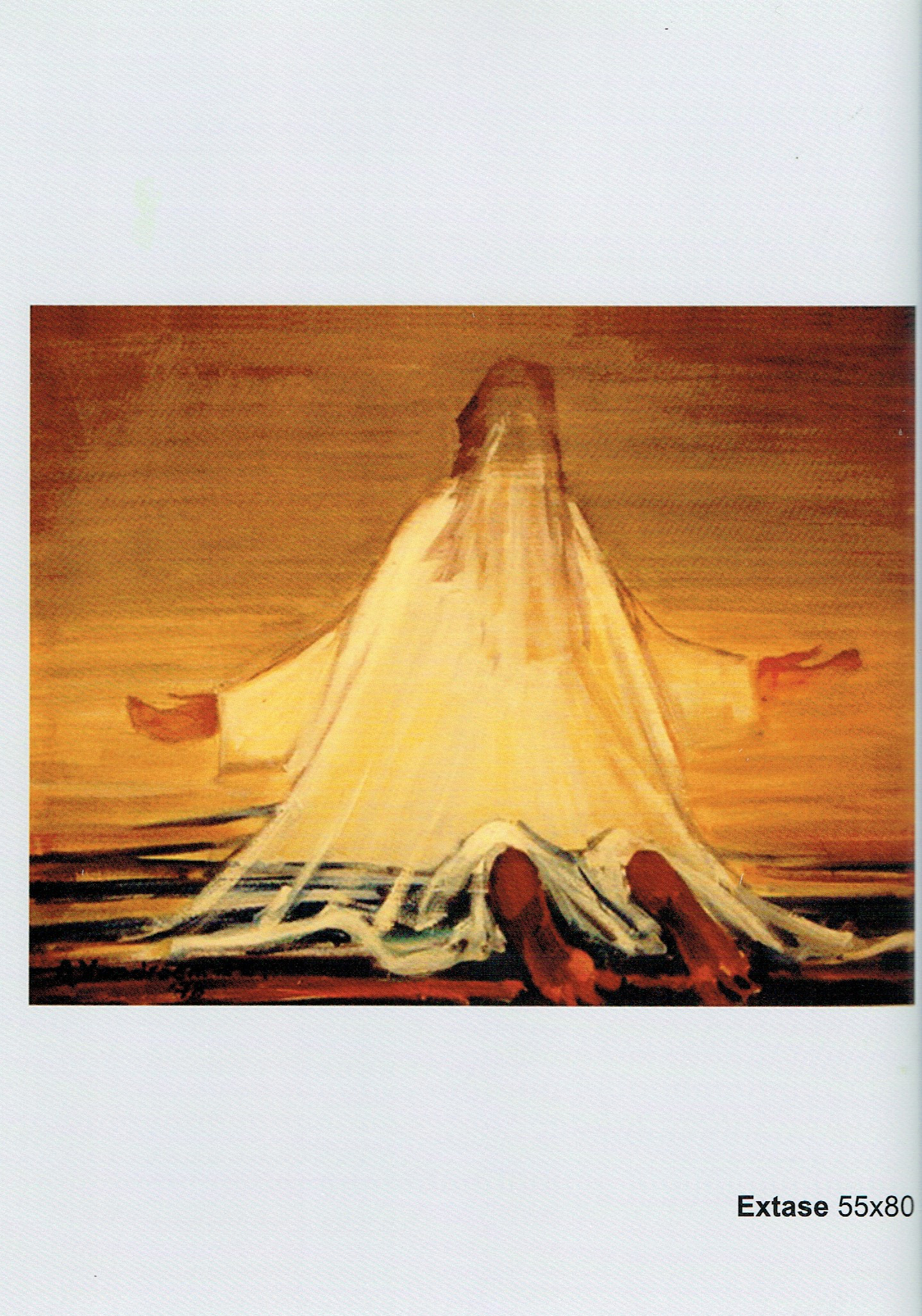
"Extase", archief A. Vandroemme
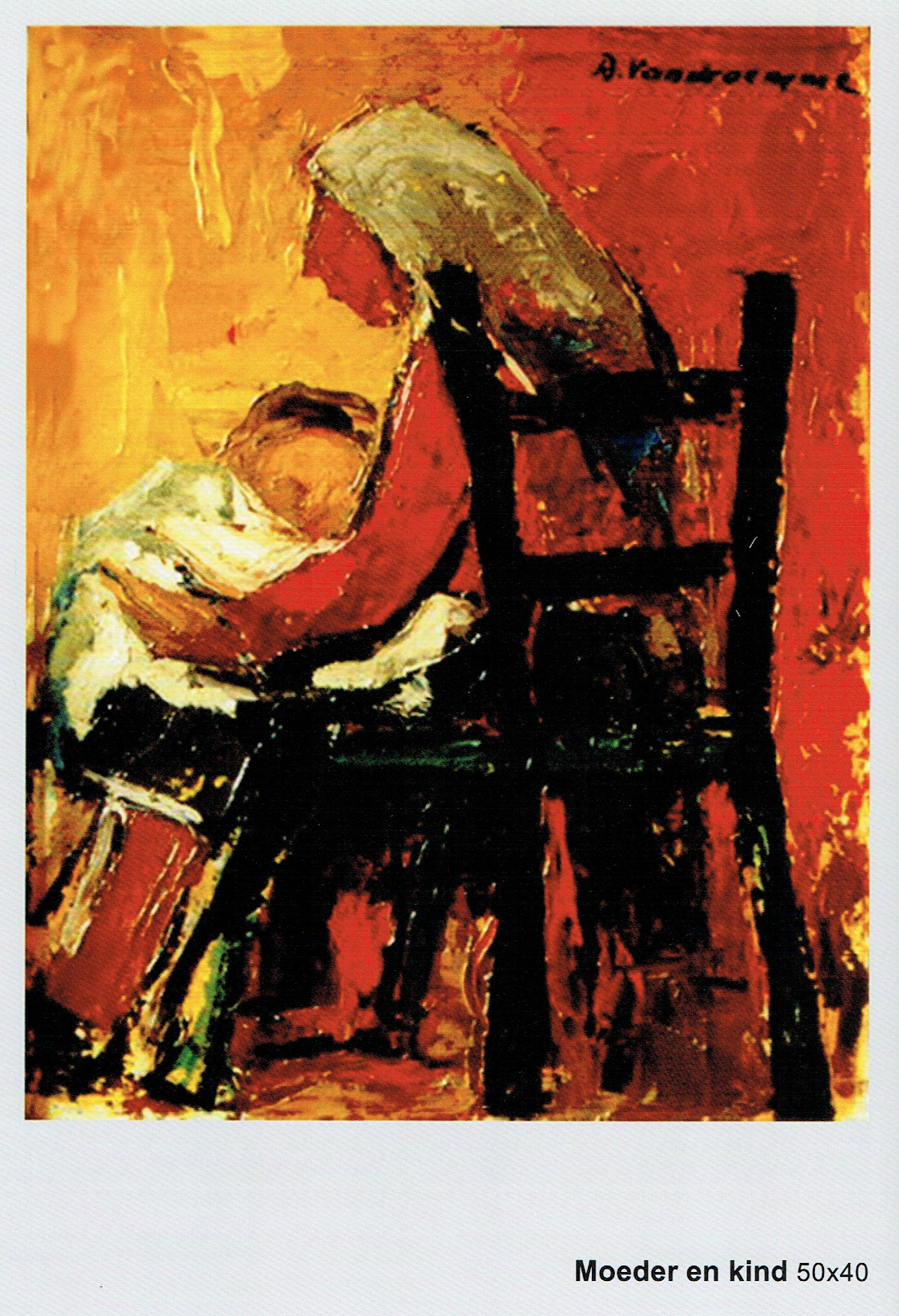
"Moeder en kind", archief A. Vandroemme
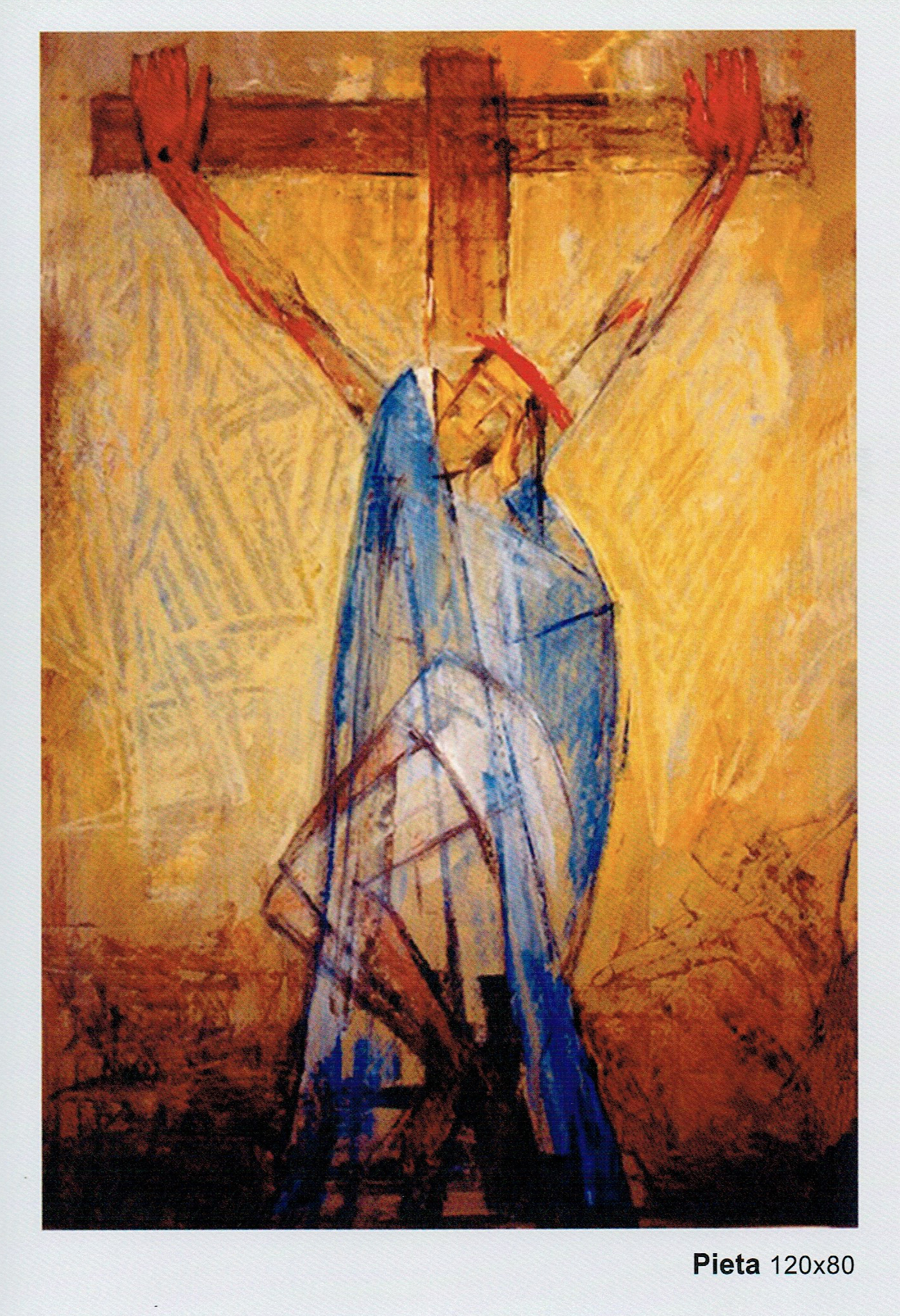
"Pieta", archief A. Vandroemme
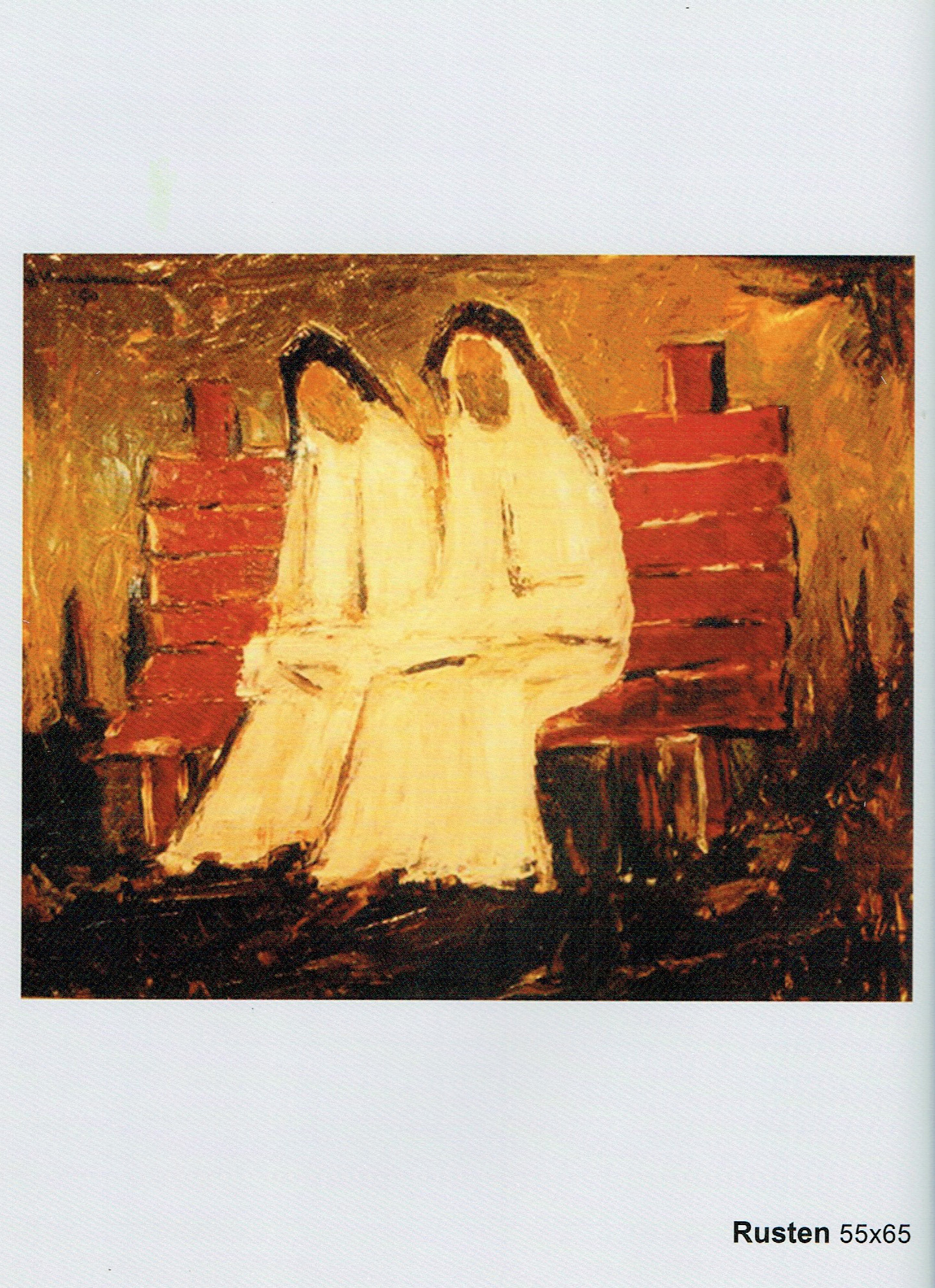
"Rusten", archief A. Vandroemme
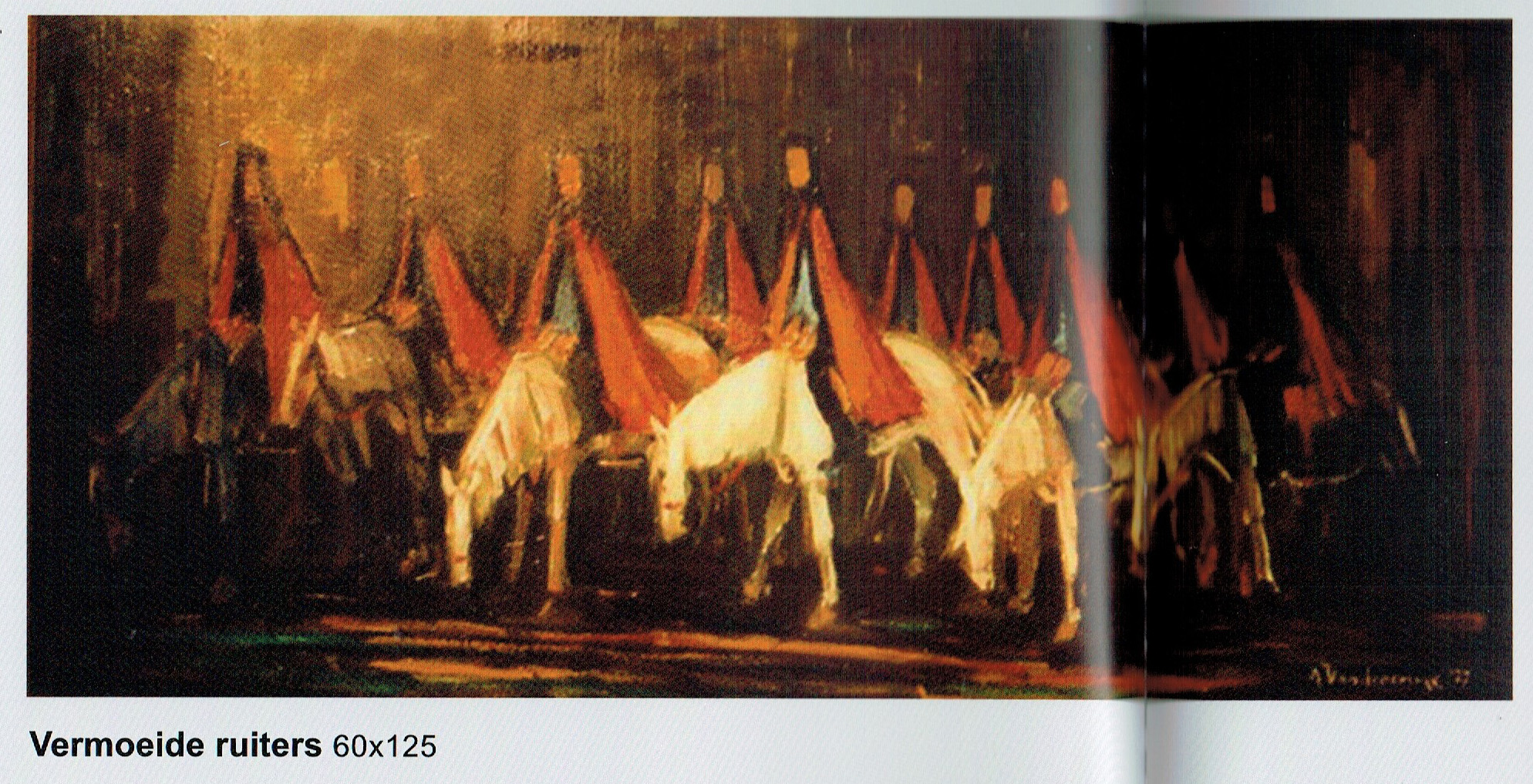
"Vermoeide ruiters", archief A. Vandroemme
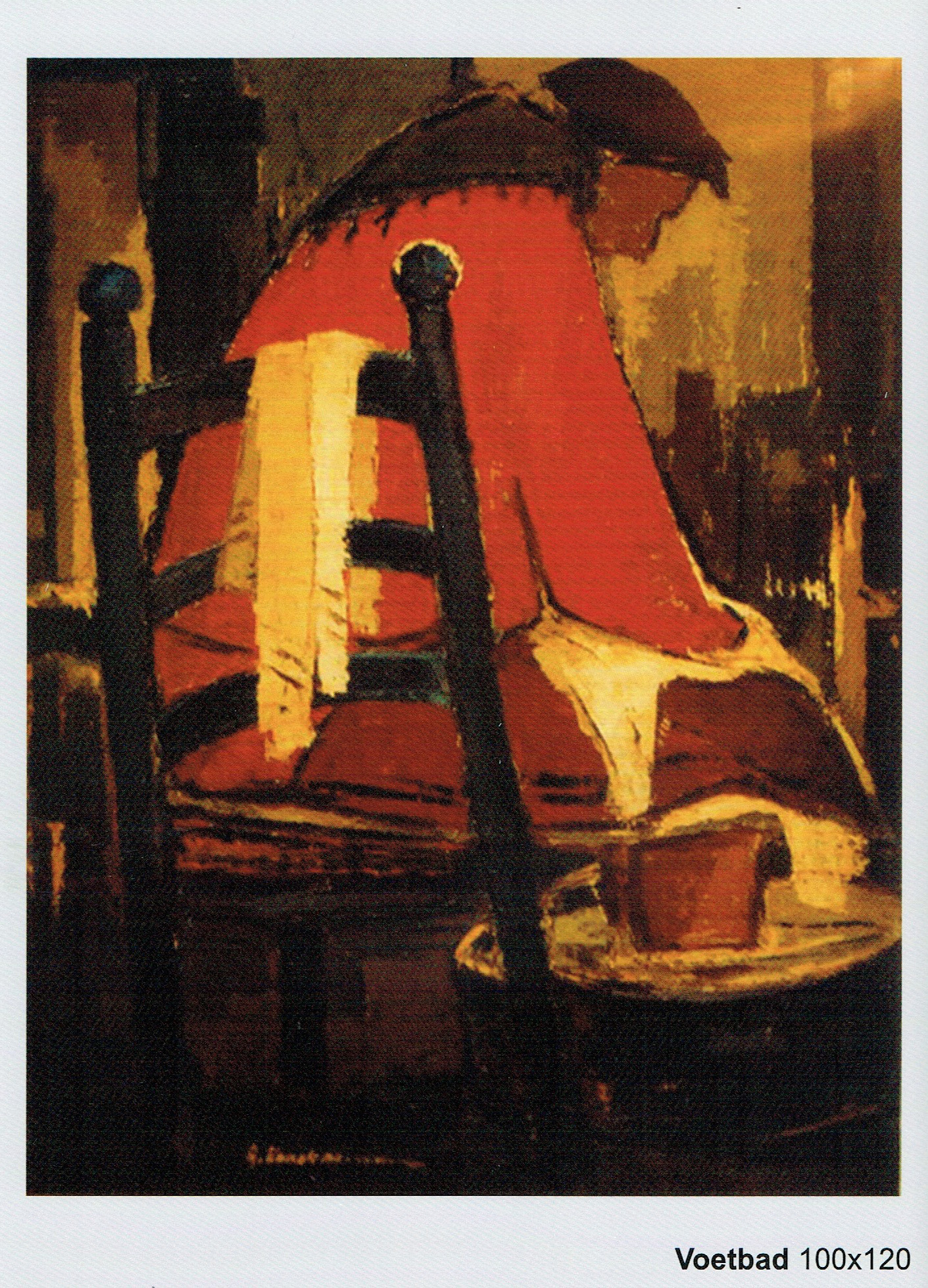
"Voetbad", archief A. Vandroemme
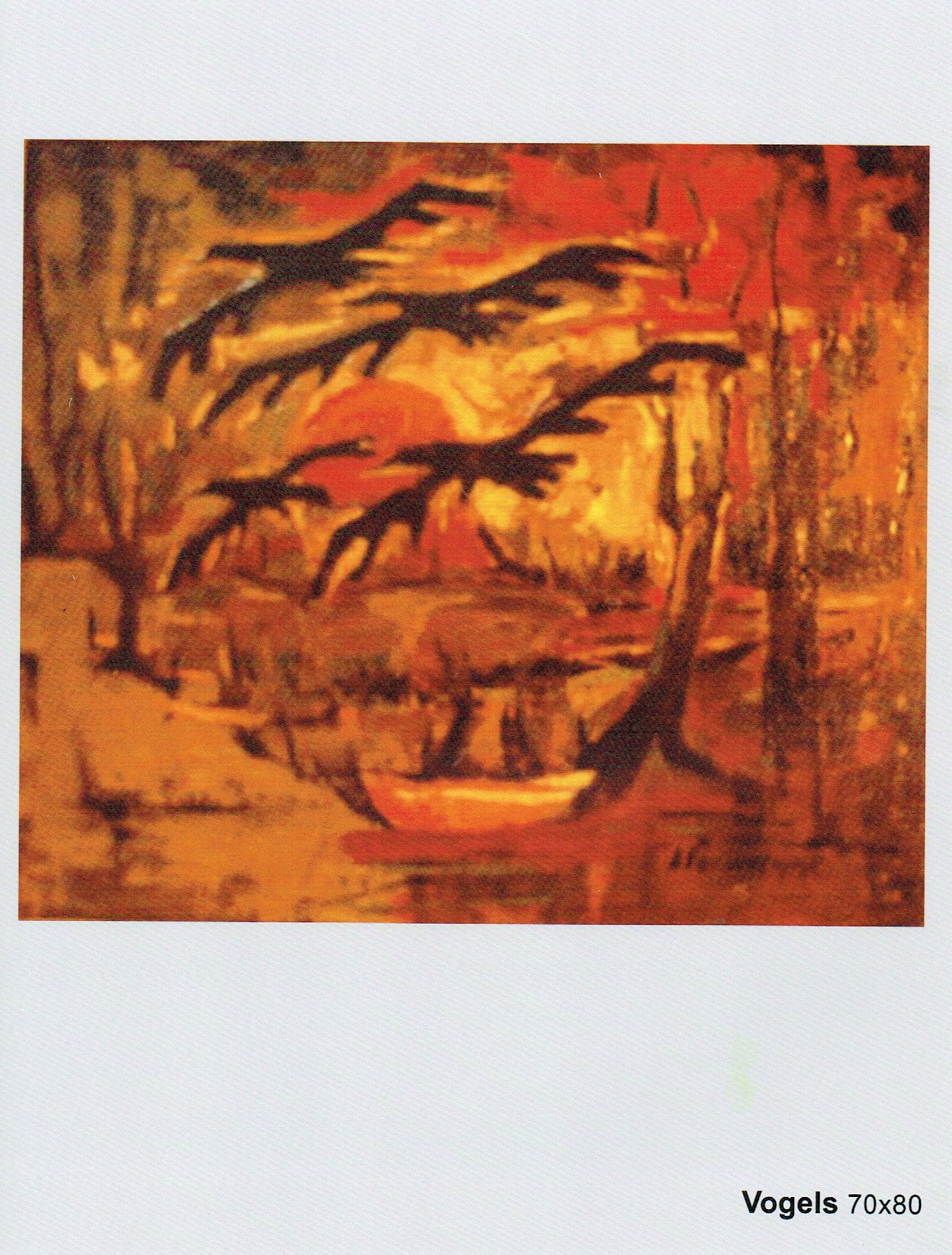
"Vogels", archief A. Vandroemme
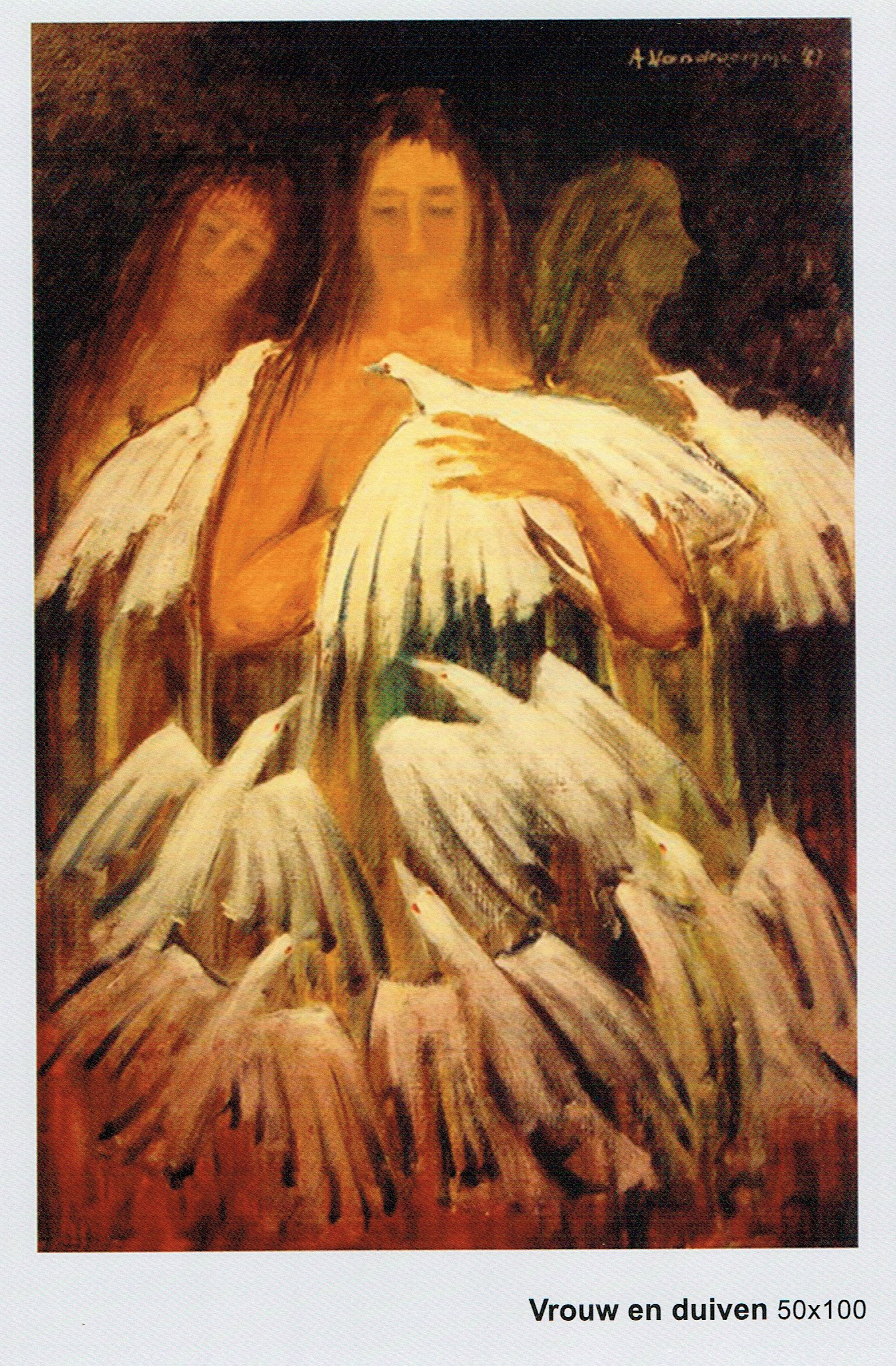
"Vrouw en duiven", archief A. Vandroemme
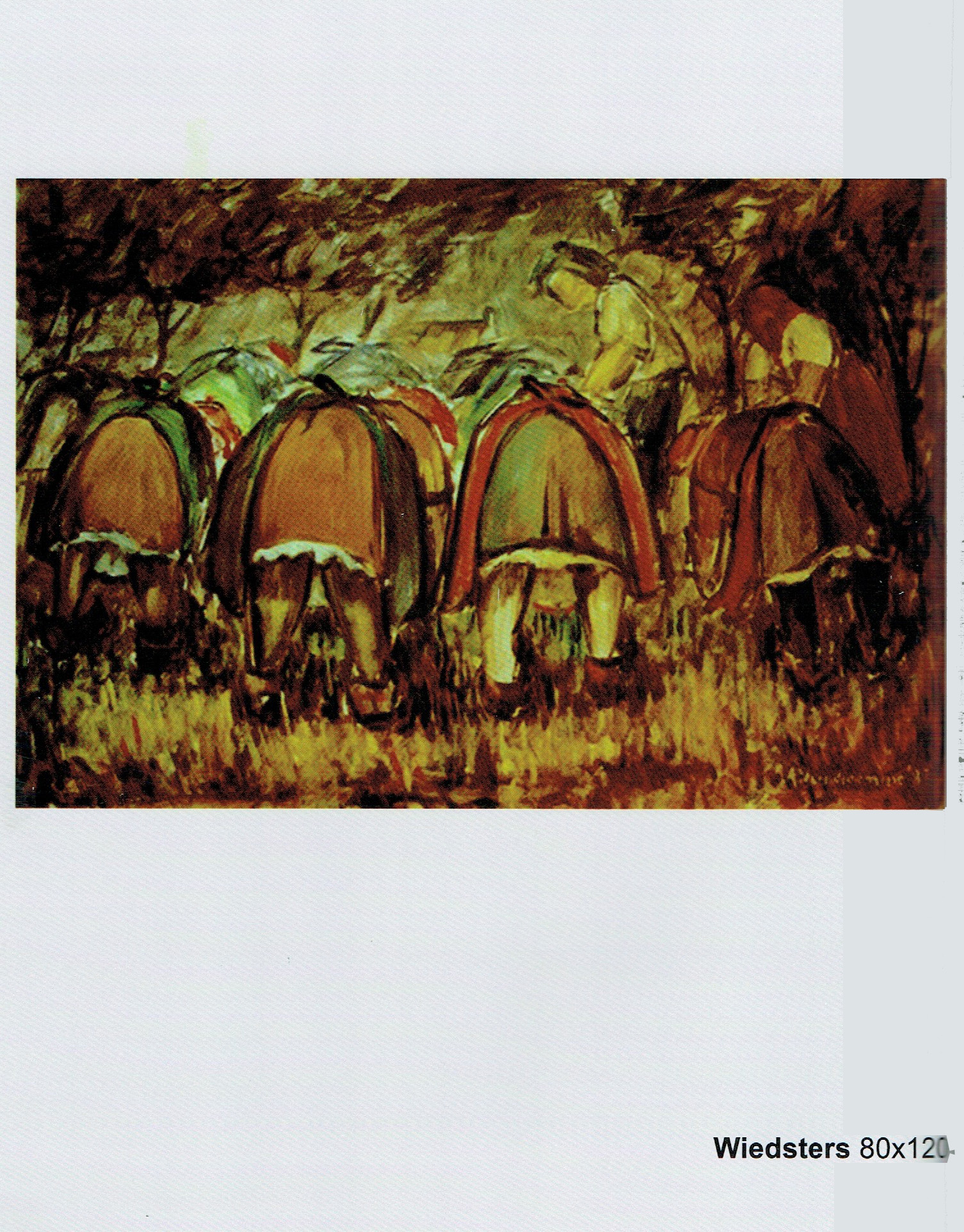
"Wiedsters", archief A. Vandroemme

Als monumentaal werk springt vooral het werk "Catechese" (7m op 12m) in het oog, dit werk is het altaarstuk voor de kapel van het VTI te Ieper.
Al medeoprichter van kunstkring "Hoppeland" kwam hij in contact met een aantal andere schilders. De meest bekende onder hen was Gerard Vermeersch (1923-1974). Deze ontmoeting  resulteerde in een levenslange vriendschap. In de beginjaren organiseerden ze samen tentoonstellingen  en gingen ze  met de schildersezel op pad, om het West-Vlaamse heuvelland te verkennen. Later gingen ze samen kamperen in het Italiaanse Porlezza aan het Lugano meer, waar ze hun namiddagen vulden met het schilderen van Italiaanse dorpen en landschappen.

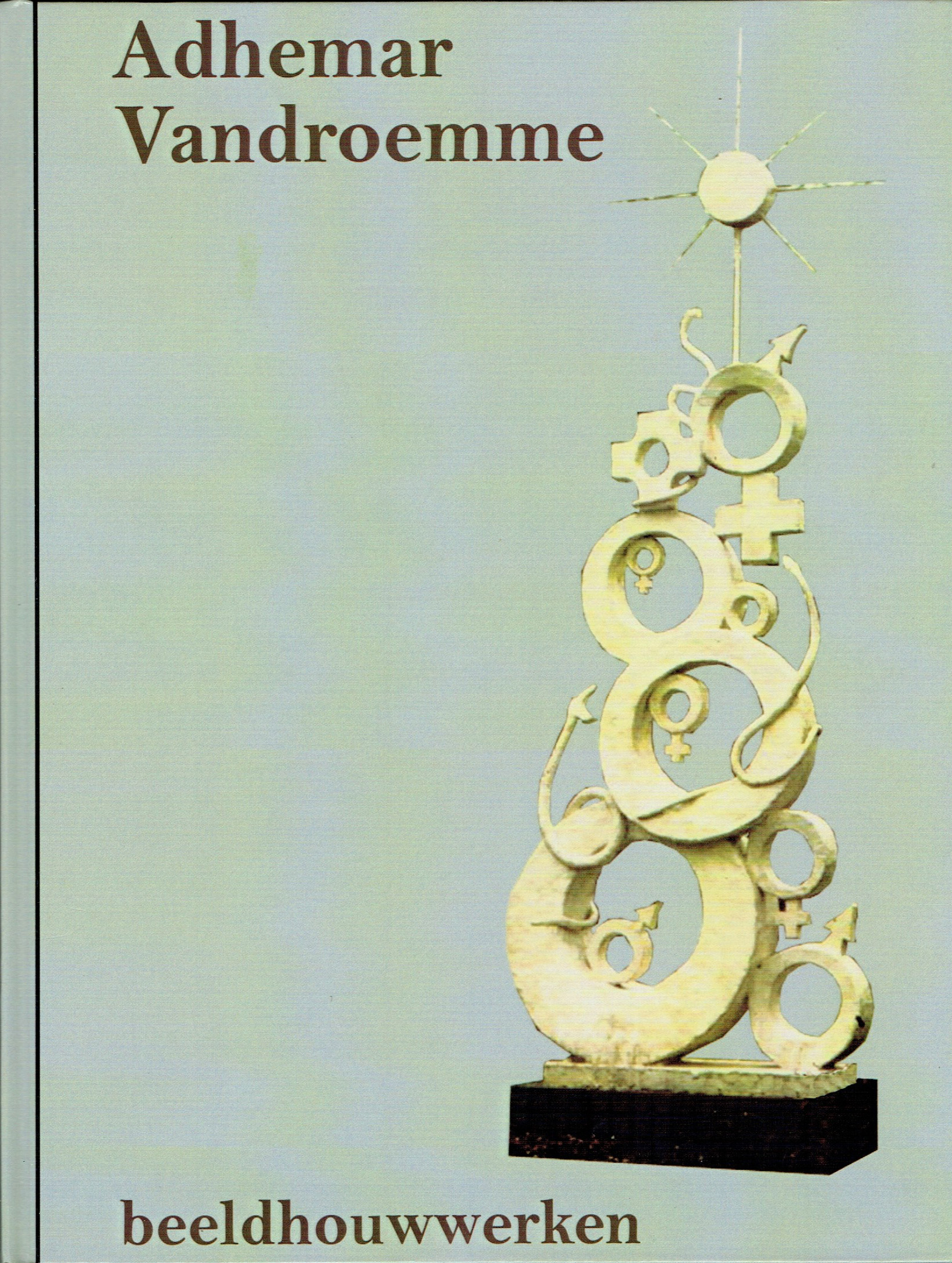
Beeldhouwwerken, D. Vandroemme

Het grootste deel van zijn schilderwerken is verzameld in een fotoboek gemaakt ter gelegenheid van zijn 85ste verjaardag (niet uitgegeven)met foto's uit zijn eigen archief, jammer genoeg  zijn de foto's uit de jaren 40 en 50  in zwart-wit .

## Kunstsmid[6][7][8]
Het grootste deel van zijn beeldhouwwerken is verzameld in een fotoboek gemaakt ter gelegenheid van zijn 90ste verjaardag (niet uitgegeven) met foto's uit zijn eigen archief. De foto's werden bewerkt om de achtergronden te laten verdwijnen.
Zijn eerste stappen als beeldhouwer zette hij in de periode 1945-1950 met het maken van plaasteren beelden, afgegoten van beelden gemaakt uit boetseerklei. 

Gips
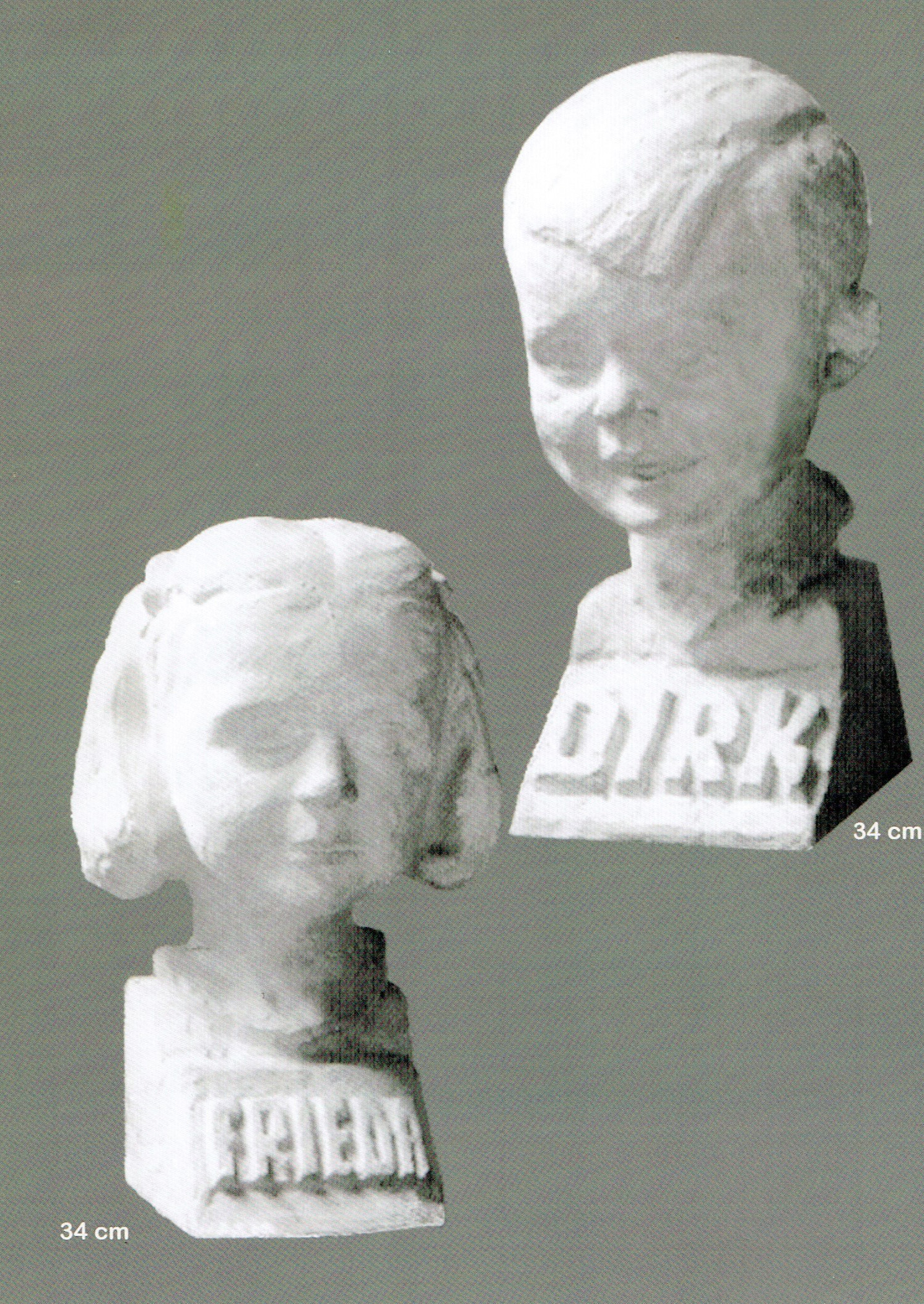
"Frieda-Dirk", archief A. Vandroemme
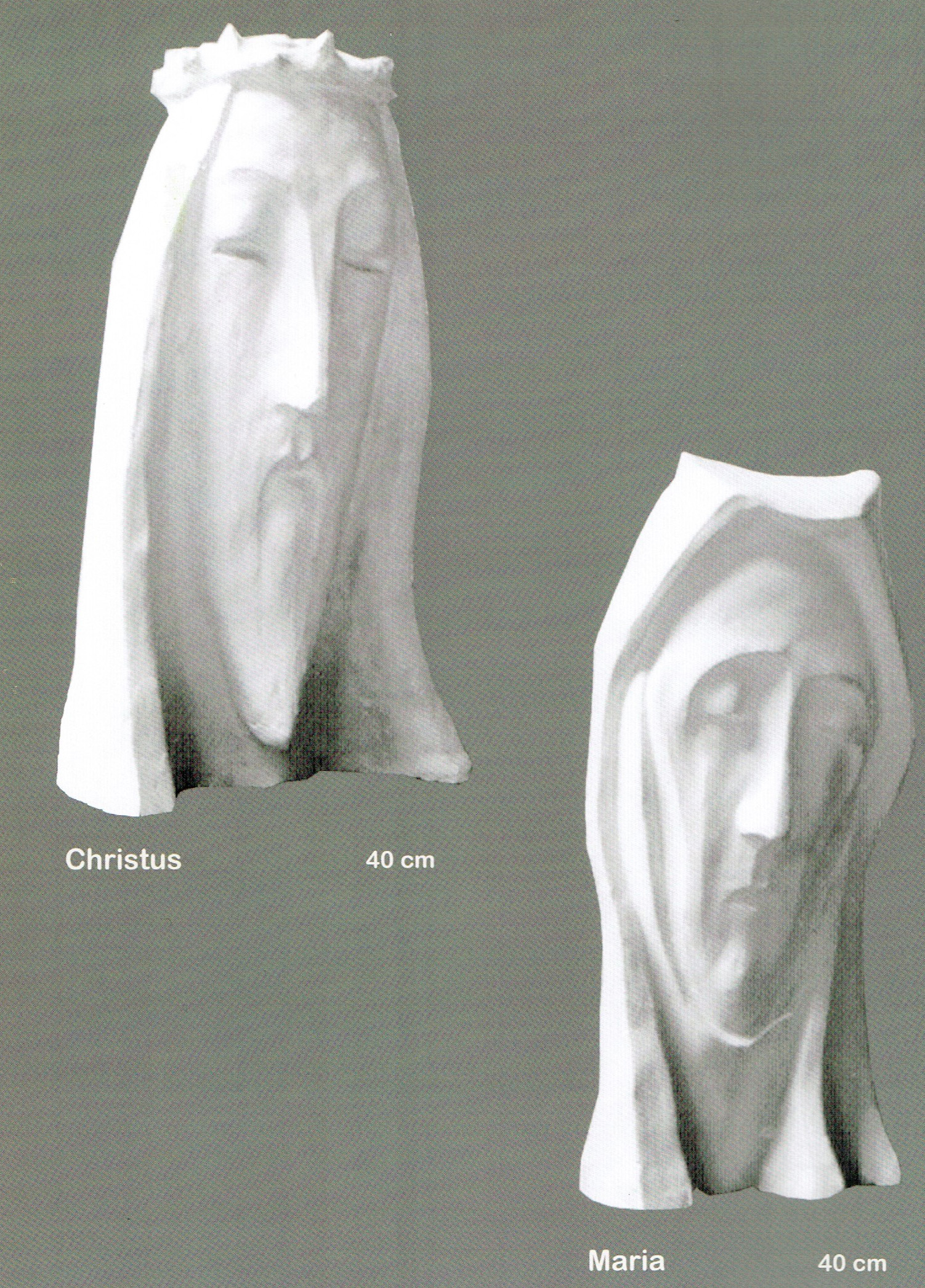
"Christus-Maria", archief A. Vandroemme
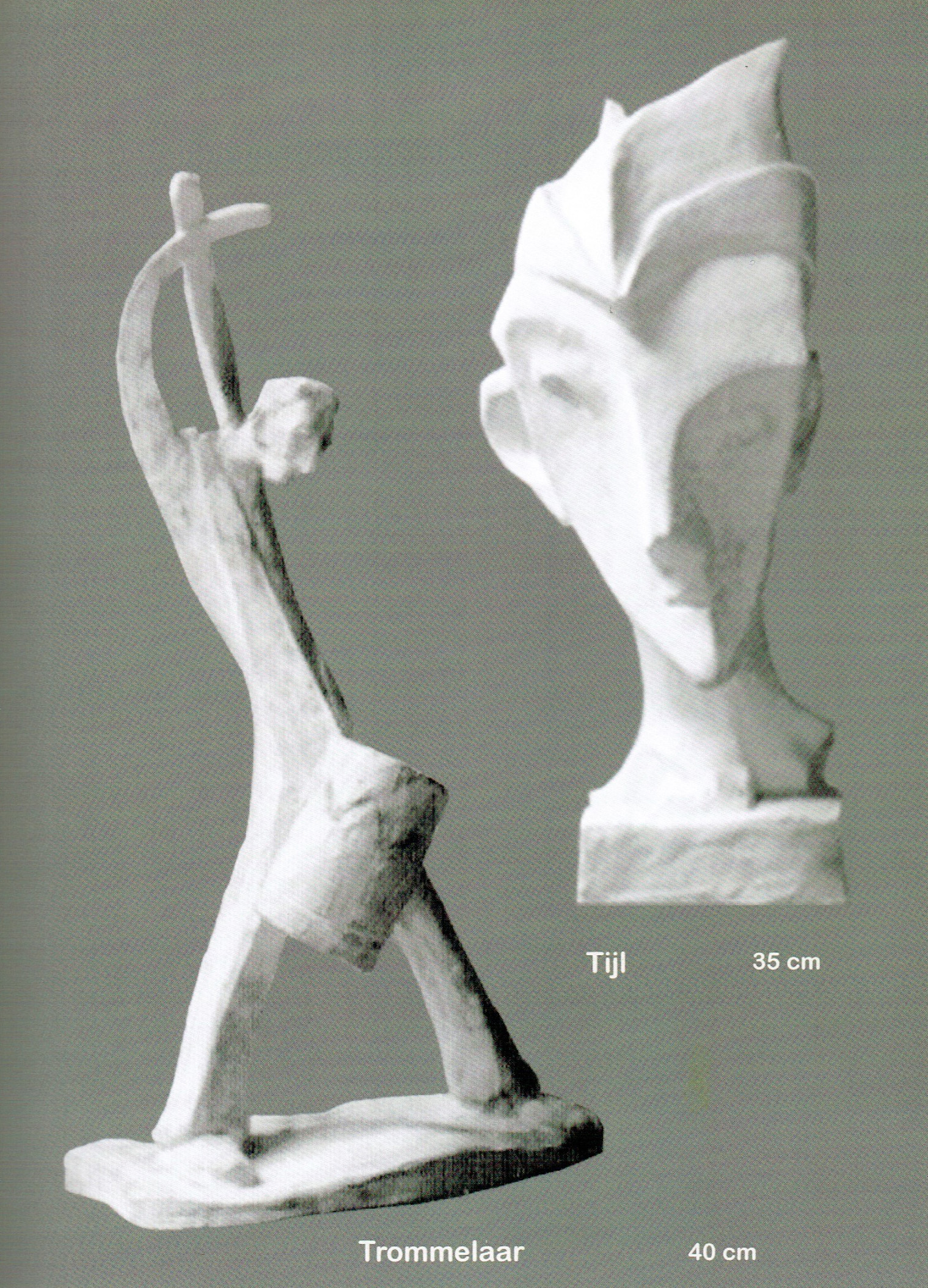
"Trommelaar-Tijl", archief A. Vandroemme

Daarna is het als beeldhouwer lang stil gebleven tot zijn periode aan de "Hoofdschool" (vanaf 1955), waar hij beschikte over ruimte en gereedschap om als kunstsmid aan de slag te gaan. Zijn eerste werk als kunstsmid dateert van rond 1958. En zoals zoveel van zijn werken, zowel als kunstsmid en als kunstschilder, is dit werk geïnspireerd door zijn christelijke achtergrond. Het is dus een kruisbeeld geworden.
Na zijn verhuis naar de Werfstraat (dan nog Oude Boezingestraat) beschikte hij over een atelier aan huis. In deze periode heeft het beeldhouwen het schilderen overschaduwd.  
Zijn eerste werken bestaan voornamelijk uit staaldraad, dat met zijn "chalumeau brander" (lasbrander) bewerkt en samengesmolten werd en af en toe opgesmukt met koper. Later is daar de plaatbewerking bijgekomen, tot uiteindelijk, de plaat de overhand had. Voor zijn werken in ijzer had hij een speciale techniek tegen corrosie: hij brandde een soort vernis in het metaal.

Van draad naar plaat
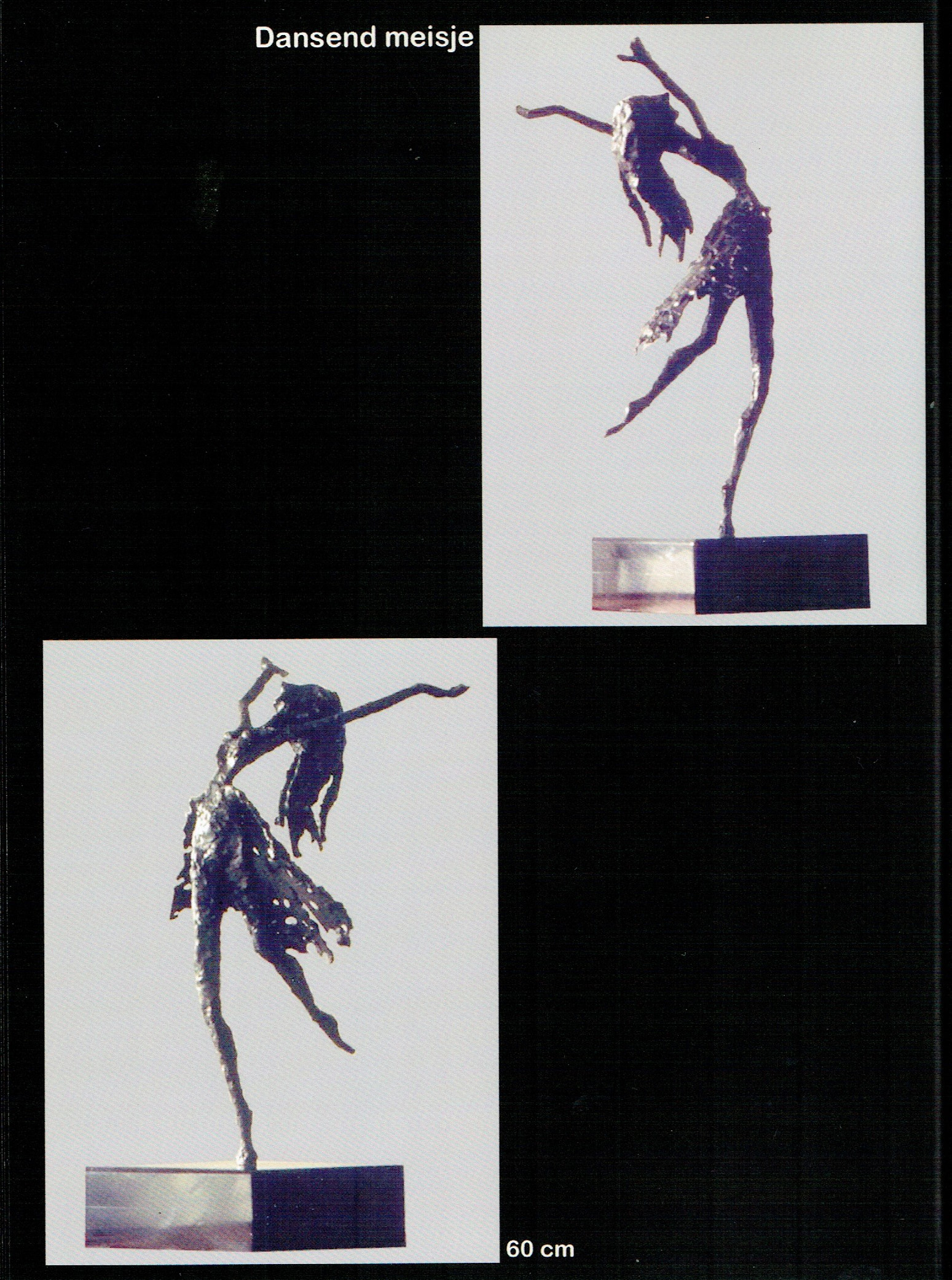
"Dansende meisjes", archief A. Vandroemme
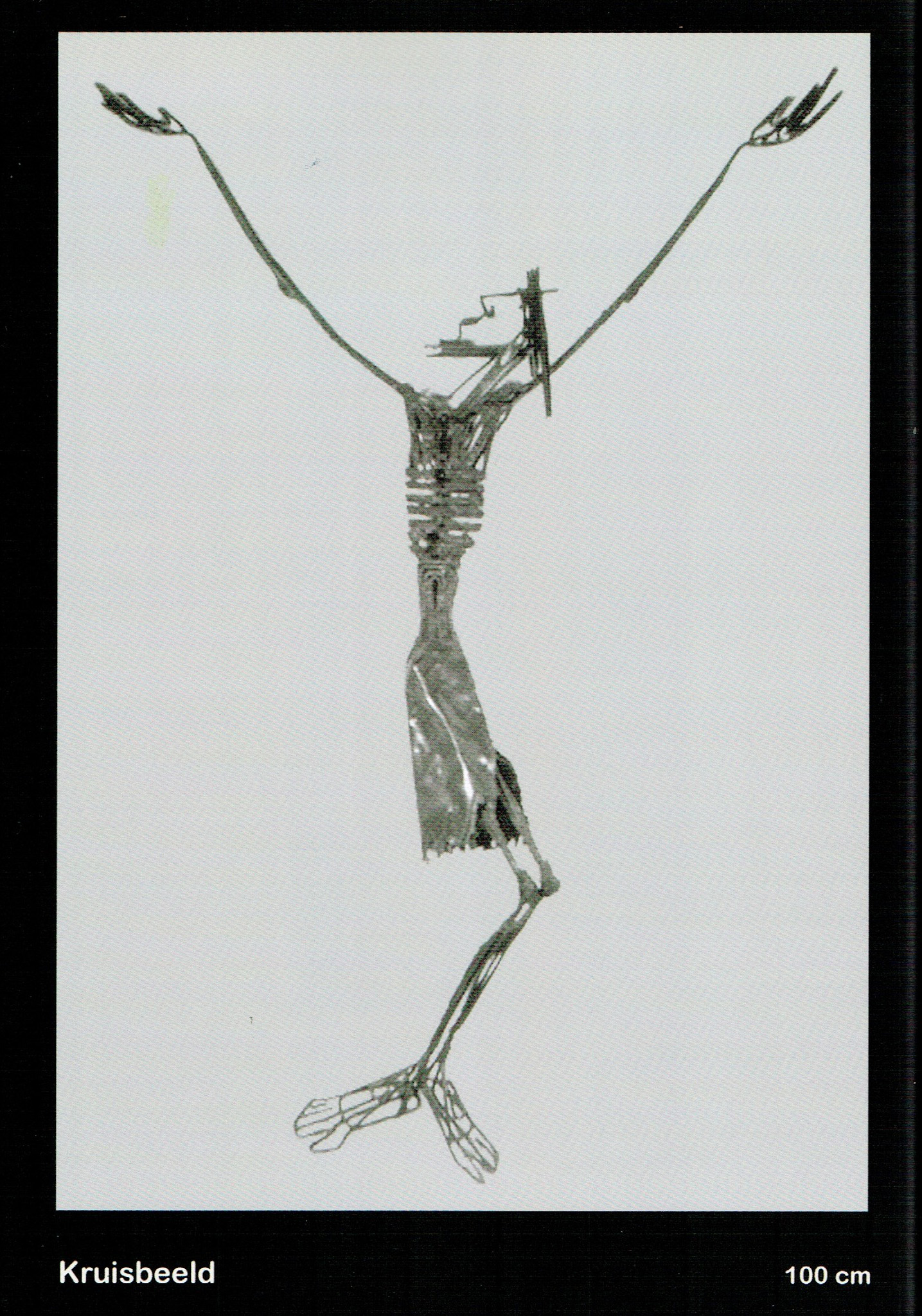
"Kruisbeeld", archief A. Vandroemme
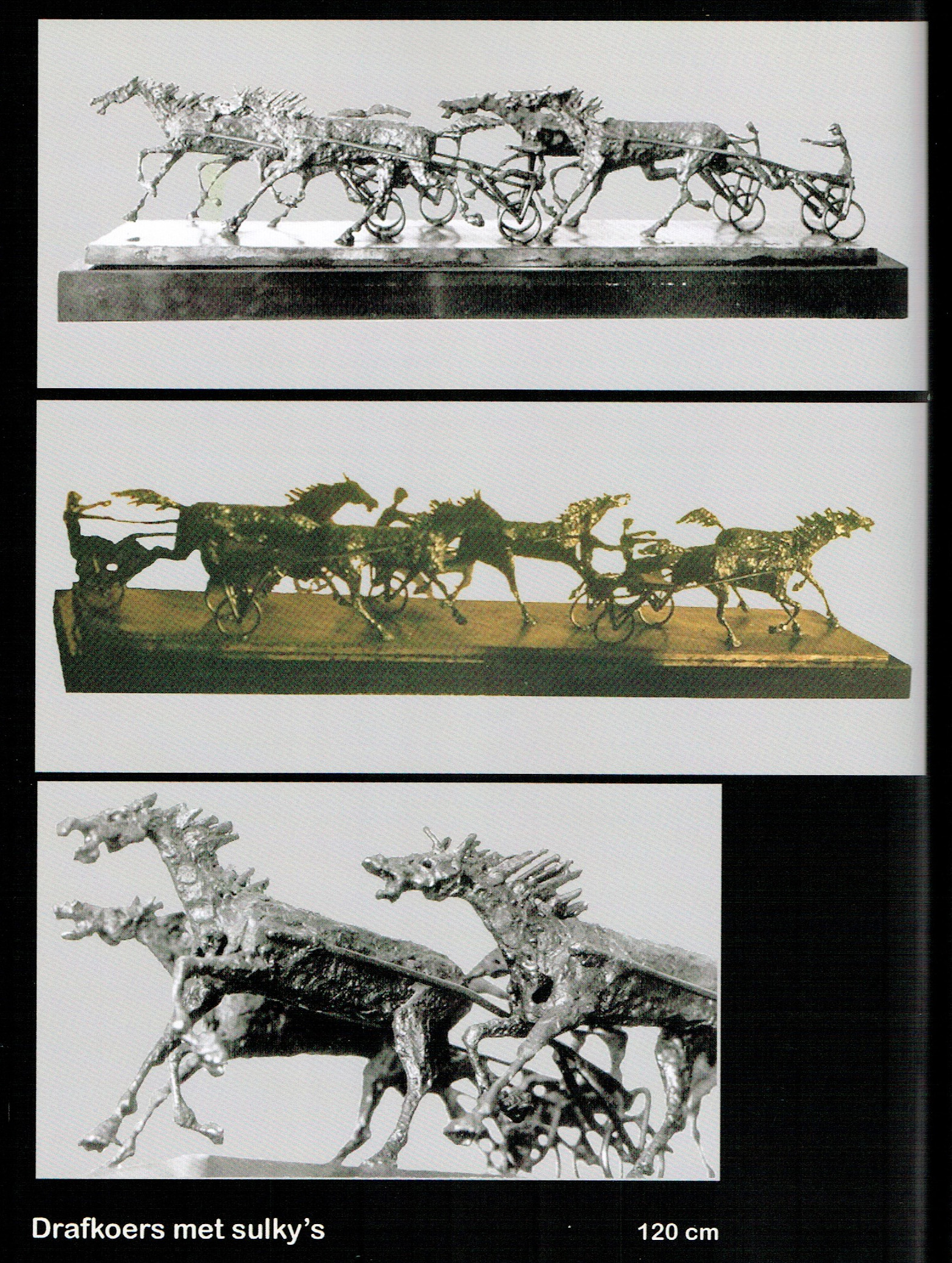
"Drafkoers met sulky's", archief A. Vandroemme
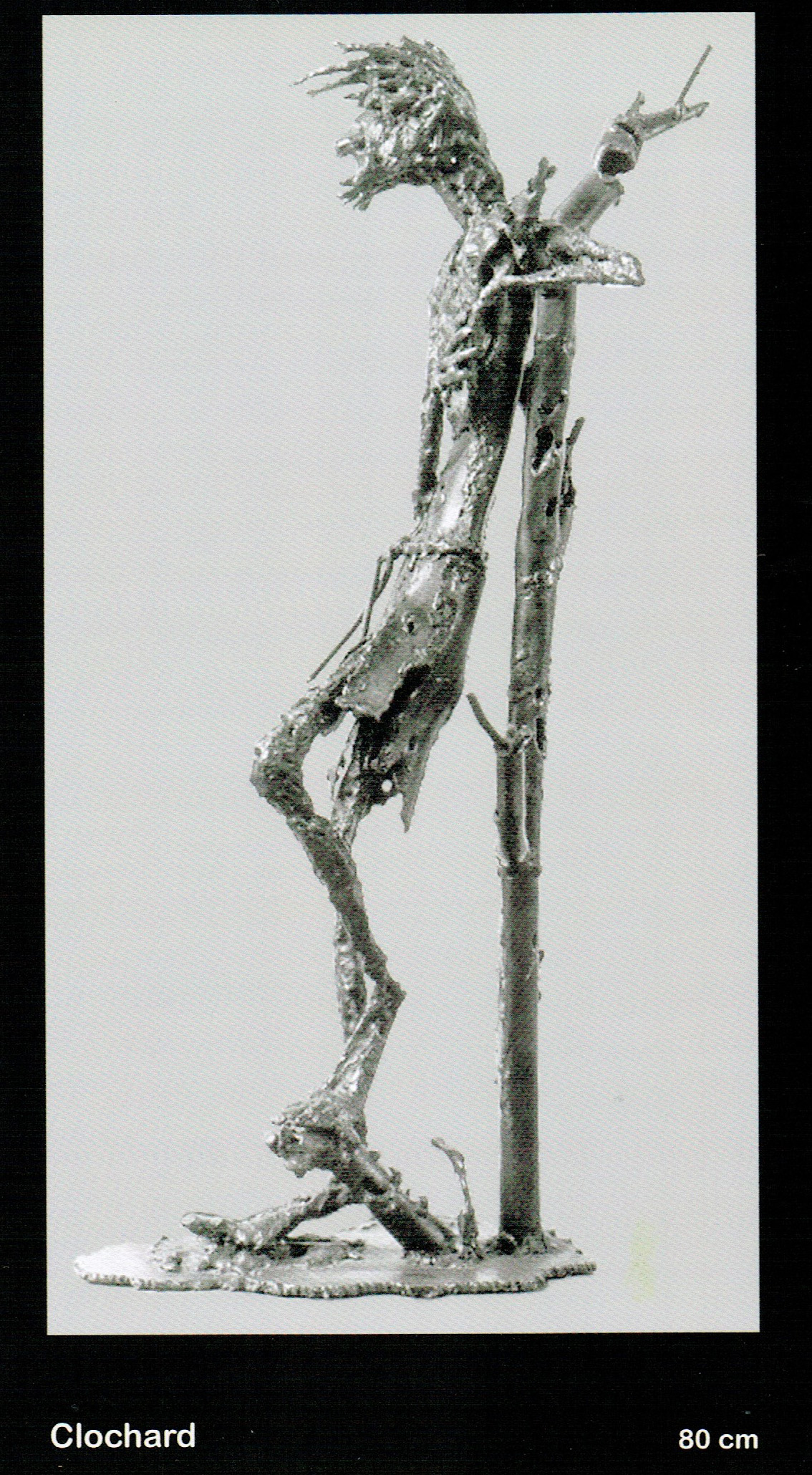
"Clochard", archief A. Vandroemme
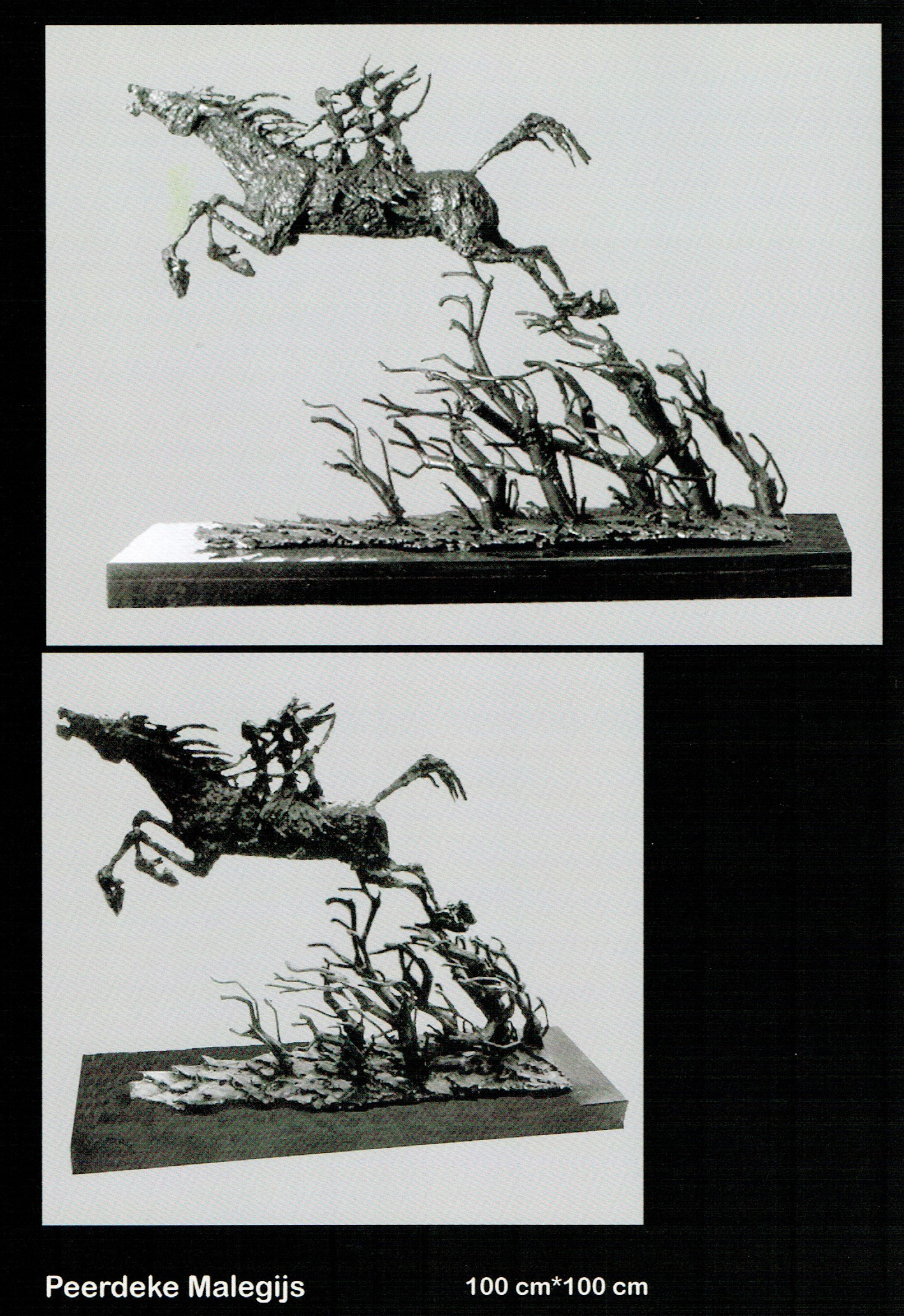
"Peerdeke Malegijs", archief A. Vandroemme
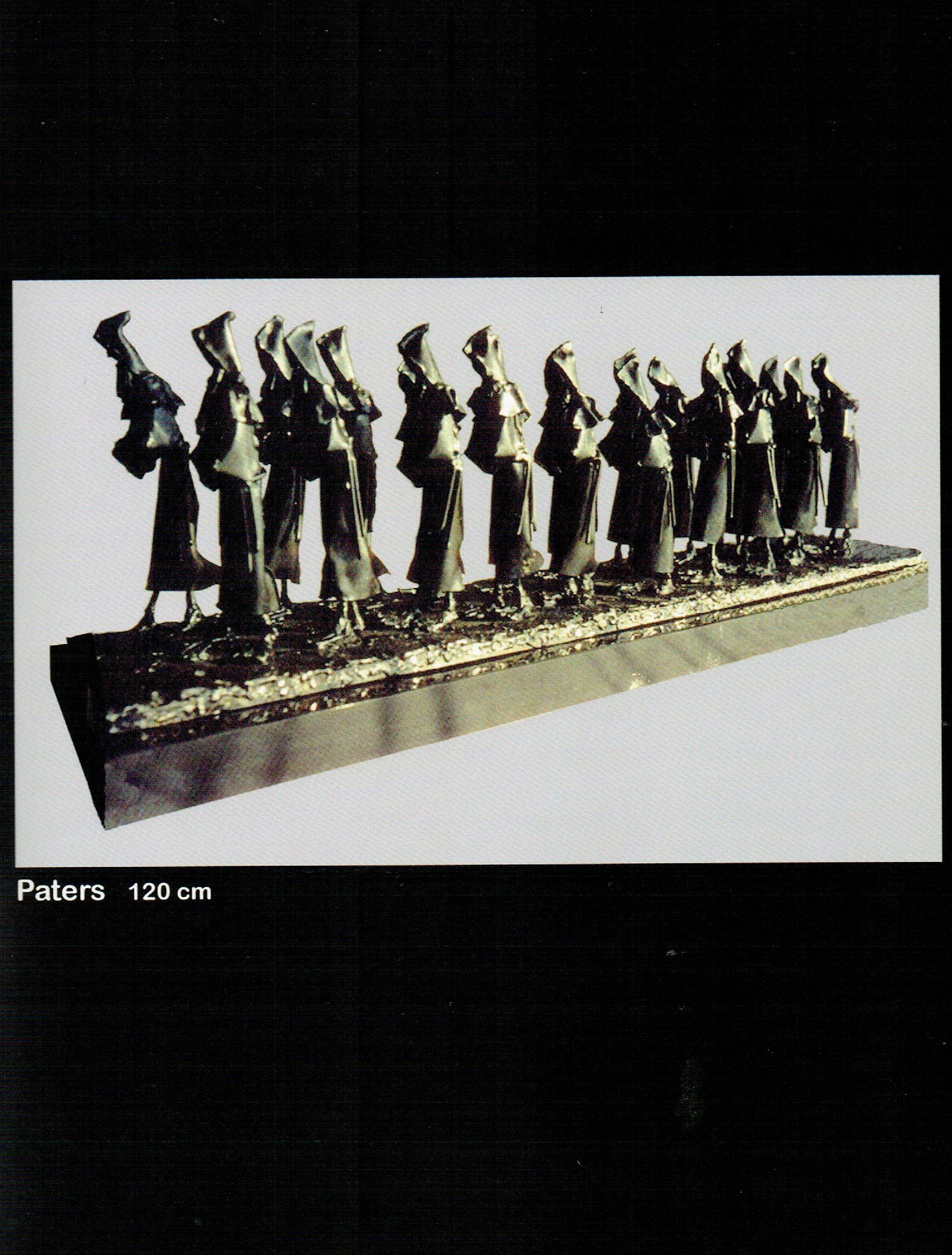
"Paters", archief A. Vandroemme
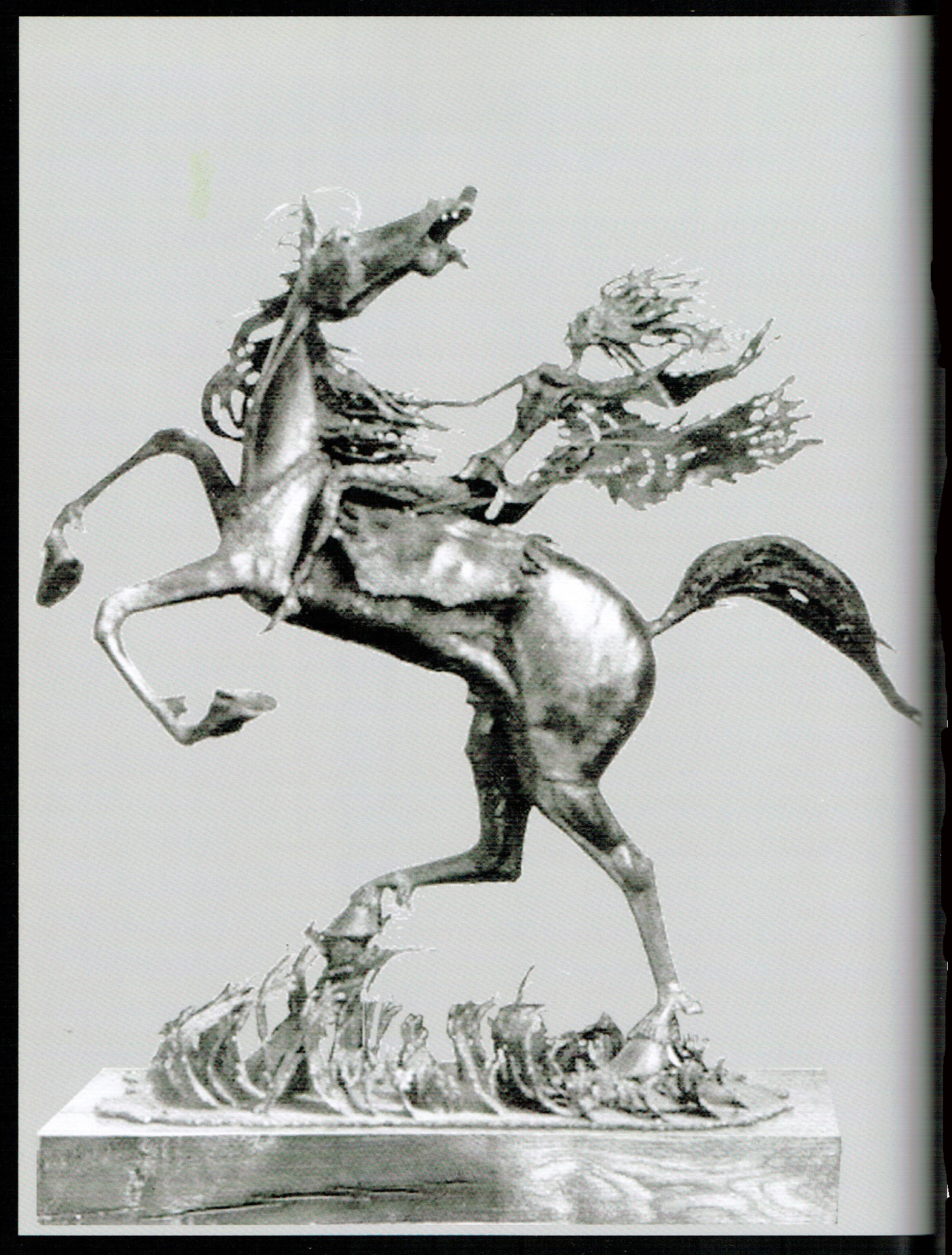
"Walkure", archief A. Vandroemme
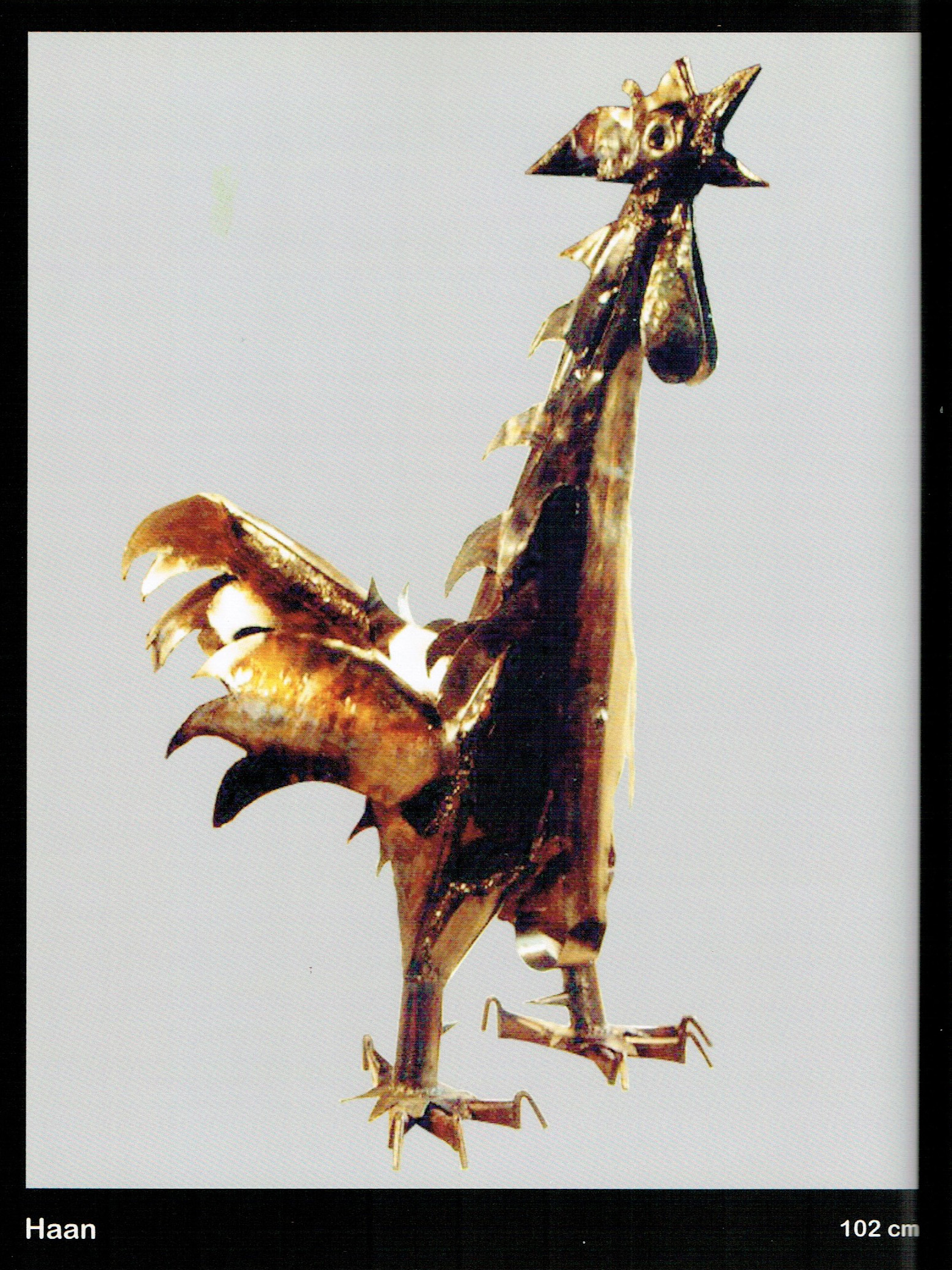
"Haan", archief A. Vandroemme
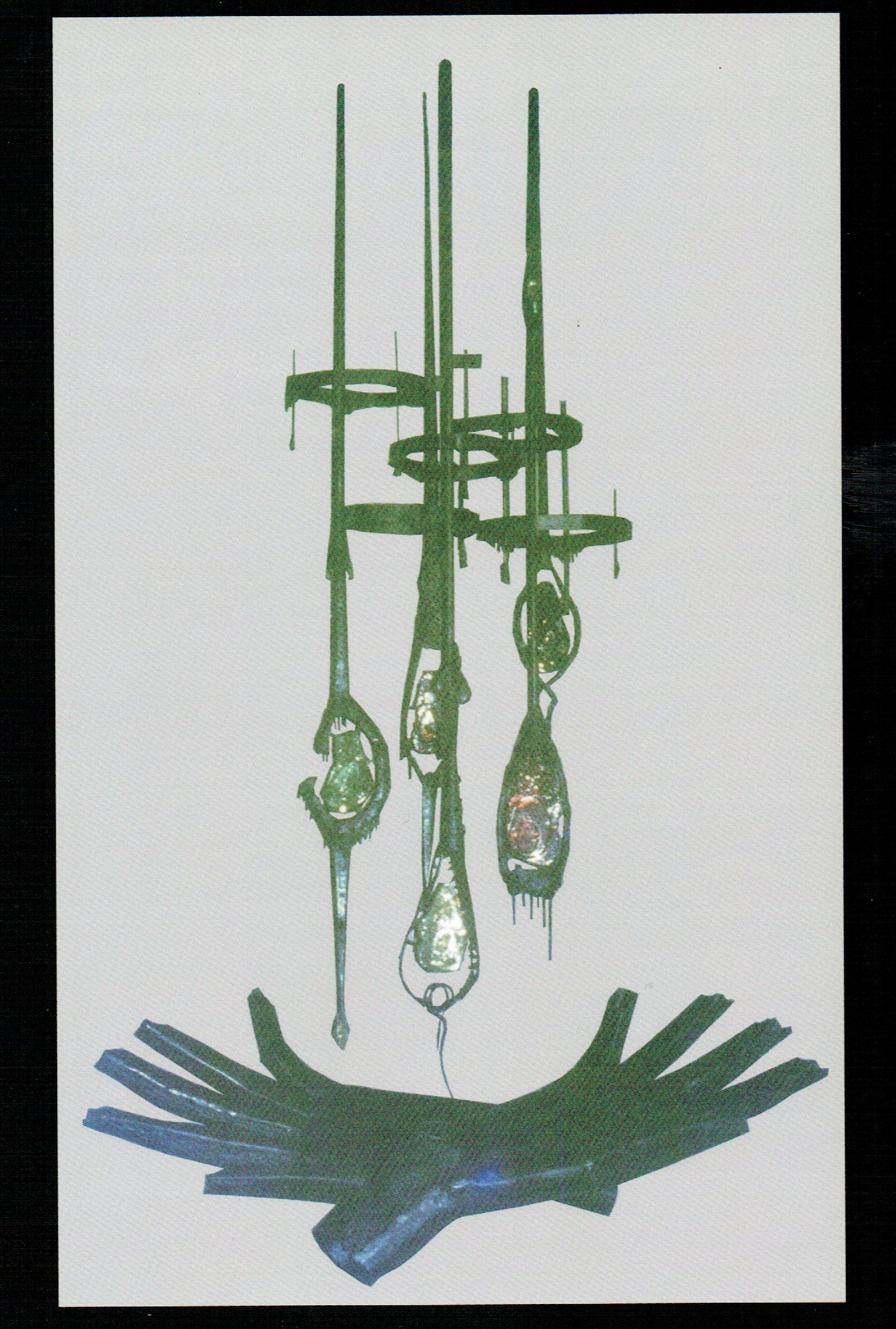
"Onderwijs", archief A. Vandroemme
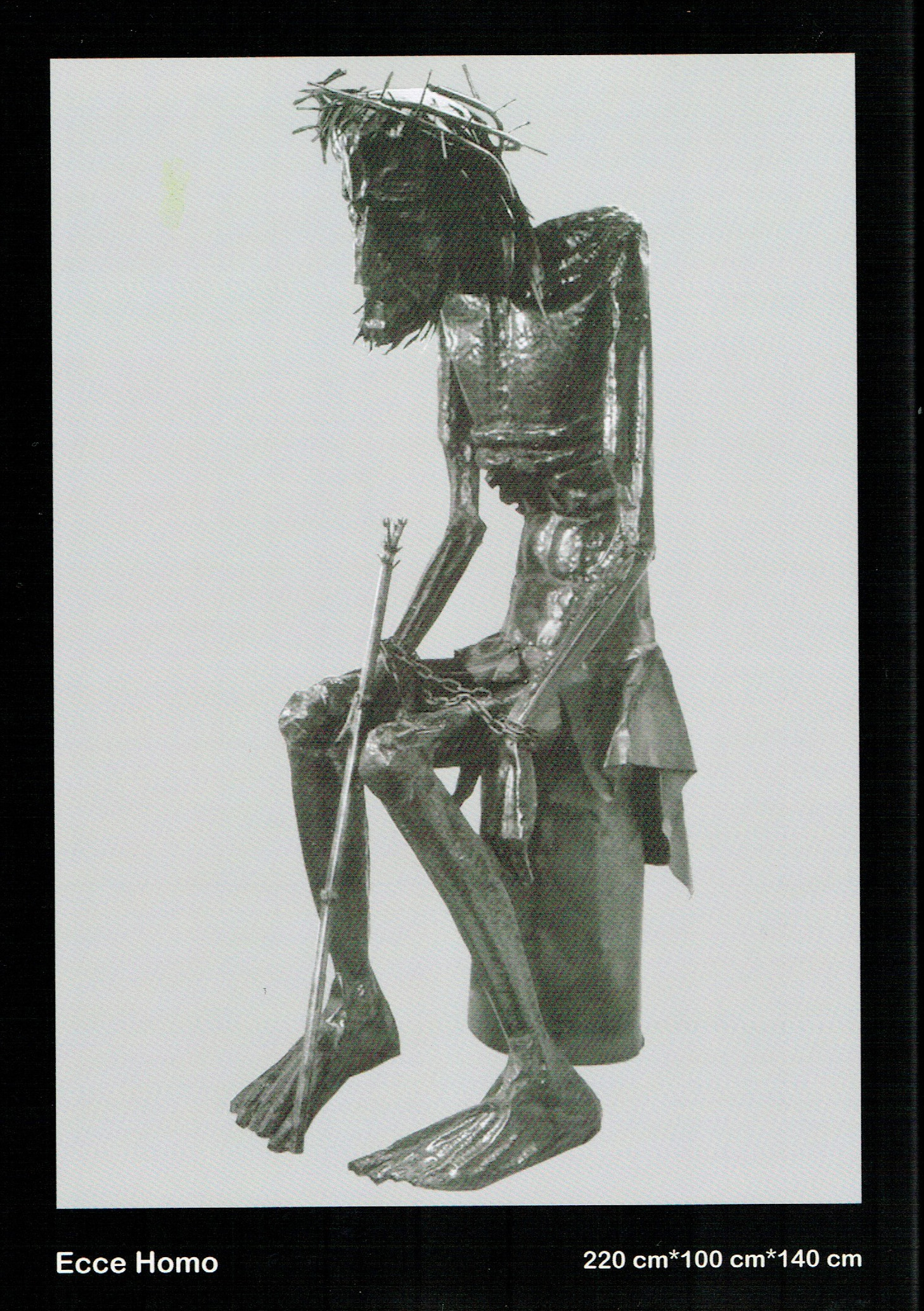
"Ecce Homo", archief A. Vandroemme

In 1964 was hij laureaat "Provinciale prijs voor de beeldhouwkunst". En met het werk "Delen" ontving hij in 1967 de eerste prijs in een nationale prijskamp. 
In 1978 werd hij geridderd in de orde van "'t Manneke uit de Mane", met als bijdrage het standbeeld van 't Manneke uit de Mane op de markt te Diksmuide.

Prijzen en Eretekens
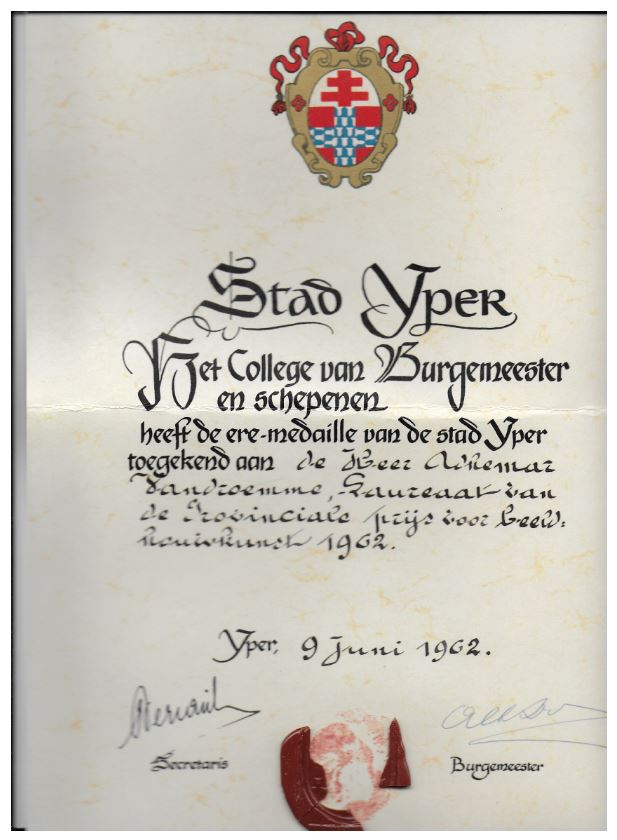
"Laureaat provinciale prijs 1962", archief A. Vandroemme.
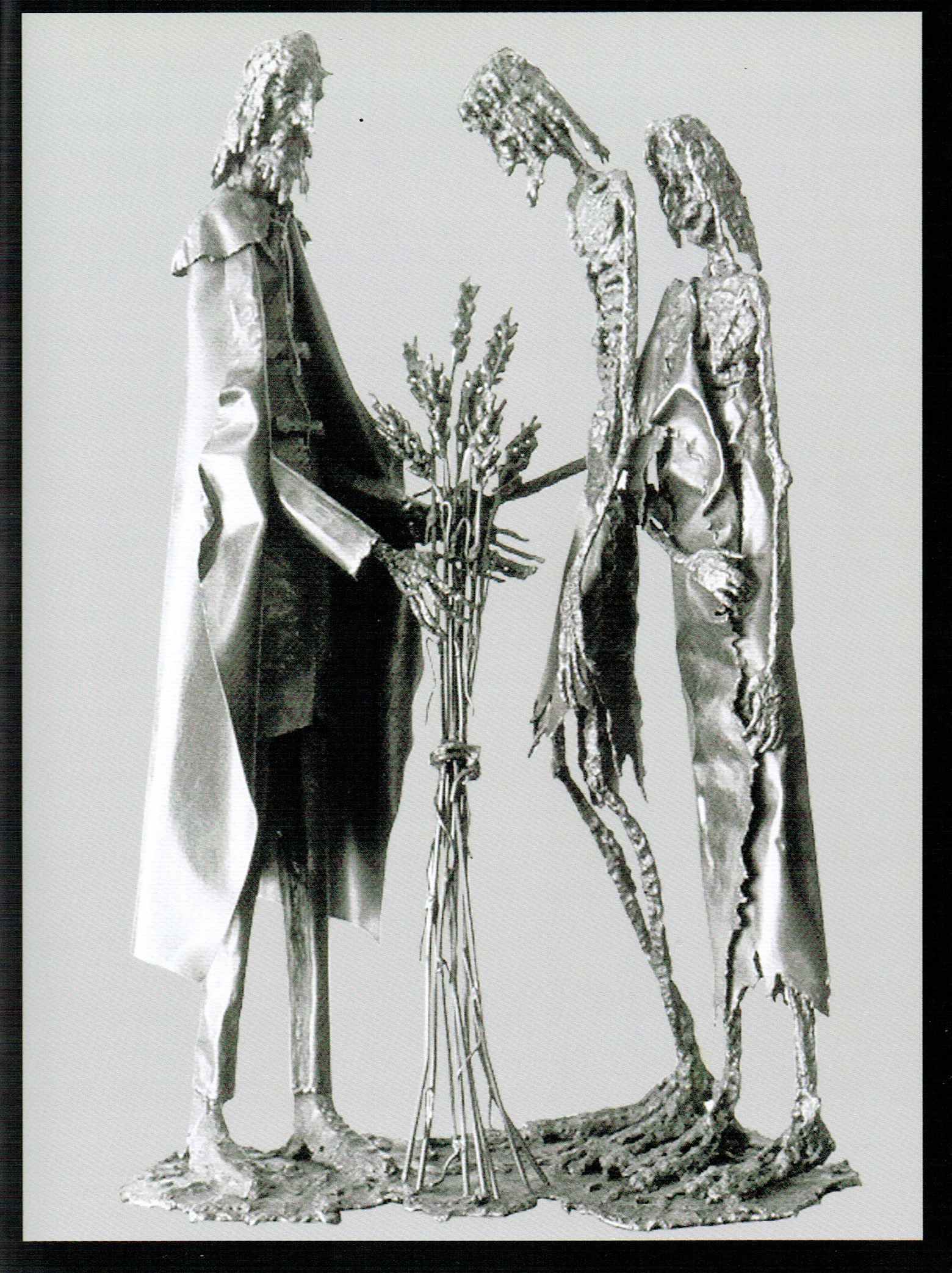
"Delen", archief A. Vandroemme.
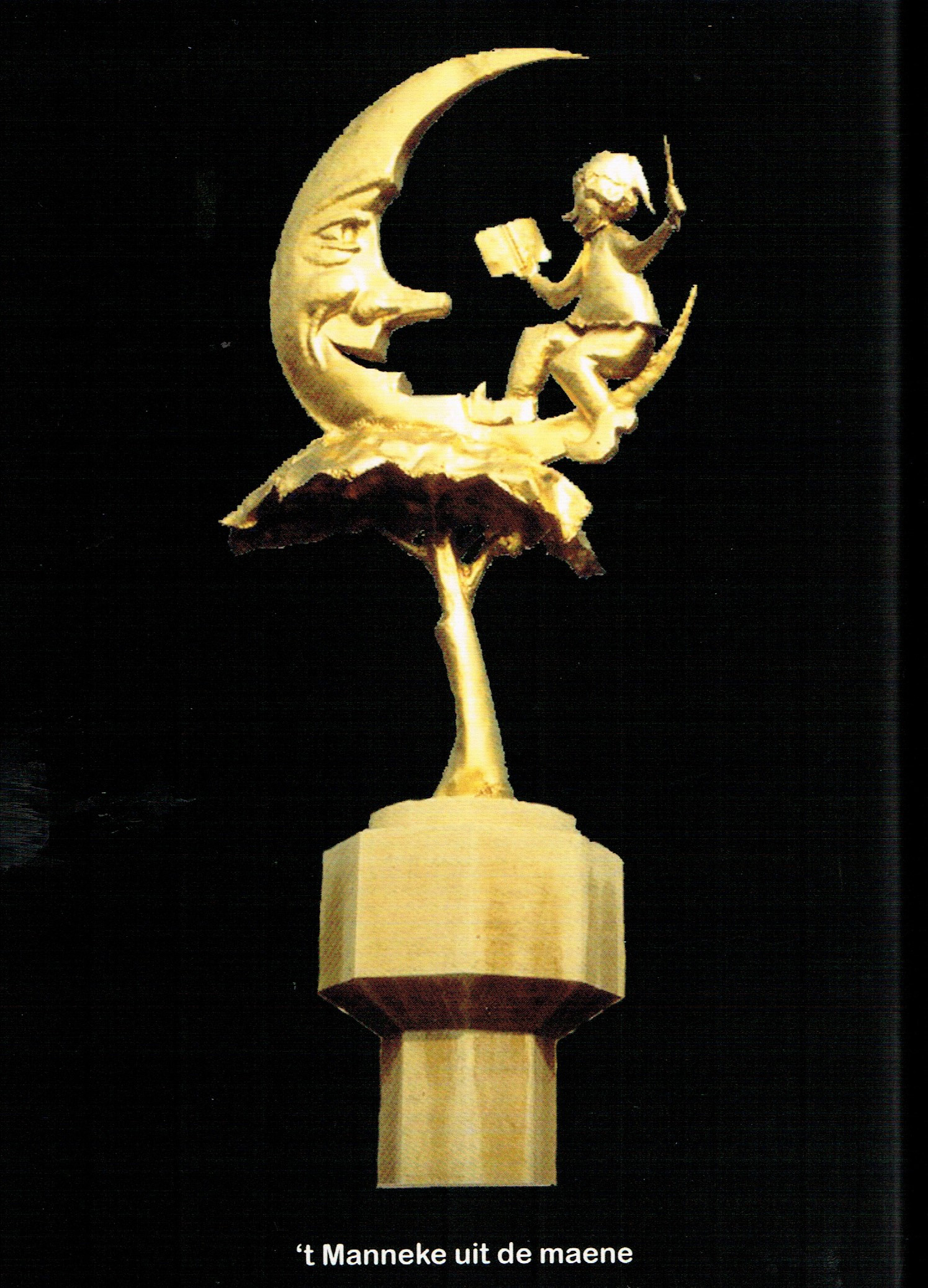
"t'Manneke uit de Mane", archief A. Vandroemme

Langzamerhand is daar ook de verwerking van koperplaat bijgekomen. In polyester heeft hij slechts één werk uitgevoerd.

Koper en Polyester
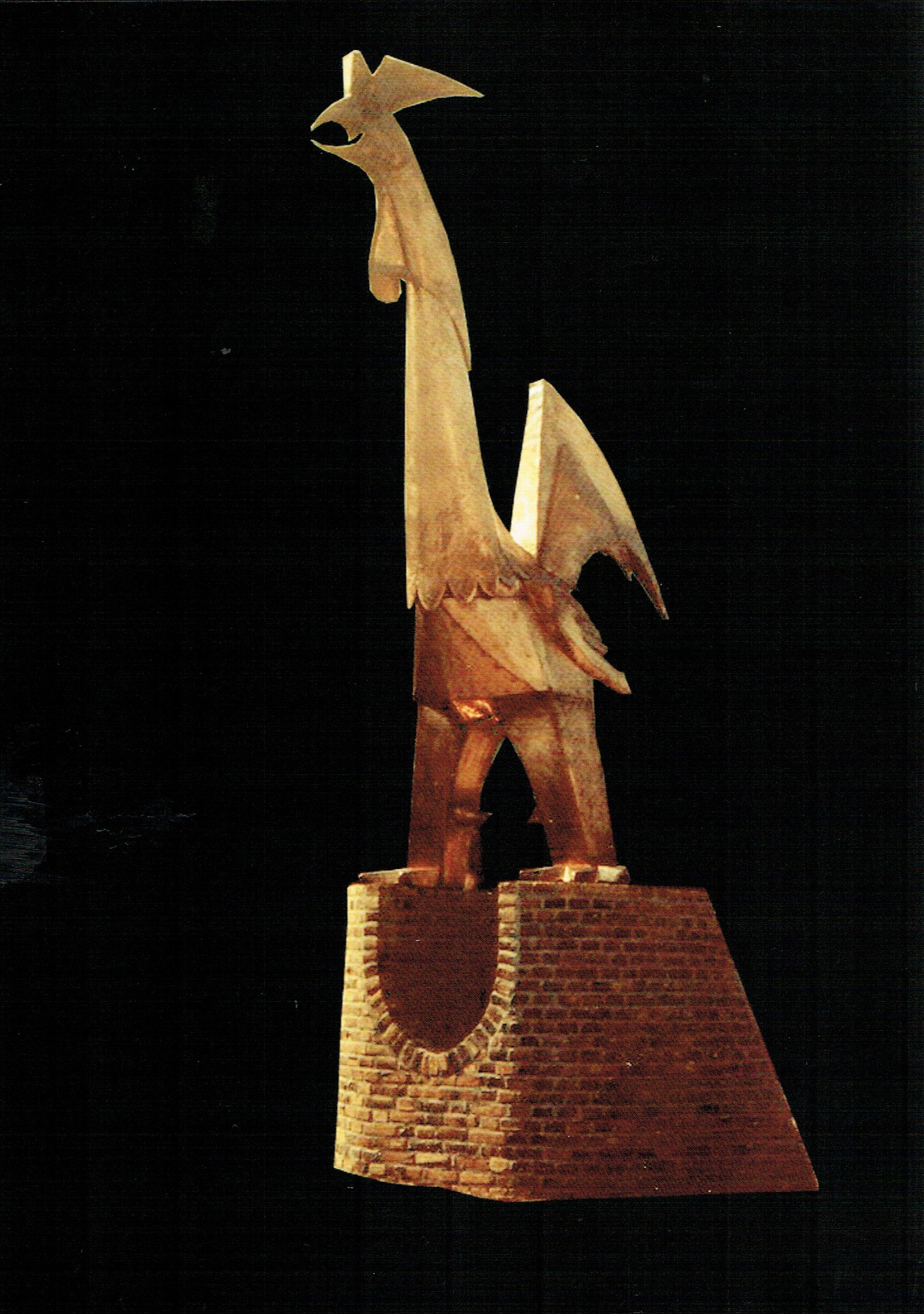
"Haan", archief A. Vandroemme
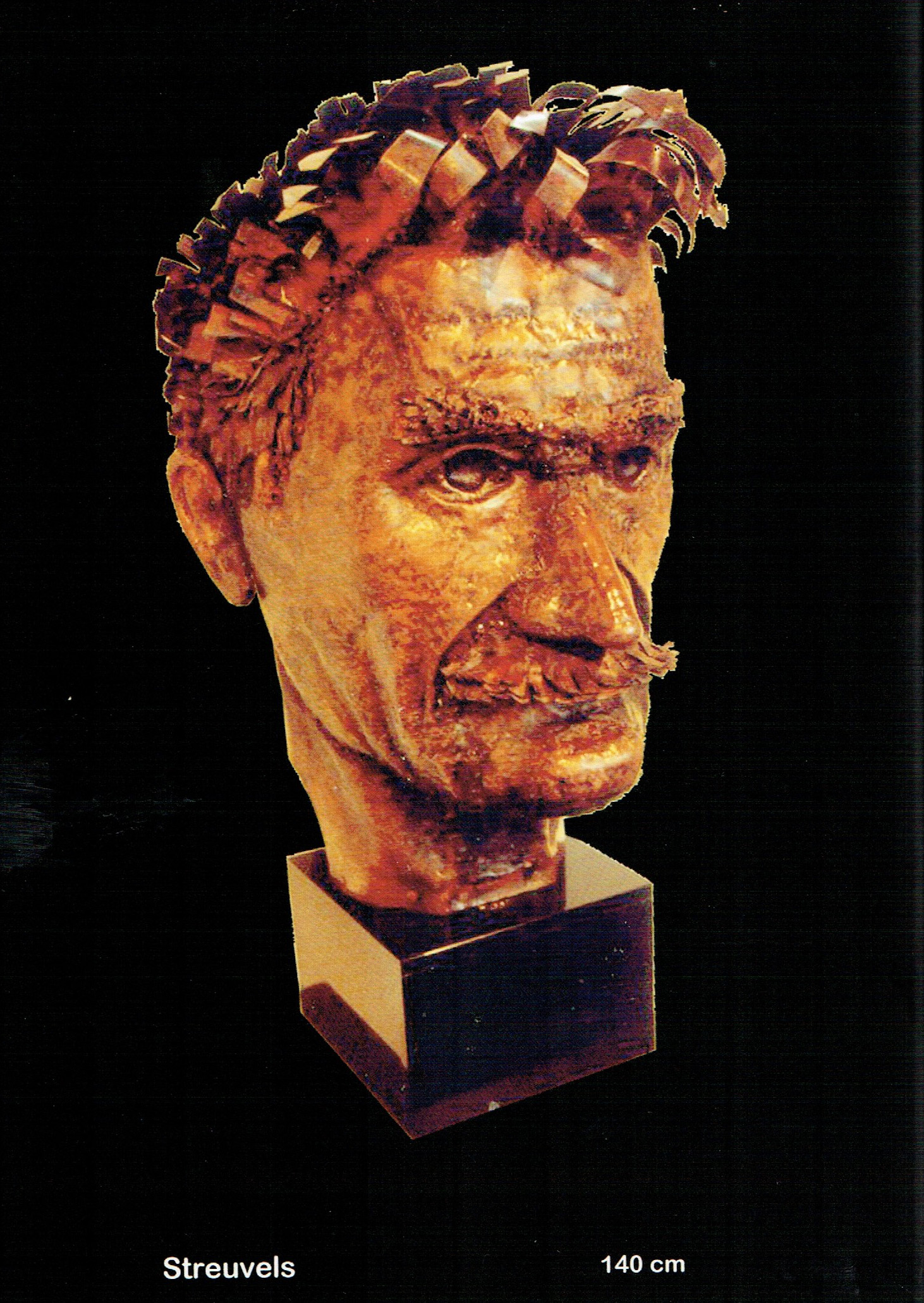
"Streuvels", archief A. Vandroemme
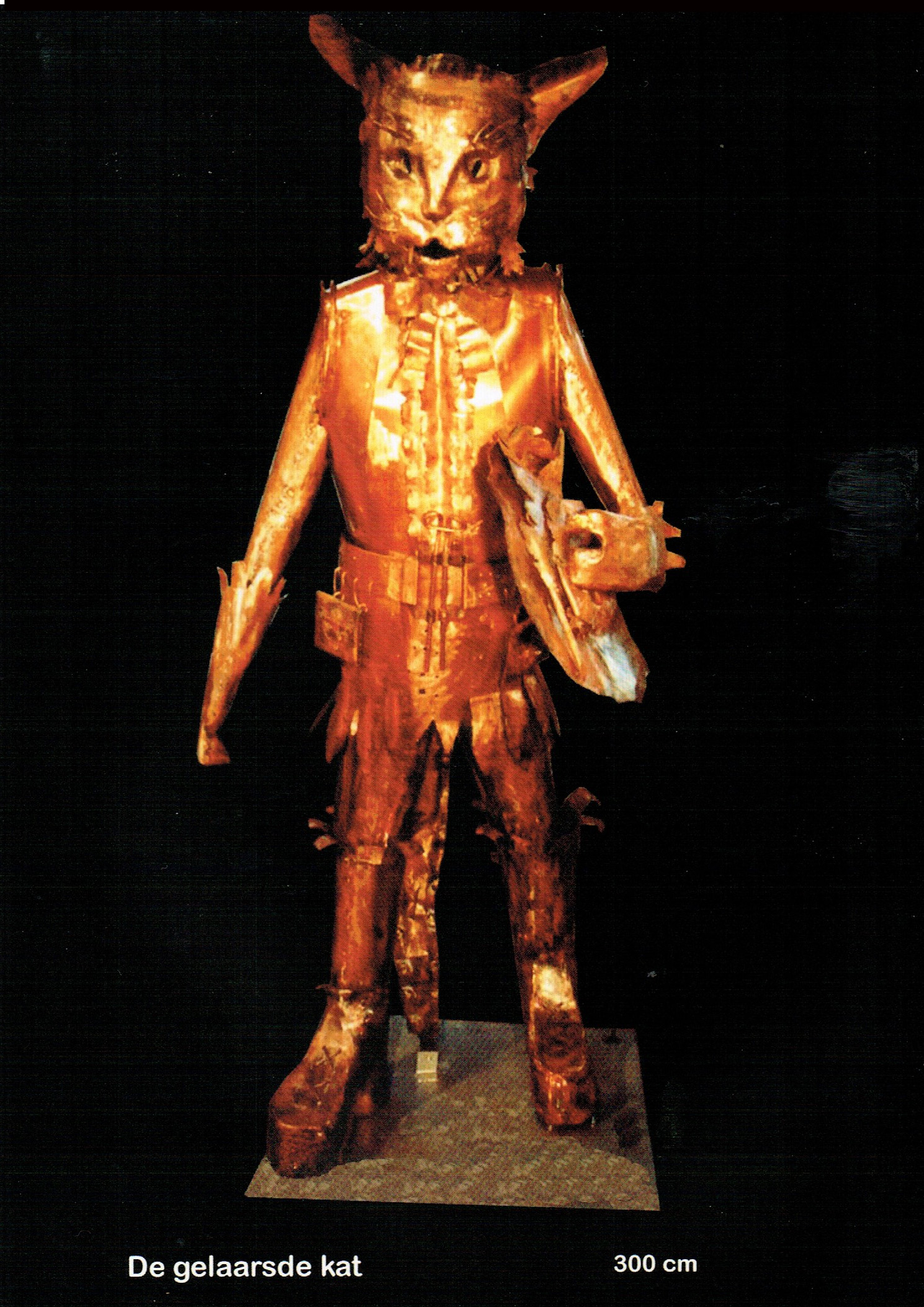
"Tybaert", archief A. Vandroemme
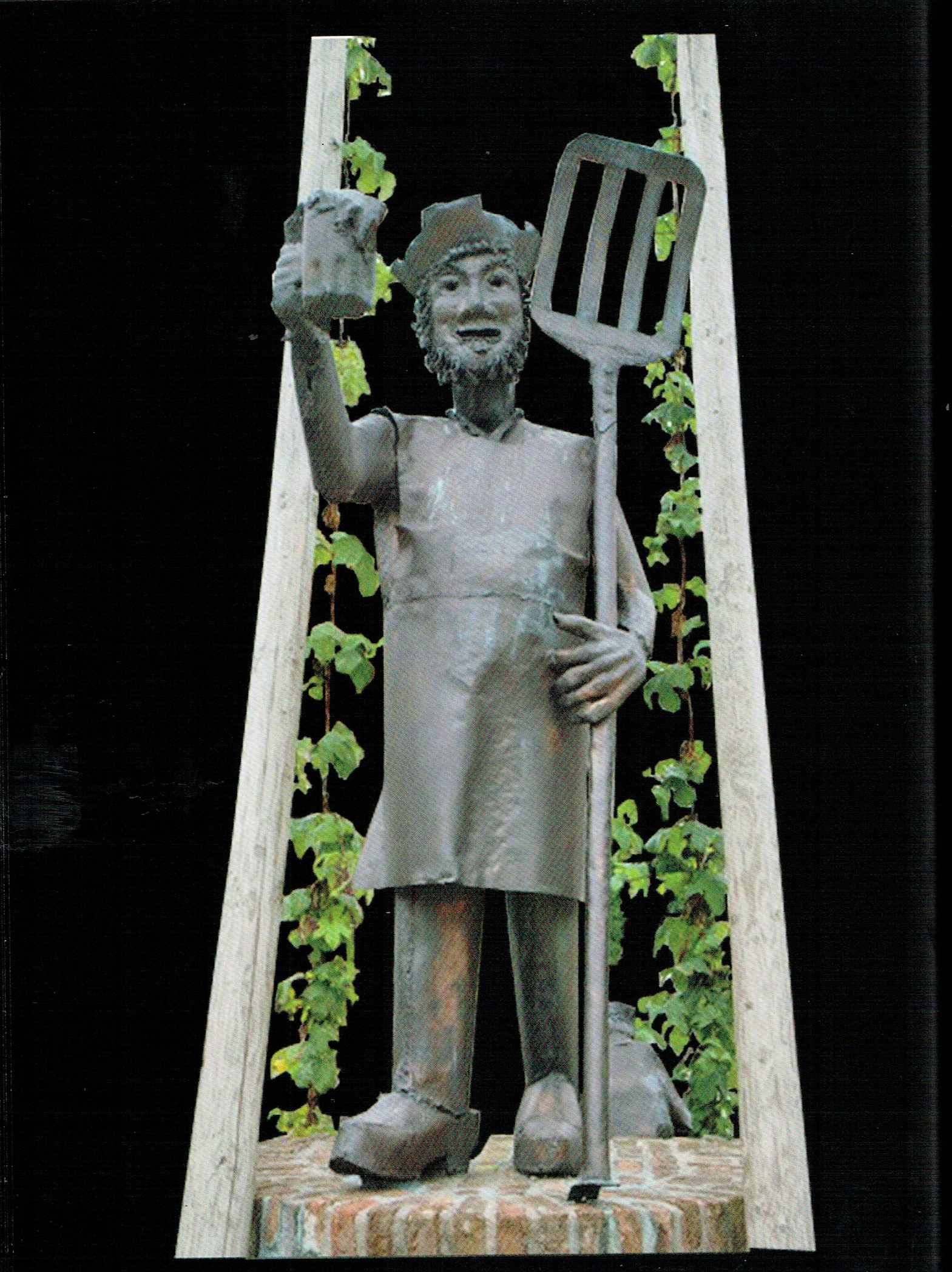
"De Brouwer", archief A. Vandroemme
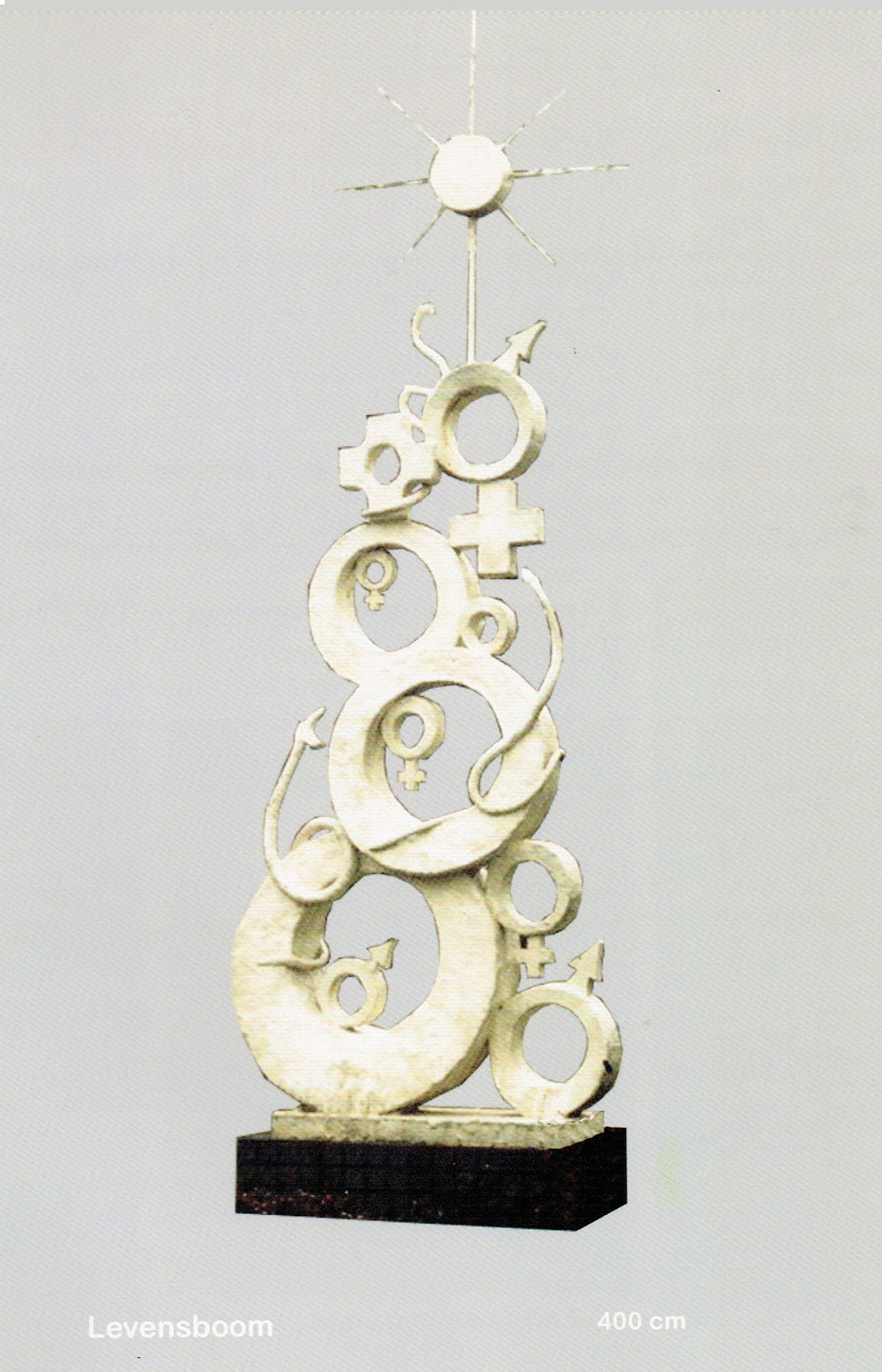
"Levensboom", archief A. Vandroemme

Hij is als kunstsmid blijven werken  tot het einde van vorige eeuw, hij was dan 82 jaar oud. Dan is hij terug overgeschakeld naar het lesgeven en het aquarelleren.
Om zijn tachtigste verjaardag te vieren, heeft hij zelf een retrospectieve tentoonstelling ingericht in de Lakenhalle van Ieper, zowel schilderijen als beelden. Blikvanger was onder meer zijn laatste koperen kunstwerk, "Tybaert ", een werk met een hoogte van 3 meter. Later heeft hij dit beeld aan de zorgen van de stad Ieper toevertrouwd.

## Tentoonstellingen
- 1942 Dikkebus[20]
- 1944 Kortrijk[21]
- 1959 Hotel Britanique Ieper.
- 1959 Stadhuis Torhout.
- 1964 Hotel Britanique Ieper.
- 1964 Korrekelder Brugge.
- 1964 Bank van Roeselare Poperinge.
- 1965 Het Molenhuis Bachten Maria Leerne.
- 1966 Kunstsalon Beatrijs Eeklo.
- 1966 Galerij Oranje Gent.
- 19.. Stadhuis Poperinge.
- 19.. Hotel 't Zweert Ieper.
- 1996 Lakenhalle Ieper 19/10 tot 3/11 retrospectieve tentoonstelling ter gelegenheid van zijn 80ste verjaardag.[22].
- 2009 Hopmuseum Poperinge 26/4-24/5[23]

## Radiësthesist

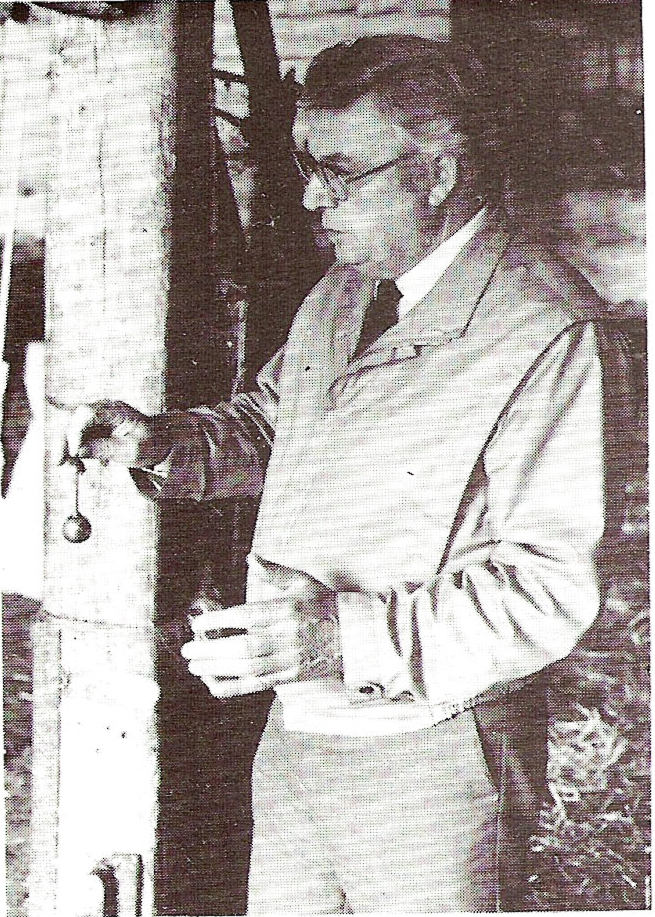
A. Vandroemme met pendel, A. Vandroemme

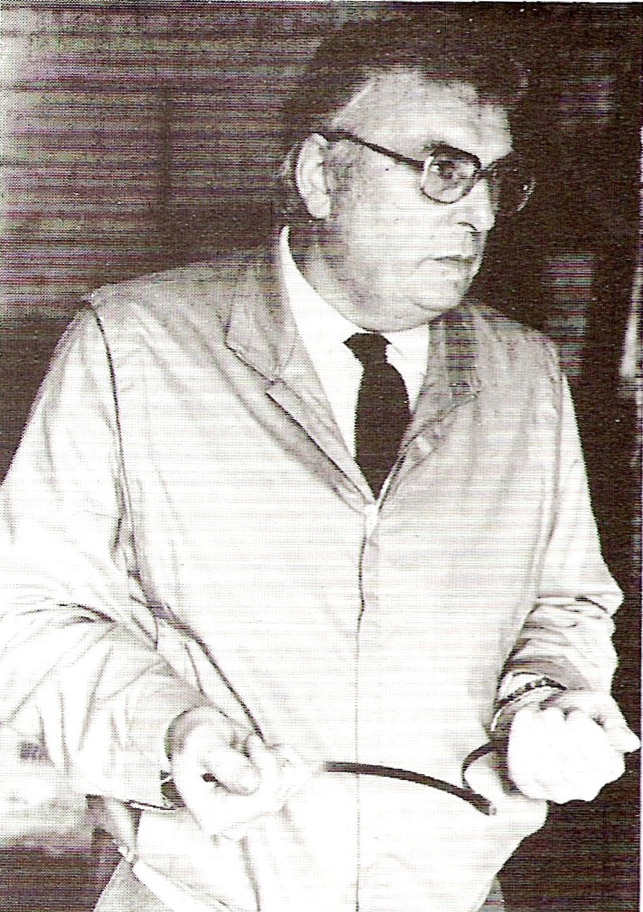
A. Vandroemme met wichelroede, A. Vandroemme

Radiësthesie is een domein dat ver verwijderd is van zijn gaven en interesses als kunstenaar.

### Zijn mening
Zijn mening en overtuiging worden uitgebreid uiteengezet in zijn uitgaven, maar komen hierop neer: wateraders en aardstralen zijn niet hetzelfde, maar ze gebruiken wel dezelfde breukvlakken in de aardkorst om zich een weg te banen. Beide hebben ze hun invloed op het dagelijks leven. 
Het vinden van wateraders en daarmee ook water was vroeger van levensbelang, maar het zwellen en uitdrogen van deze aders zorgen ook, zij het over het algemeen in geringe mate, voor bewegingen aan het oppervlak. Bij het bouwen werd daar vroeger zeker rekening mee gehouden, er werden onder andere geen dragende elementen boven een waterader geplaatst. Het is een fenomeen, dat, met de opwarming van de aarde en de daling van de waterspiegel, nu veel duidelijker aan het licht komt, met soms heel dramatische gevolgen.
Aardstalen daarentegen zijn vooral slecht voor de gezondheid  van mens, dier en ook planten. In die optiek werd er in de bouw met aardstralen rekening gehouden: vermijden dat mens en dier boven aardstralen leefden.

### Zijn eerste stappen
Wie of wat  zijn interesse voor de radiësthesie heeft opgewekt, is niet bekend, maar uit de bijschriften van zijn boeken blijkt dat hij in 1942 reeds met radiësthesie bezig was. Hij heeft zich door veel oefenen bekwaamd in het wichelroede lopen en het pendelen. De vroegste herinneringen beschrijven zijn contacten met de duivenmelkers van Poperinge, meer specifiek met Odiel Vandevijver, bakker te Poperinge. Er was een vermoeden dat duiven, die genesteld waren  boven aardstralen, minder goed presteerden. Een volgende herinnering vertelt het zoeken naar een geschikte plaats voor het boren van een waterput. Hij deed dat ten behoeve van de klanten (veeboeren) van zijn broer Gerard Vandroemme, handelaar in granen en vetten te Diksmuide.

### En verder
Hij heeft zich steeds ver van het medisch pendelen gehouden, maar door zijn ervaring zag hij het verband tussen aardstralen en sommige ziekten. Daarom heeft hij zich toegelegd op het "uitpendelen" van huizen en stallen, alles bijgehouden in een aantal boeken. Hierin werd  elke site schematisch uitgetekend  met de ligging van de wateraders. Dit gebeurde  steeds op vraag van de bewoner of de eigenaar.
Hij verkondigde zijn bevindingen op vele voordrachten doorheen (West-)Vlaanderen. Op vraag van zijn toehoorders heeft hij in 1985 zijn eerste boekje  "Mijn hond is mijn gids" uitgegeven. Tekst en uitleg werden tijdens zijn  voordrachten gegeven.
Ook bestudeerde hij vele kerken, waaruit bleek, dat pilaren niet altijd symmetrisch staan, dit gebeurde om  een waterader te vermijden. Ook liggen de tegels in functie van de wateraders, evenwijdig of diagonaal met de as van de kerk. Hierdoor worden  bewegingen van de grond opgevangen in de voegen tussen de tegels en breken de tegels niet.
Al deze bevindingen bespreekt hij in zijn uitgaven uit 1989, "mijn kamer, mijn bed, mijn gezondheid" en "aardstralen  de grote onbekende de stille doders". In 1989 bracht zijn onderwijzersinstinct hem er toe de " Vrije Academie voor Radiësthesie" op te richten. In deze academie heeft hij vele jaren mensen opgeleid als radiësthesist. De academie bestaat nog steeds (2021) nu onder leiding van de heer Guido Viaene. Intussen bestaan er ook enkele afdelingen in Nederland.

### Uitgaven

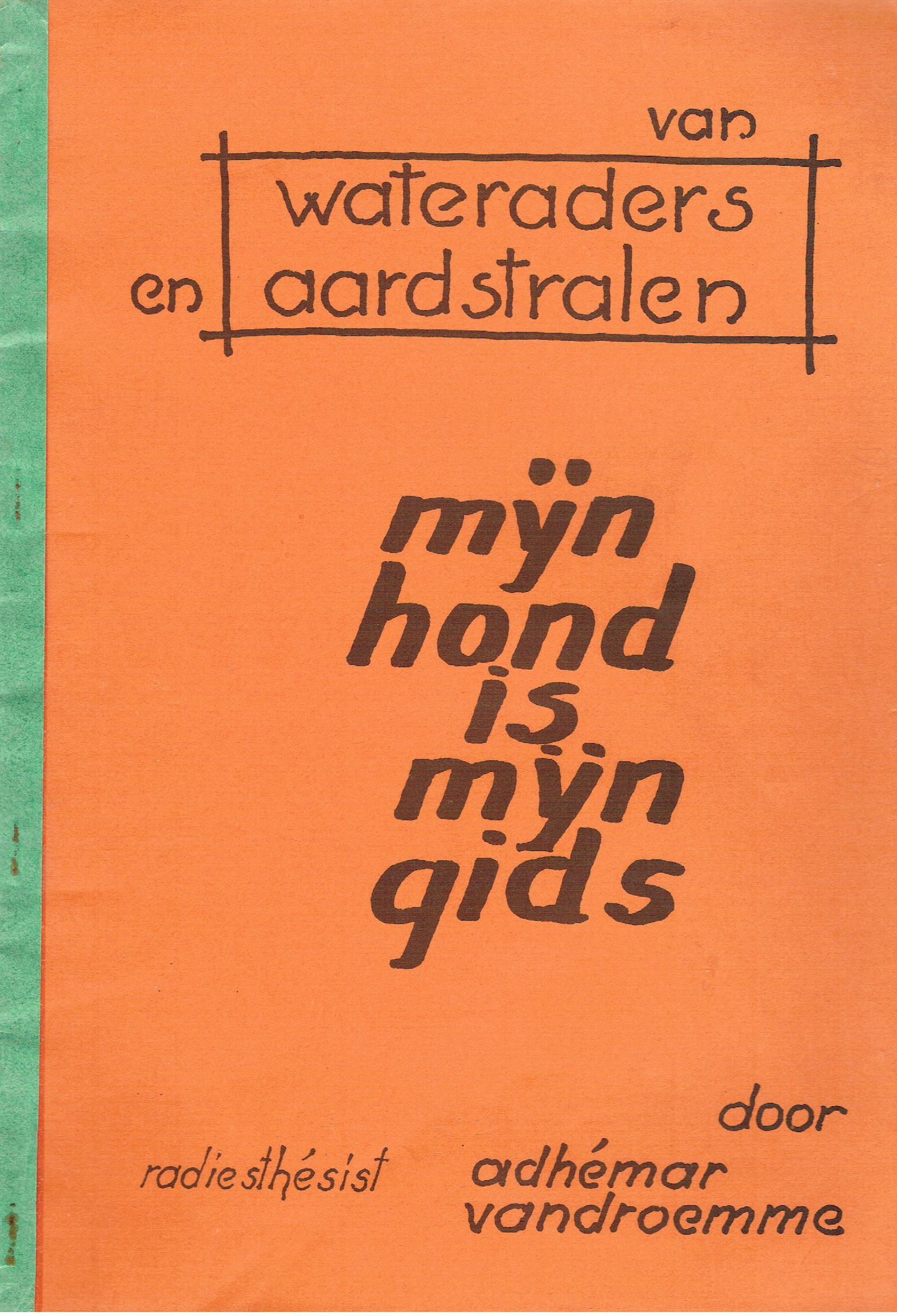
"Mijn hond is mijn gids", archief A. Vandroemme
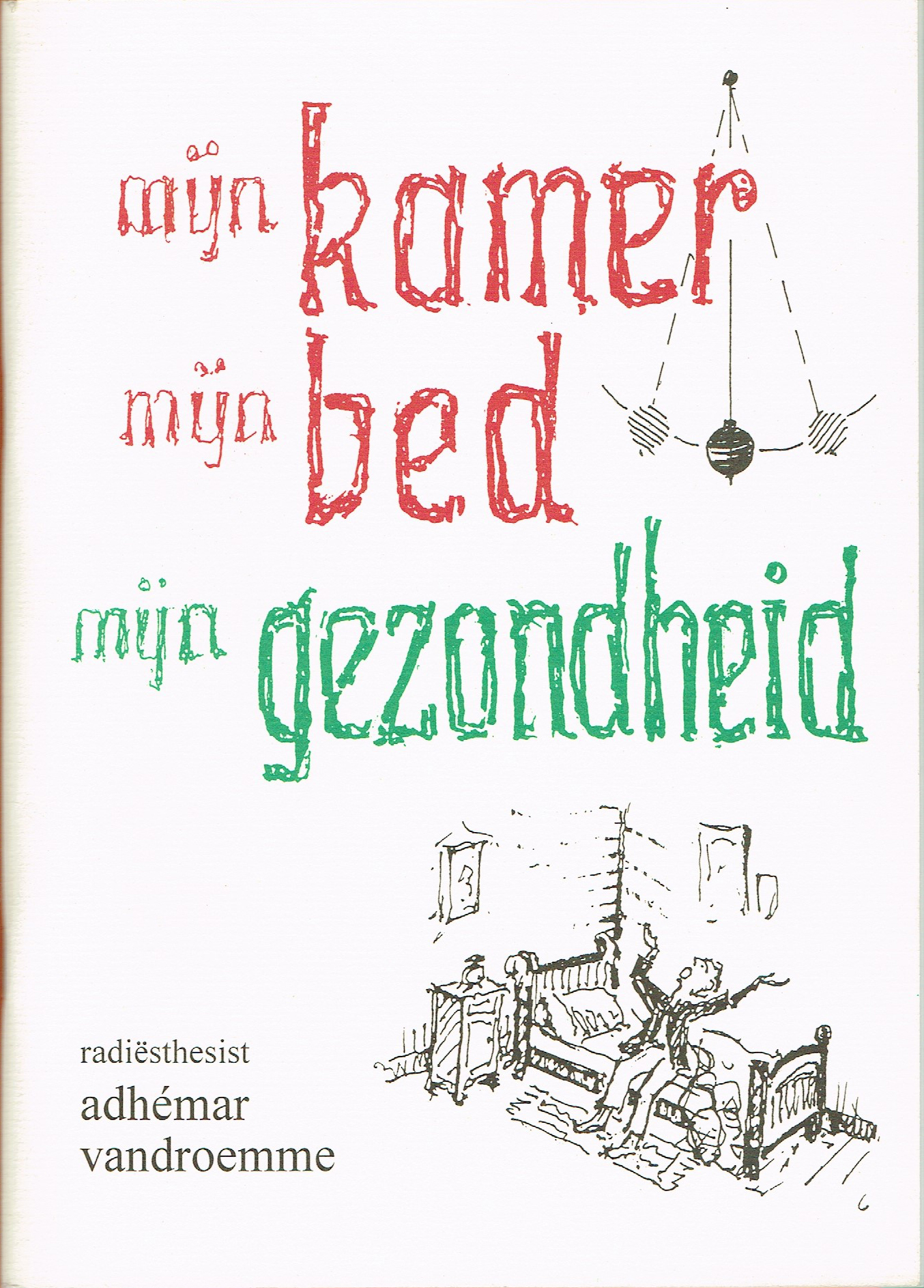
"Mijn kamer mijn bed mijn gezondheid", archief A. Vandroemme
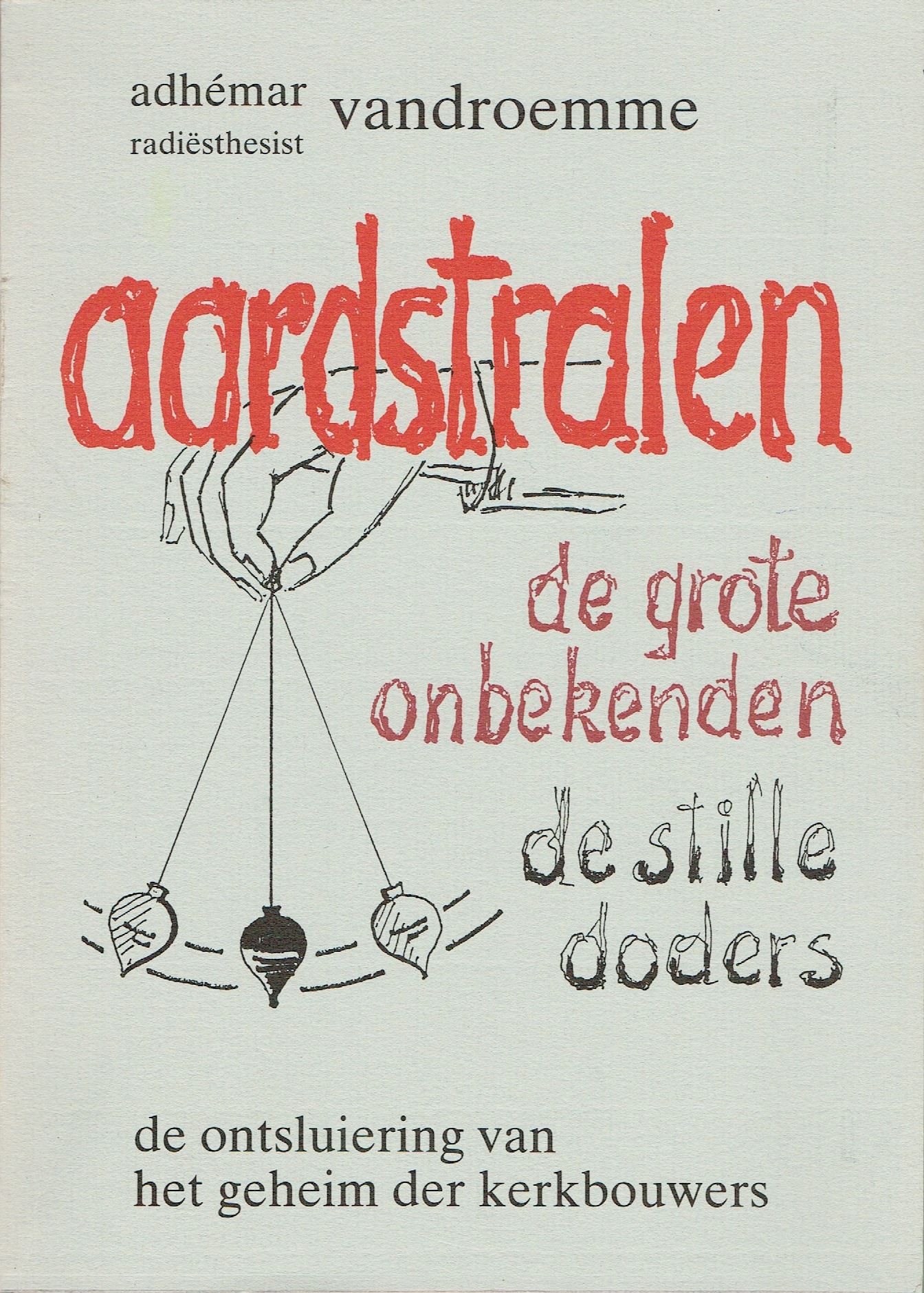
"Aardstralen de grote onbekenden", archief A. Vandroemme

## Nevenactiviteiten

### Het snijden van lino's
Het snijden van lino's gebeurde puur functioneel. Na de oorlog werd hij door plaatselijke drukkers gevraagd lino's te snijden. Ze hadden ze nodig om affiches te drukken; de evolutie van de druktechniek heeft hier een einde aan gemaakt.

### Het bouwen van reuzen
Voor heel wat stoeten in tal van gemeenten in Vlaanderen heeft hij reuzen gemaakt, in het totaal 25 stuks. Het was een heel lichte maar zeer sterke constructie in vergelijking met de toen gebruikelijke methodes. De aankleding van de reuzen gebeurde, indien gewenst, door zijn vriend Gerard Sercu, destijds handelaar in en maker van kerkgewaden. Hij werd later schepen van Ieper..

### Zijn medewerking aan stoeten
Ook aan de stoeten zelf heeft hij zijn medewerking verleend, door onder andere het maken van monumentale stukken voor hun praalwagens en maskers gedragen door personages in de stoet.
Enkele gekende stoeten, waaraan hij meegewerkt heeft, zijn de Heksenstoet in Beselare en de Gouden Boomstoet in Brugge. Maar de grootste bijdrage heeft hij verleend aan de Kattenstoet in Ieper. Onder zijn leiding werd bij hem thuis gestart met het maken  van de maskers (kattenkoppen, heksenkoppen enz.) Ze werden gemaakt uit een frame van ijzerdraad omwikkeld met kippendraad. Deze frames werden bedekt met papier-maché gedrenkt in lijm (behangplaksel). Maar door het grote aantal en de hoogdringendheid, de datum van de stoet lag immers vast, werd alles verhuisd naar de Lakenhalle in Ieper waardoor mensen van de technische dienst hun medewerking konden verlenen. De ruwbouw (frame en nodige lagen papier-maché) werd door hen gedaan. De ultieme vormgeving, zoals wenkbrauwen, ogen, neus enz. werden door A. Vandroemme aangebracht. De maskers werden geschilderd door huisschilder Guido Dael, naar een voorbeeld geschilderd door Vandroemme.